# Автомобільна промисловість у Німеччині

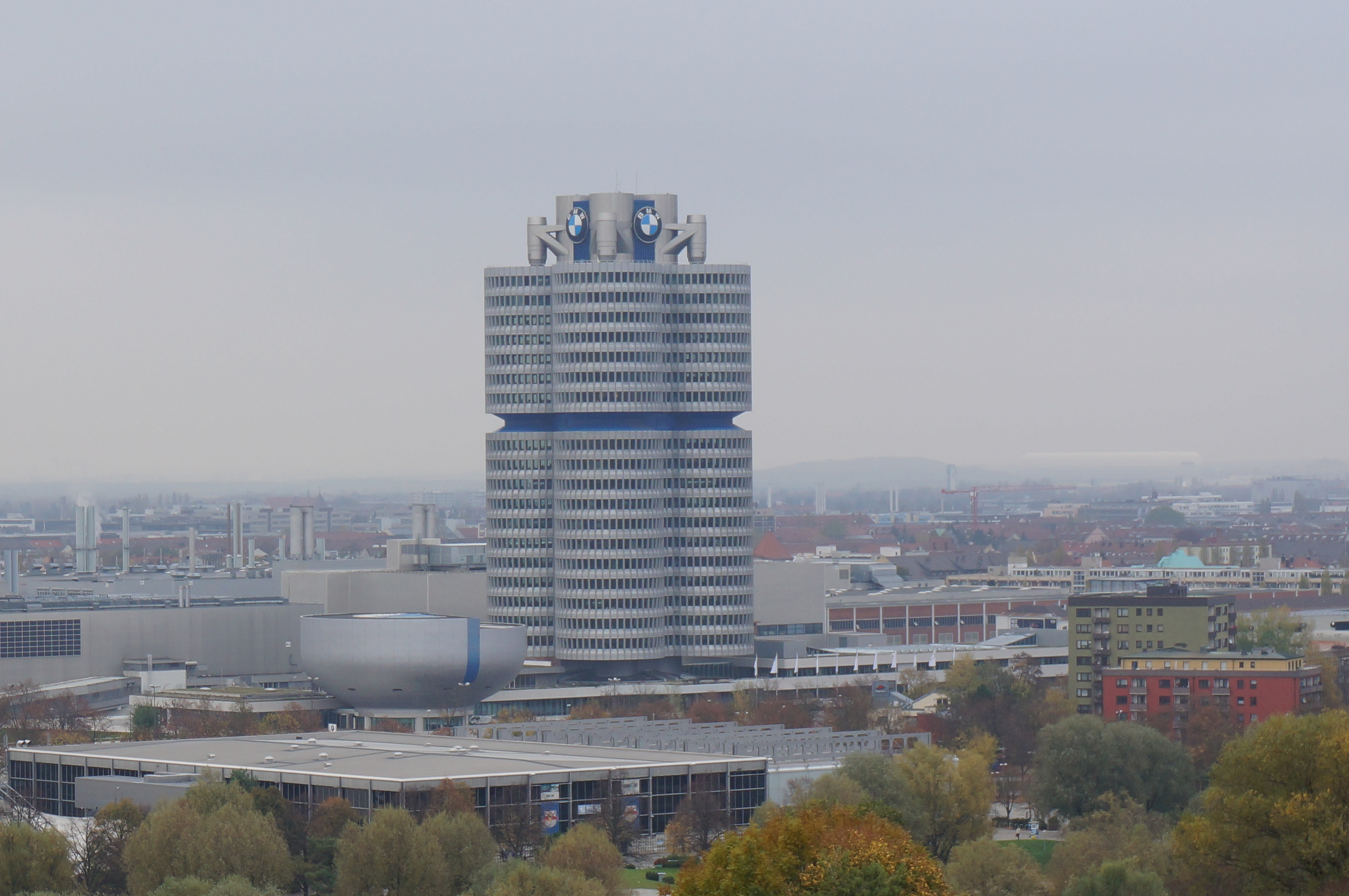
Штаб-квартира BMW AG

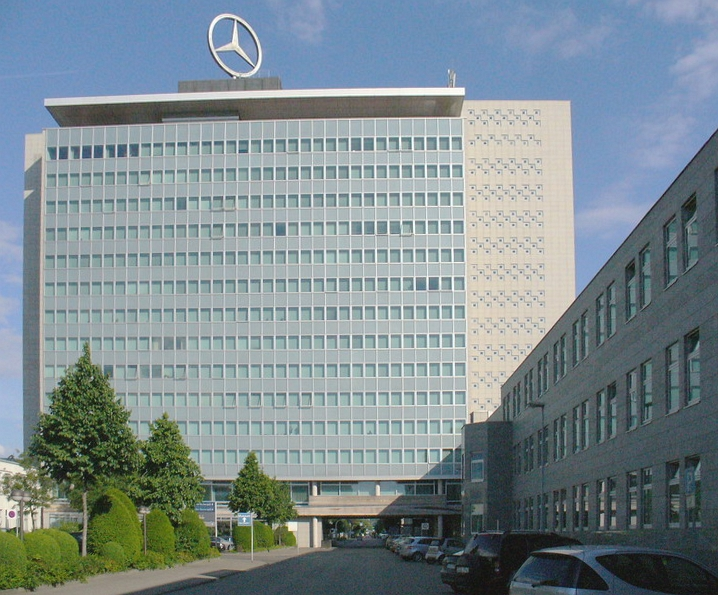
Штаб-квартира Daimler AG

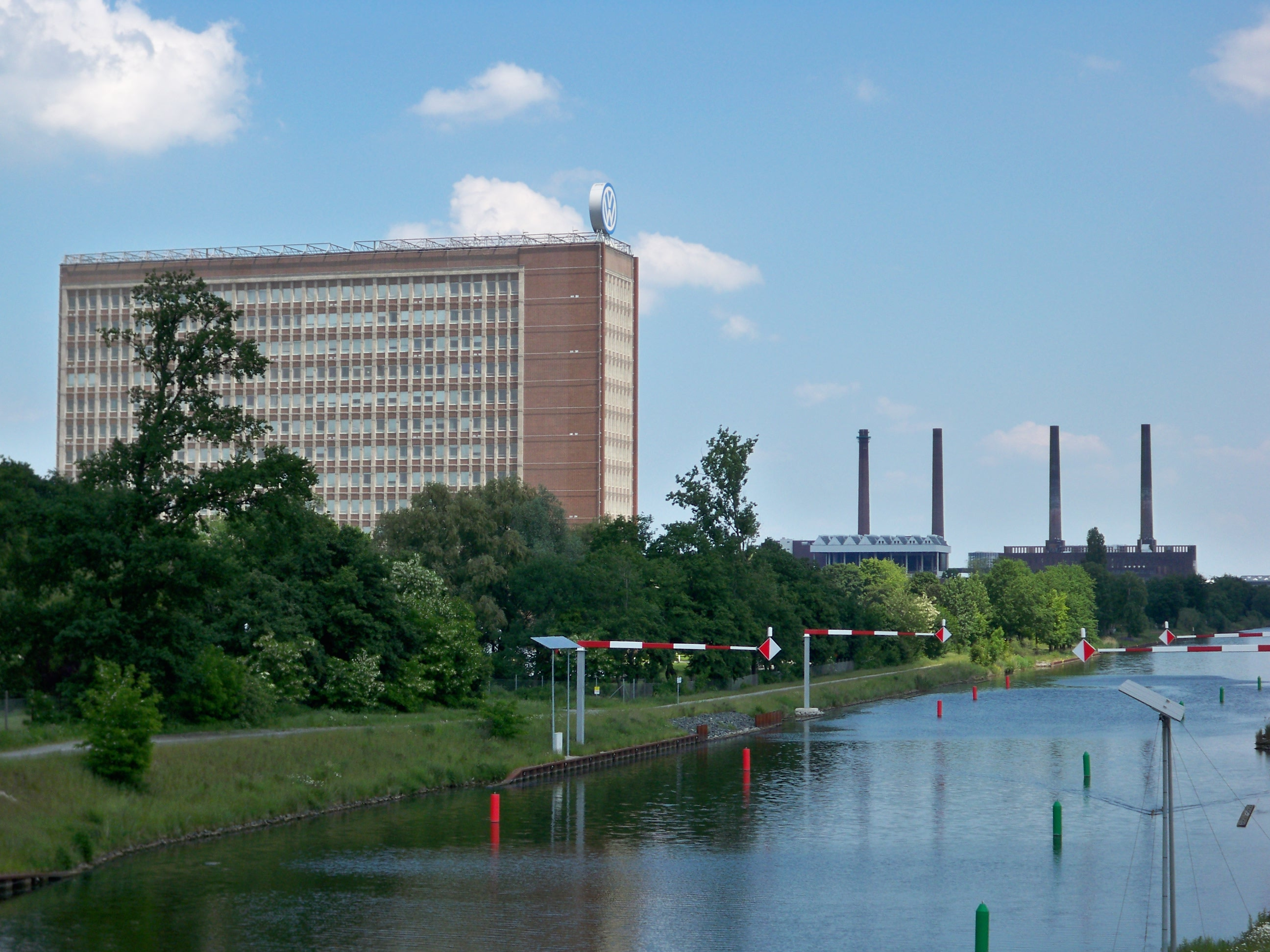
Штаб-квартира Volkswagen AG

Автомобільна промисловість Німеччини — галузь економіки Німеччини.
Автомобільна промисловість у Німеччині є одним з найбільших роботодавців у країні, з робочою силою в понад 747,000 робітників (на 2009 рік), що працюють в цій галузі.
Німеччину вважають місцем народження автомобіля.
В період існування двох німецьких держав після Другої Світової війни і до їхнього возз'єднання в 1990 році існували два окремих автопроми, а саме в ФРН, що випускав до 4 мільйонів автомобілів на рік і займав друге місце в світі після США у 1956—1966 роках і третє місце після США і Японії в 1967—1990 роках, та в НДР, що випускав до 0,26 мільйона автомобілів на рік. 
Будучи батьківщиною автомобіля в сучасному розумінні (хоча задовго до цього перші парові локомобілі з'явилися у Франції), німецька автомобільна промисловість розглядається як найбільш конкурентоспроможна та інноваційна у світі, і займає третє місце за виробництвом автомобілів в світі, і четверте за величиною загального виробництва автотранспортних засобів. З річною продуктивністю в майже шість мільйонів і часткою 35,6% Європейського Союзу (на 2008 рік), Німеччина є абсолютним лідером з виробництва авто в Європі починаючи з 1960-х років.
Тепер п'ять німецьких компаній і сім марок домінують в автомобільній промисловості в країні: Volkswagen AG (і дочірні компанії Audi і Porsche), BMW AG, Daimler AG, Adam Opel AG і Ford-Werke GmbH. Майже 6 мільйонів автомобілів виробляється в Німеччині щороку, і близько 5,5 мільйона виробляється за кордоном німецькими брендами. Поряд зі Сполученими Штатами, Китаєм і Японією, Німеччина є одним з 4-ох провідних виробників автомобілів в світі. Volkswagen Group є однією з трьох найбільших автомобільних компаній в світі (поряд з Toyota і General Motors).
Автомобілі німецької розробки вигравали в щорічних нагородах Європейський Автомобіль Року (European Car of the Year), Міжнародний Автомобіль Року (International Car of the Year), Всесвітній Автомобіль Року (World Car of the Year) найбільшу кількість разів серед всіх країн. Volkswagen Beetle і Porsche 911 зайняли 4-те і 5-те місця відповідно в нагороді Автомобіль Століття (Car of the Century).

## Історія

### До 1930-го року
Німеччину вважають місцем народження автомобіля, позаяк автовиробники-піонери Карл Бенц і Ніколаус Отто незалежно один від одного розробили чотиритактні двигуни внутрішнього згоряння в кінці 1870-х років. Вже до 1901 року, Німеччина виробляла близько 900 автомобілів на рік. У 1916 році була заснована компанія BMW, проте вона не розпочинала виробництва автомобілів аж до 1928 року. У 1926 році Daimler-Benz був сформований з попередникіх компаній Карла Бенца і Готтліба Даймлера і почав виробництво автомобілів під маркою Mercedes-Benz.
Повільний розвиток Німеччини в галузі залишили ринок відкритим для великих американських автовиробничих компаній, таких як General Motors, яка взяла контроль над німецькою компанією Opel в 1929 році, і Ford Motor Company, яка підтримувала успішний німецький підрозділ Ford-Werke, починаючи з 1925 року.

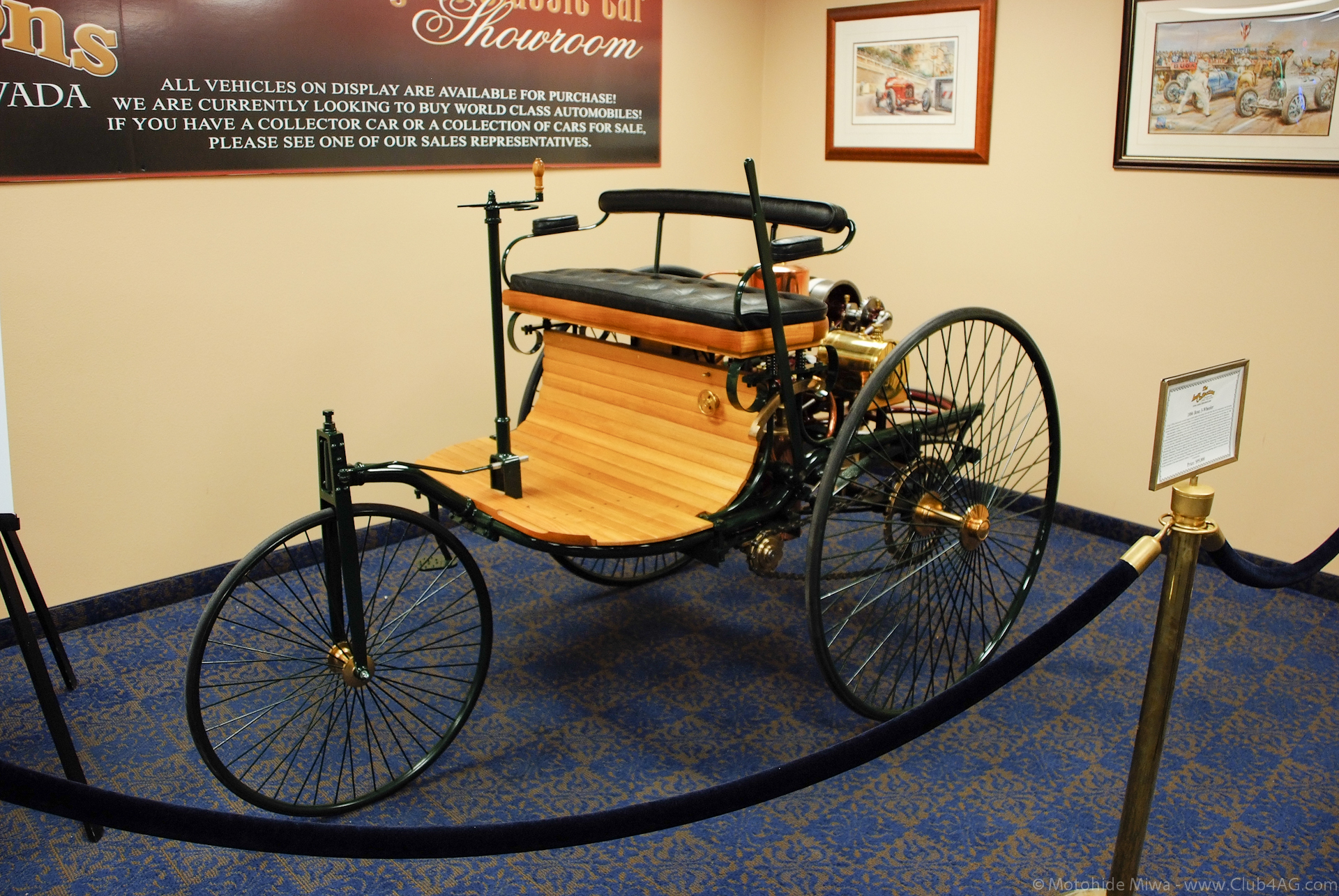
Benz Patent-Motorwagen (1886–1893)
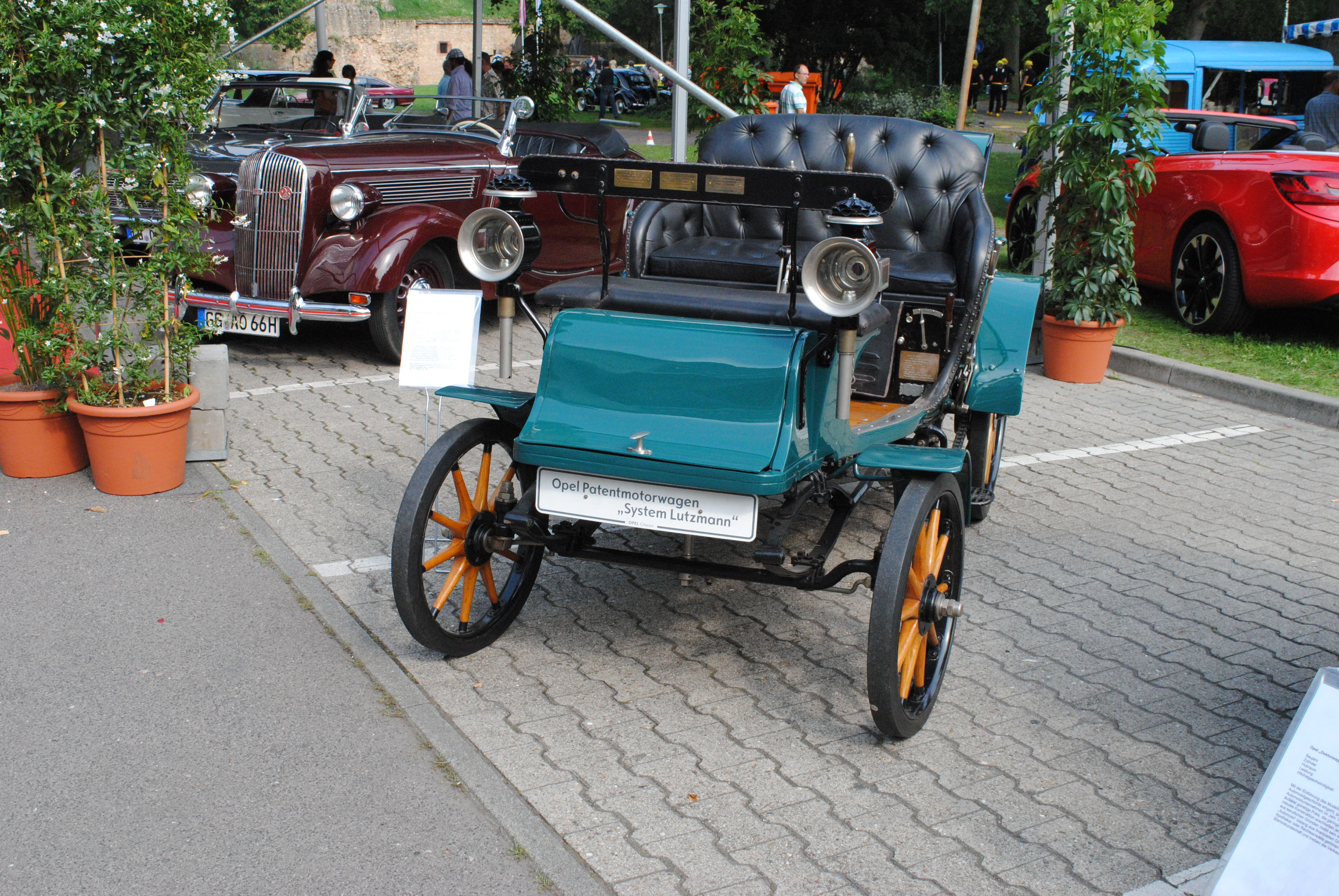
Opel Patentmotorwagen „System Lutzmann“ (1899–1902)
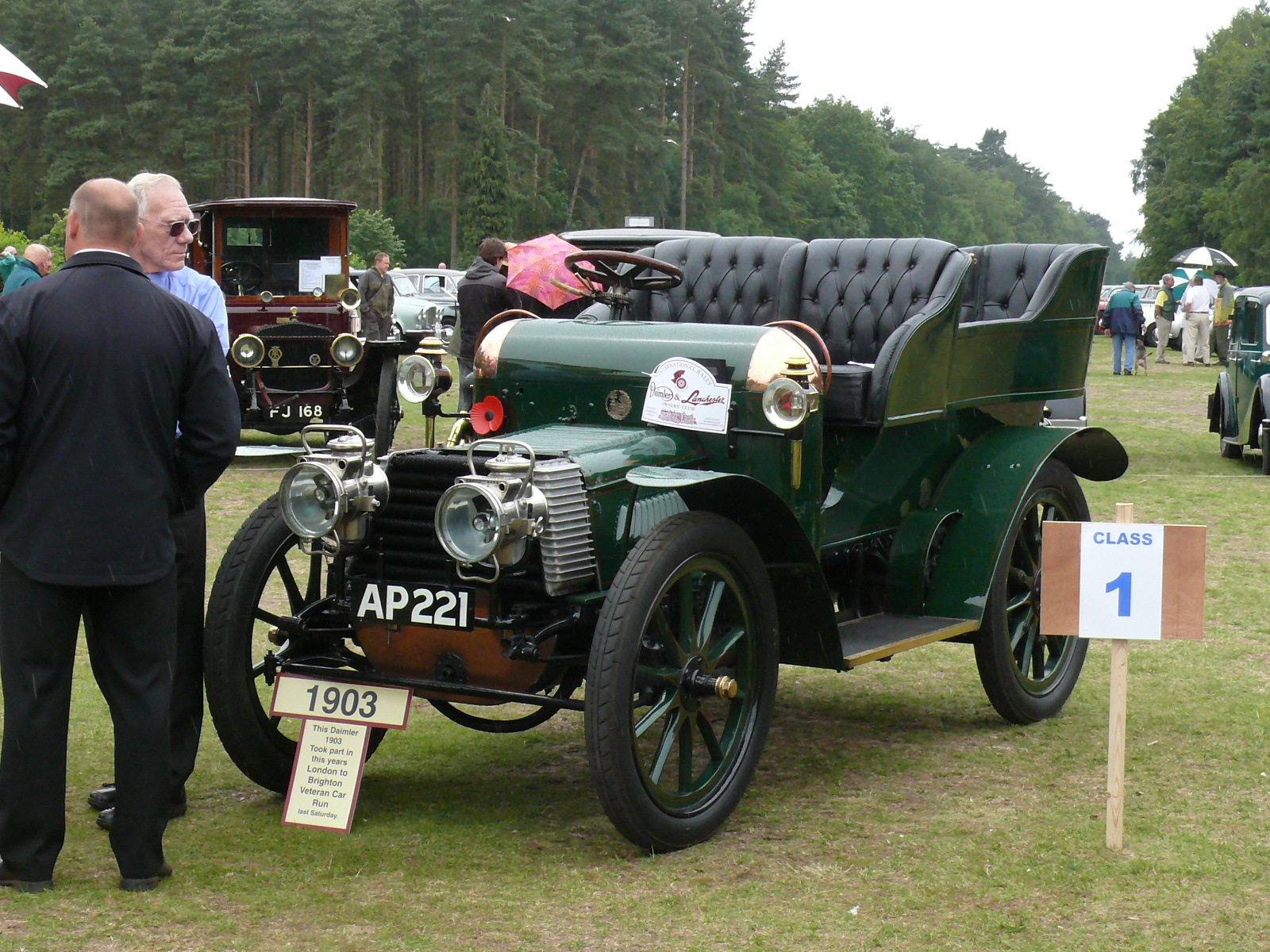
Daimler 22 (1902–1903)
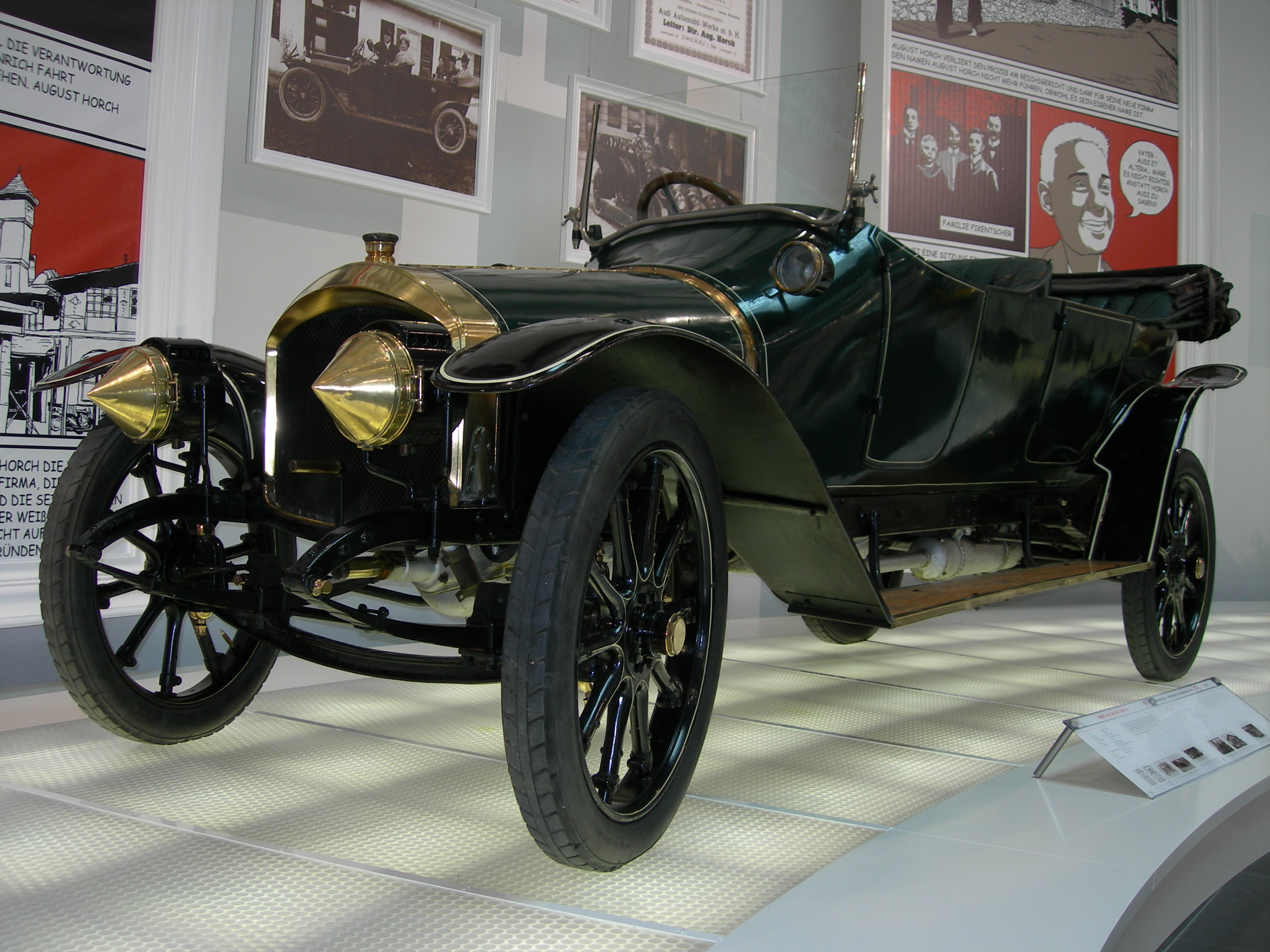
Audi Type A (1910–1912)

### 1930-1940-ві роки
Крах світової економіки під час Великої депресії на початку 1930-х років занурили автомобільну промисловість Німеччини у важку кризу. У той час як вісімдесят шість автомобільних компаній існували в Німеччині протягом 1920-х років, заледве дванадцять пережили депресію, зокрема Daimler-Benz, Opel і завод компанії Ford в Кельні. Крім того, чотири з найбільших автовиробників країни — Horch, Dampf Kraft Wagen (DKW), Wanderer і Audi — створили спільне підприємство, відоме як Auto Union в 1932 році, яке повинно було відіграти провідну роль у поверненні Німеччини від депресії.

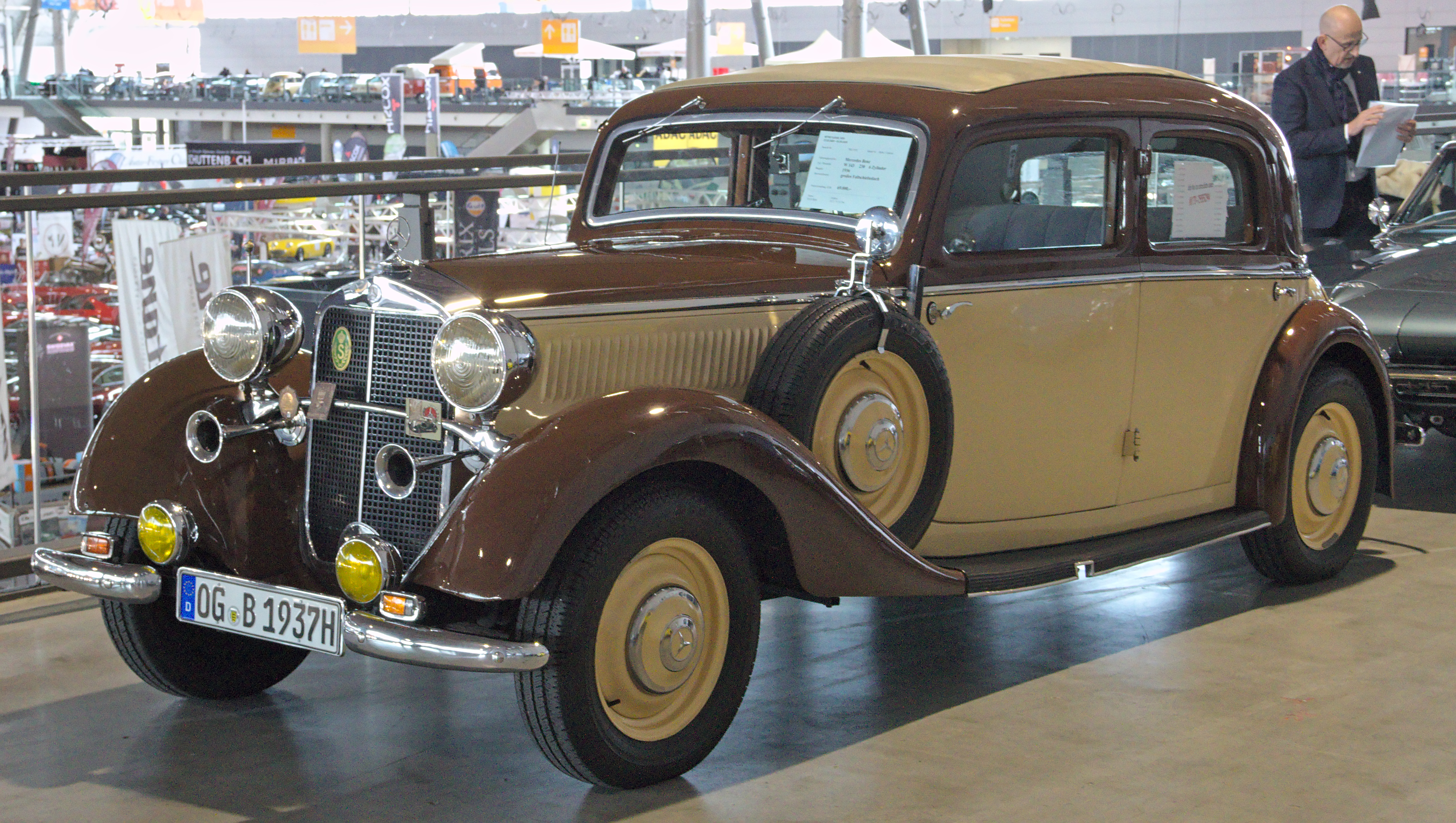
Mercedes-Benz Typ 230 (W143) (1937–1941)
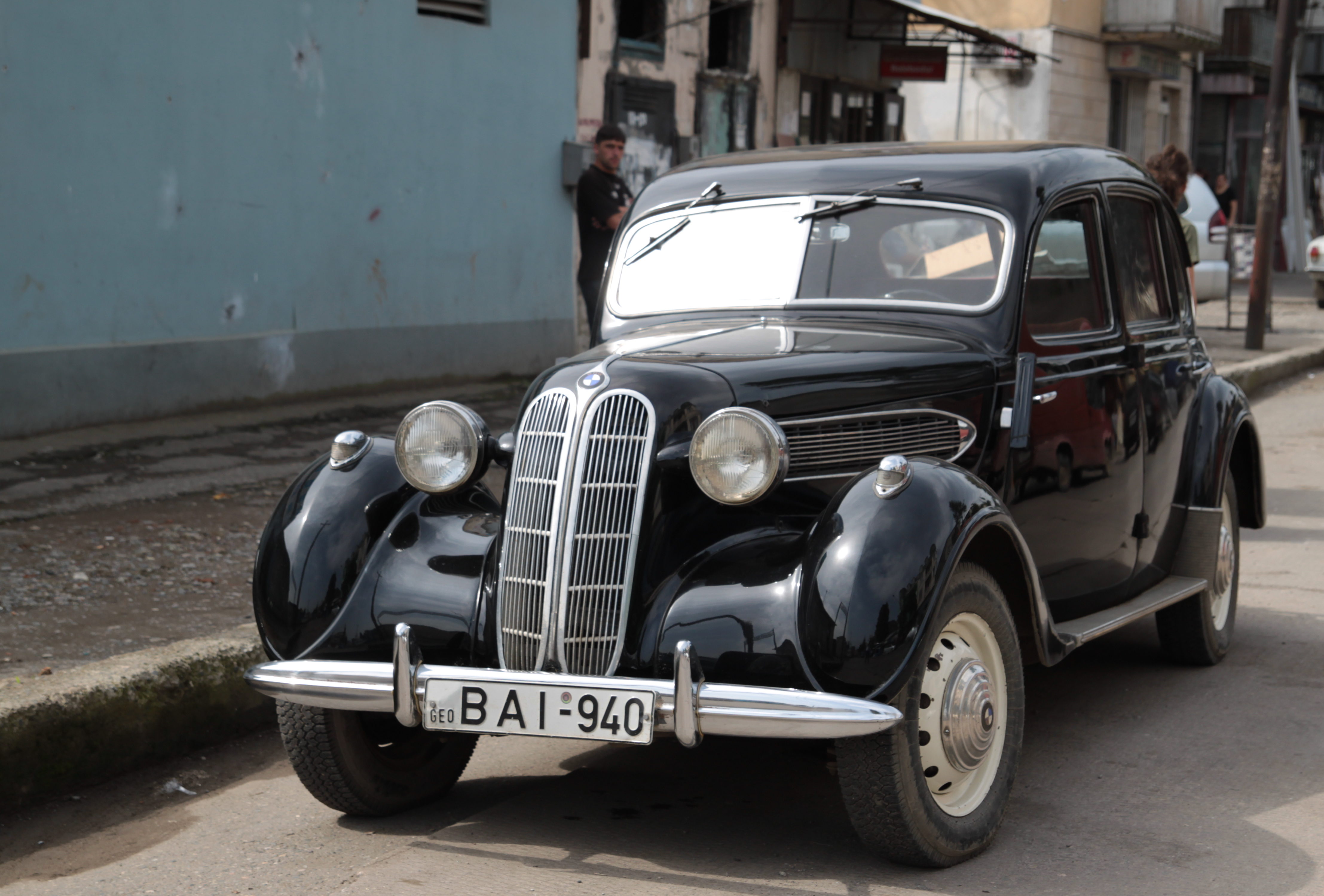
BMW 326 (1936–1941)
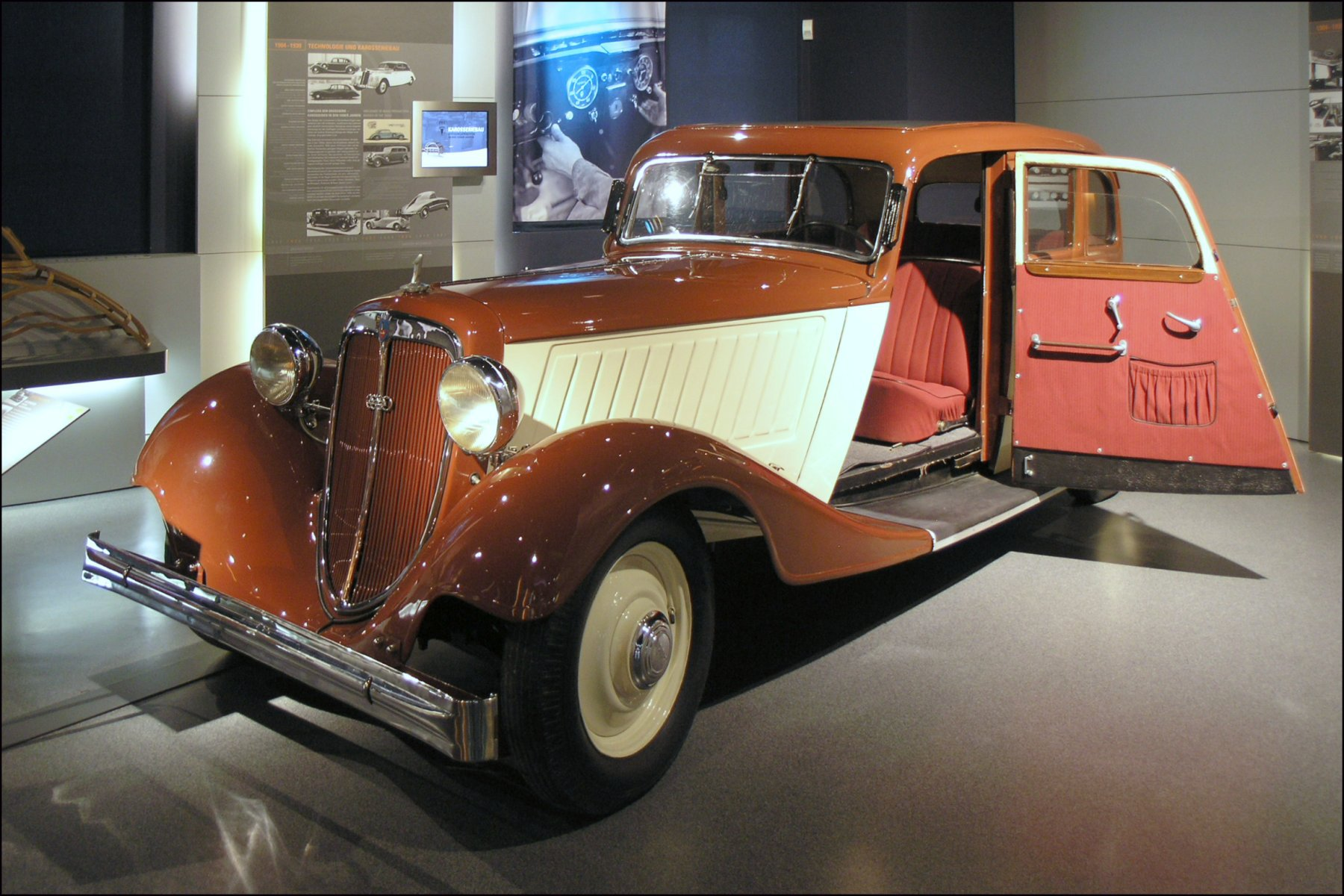
Audi Front UW 225 (1935–1938)
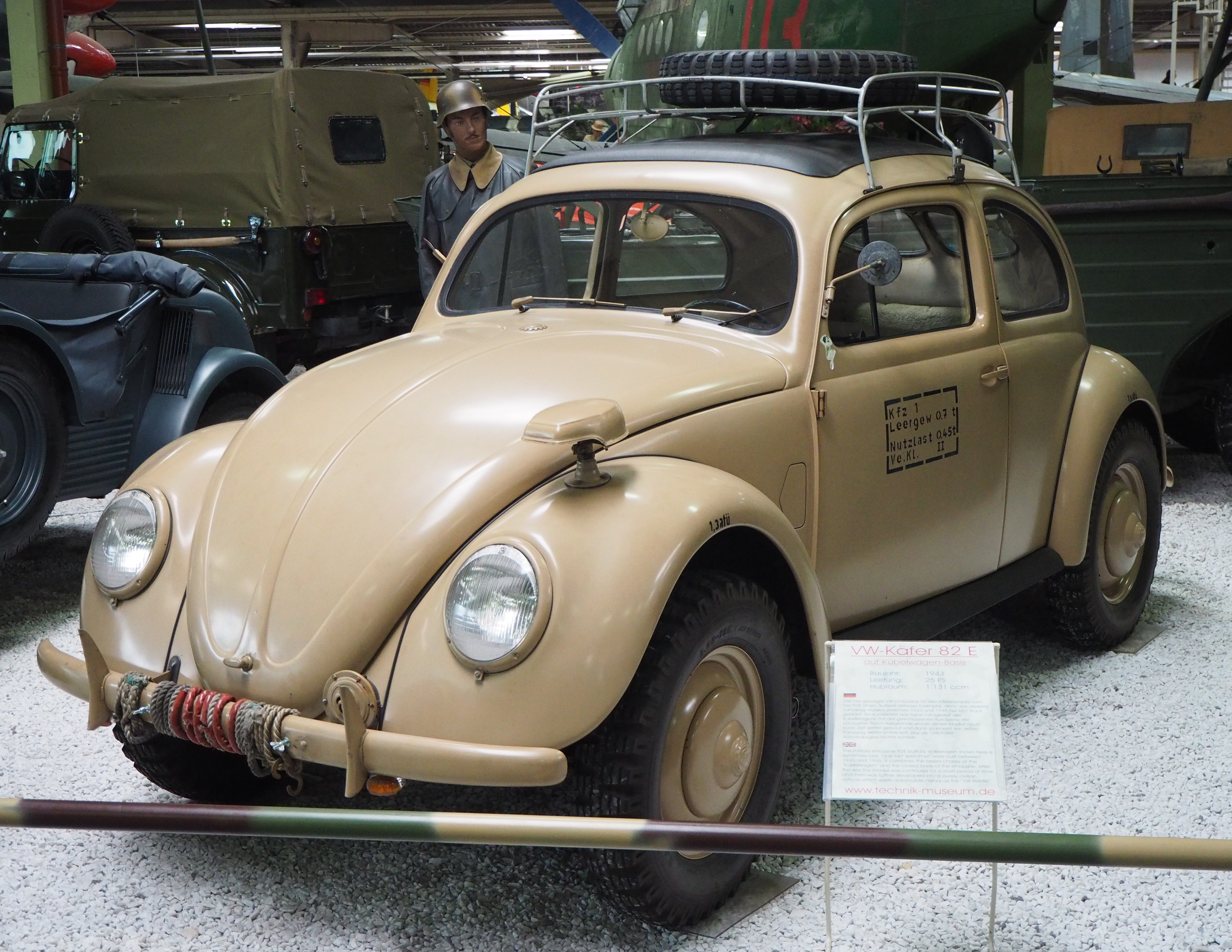
VW Typ 1 (1938–1941, 1945–1978)
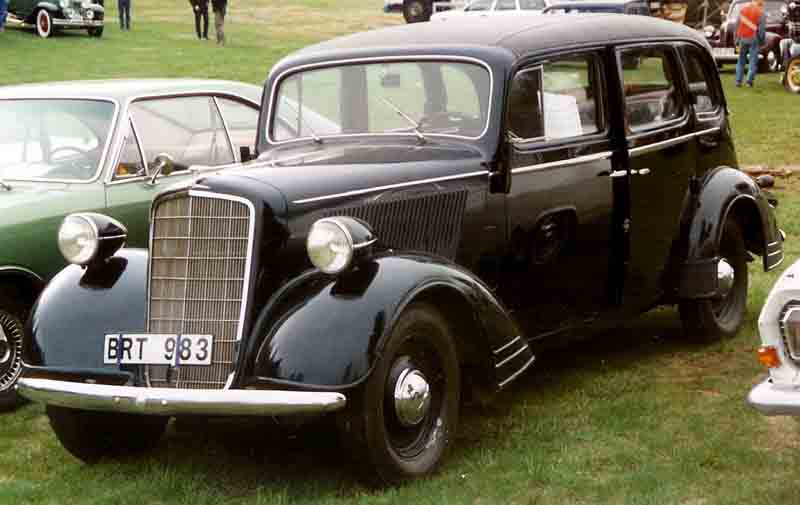
Opel 2.0 litre (1934–1937)
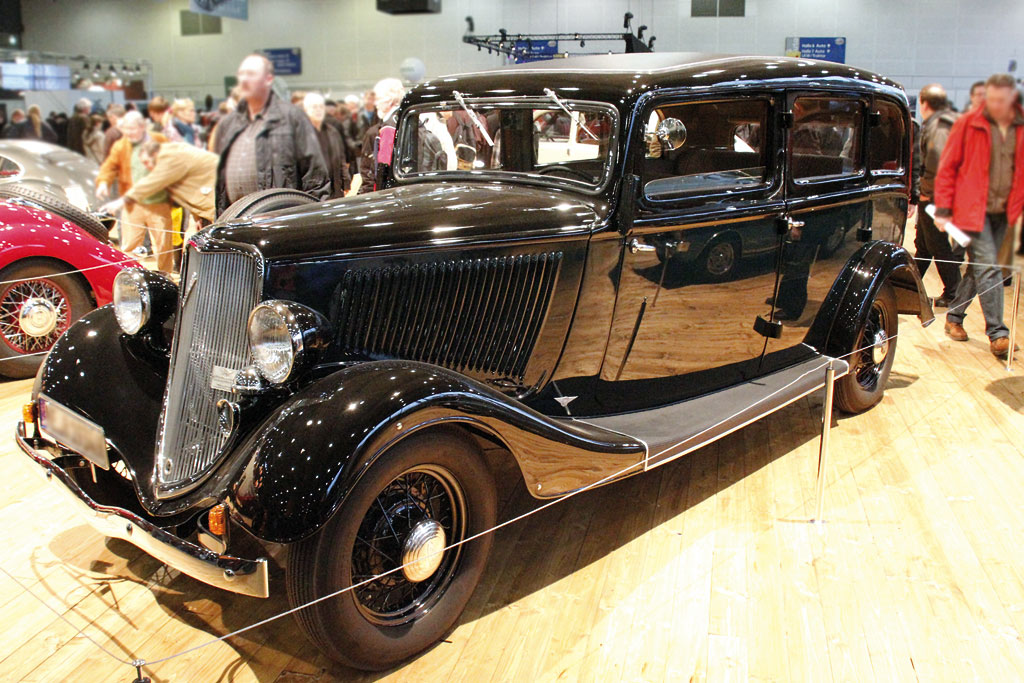
Ford Rheinland (1933–1936)

### 1950-ті роки
До кінця Другої світової війни, більшість автомобільних заводів були зруйновані або сильно пошкоджені. Завод Volkswagen у Вольфсбурзі продовжував виробляти Volkswagen Beetle (Typ 1) в 1945 році. Mercedes-Benz відновив виробництво в 1946 році. Першими автомобілями BMW після війни були розкішні BMW 501 і BMW 502 в 1952 році.

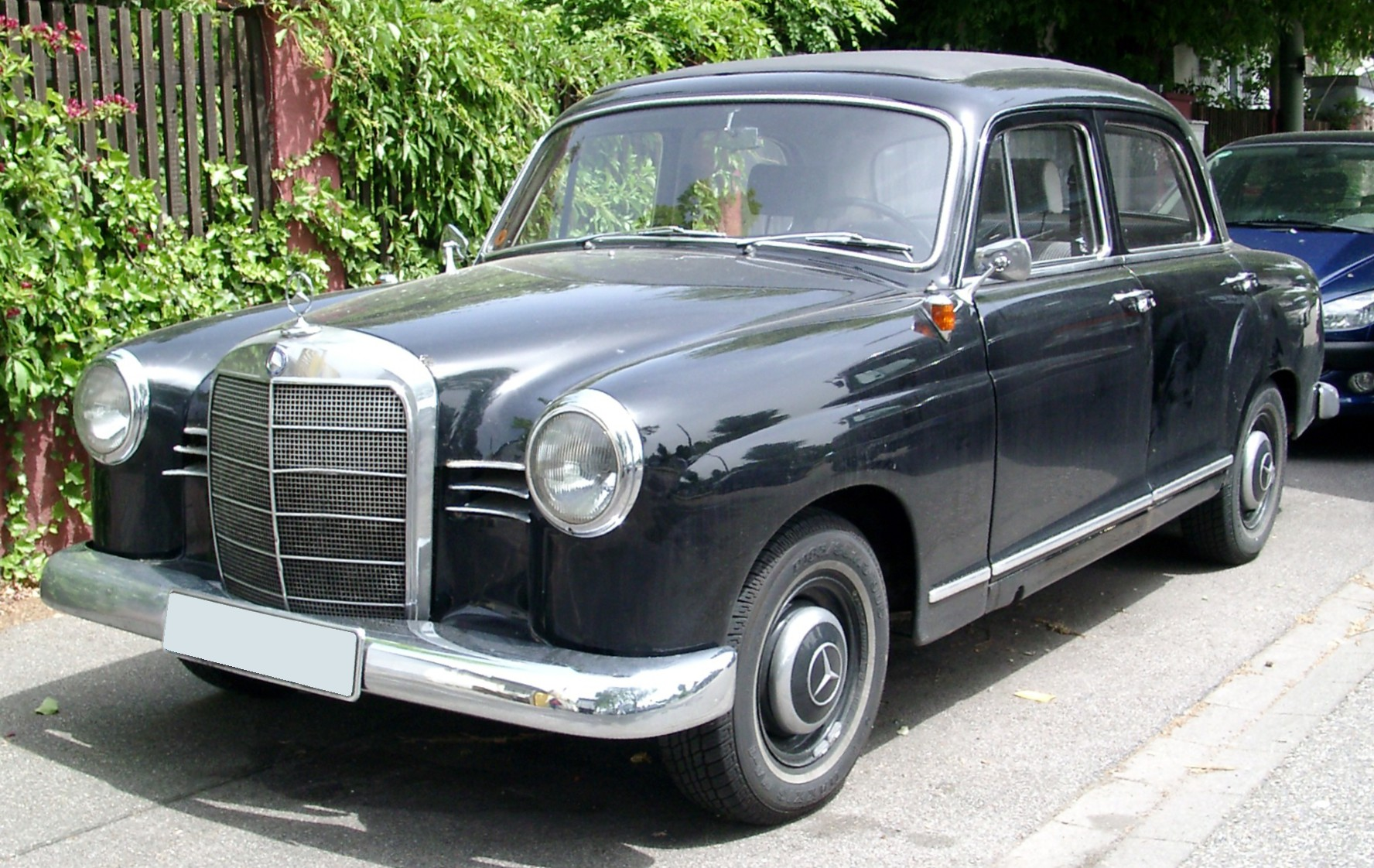
Mercedes-Benz W120 (1953–1962)
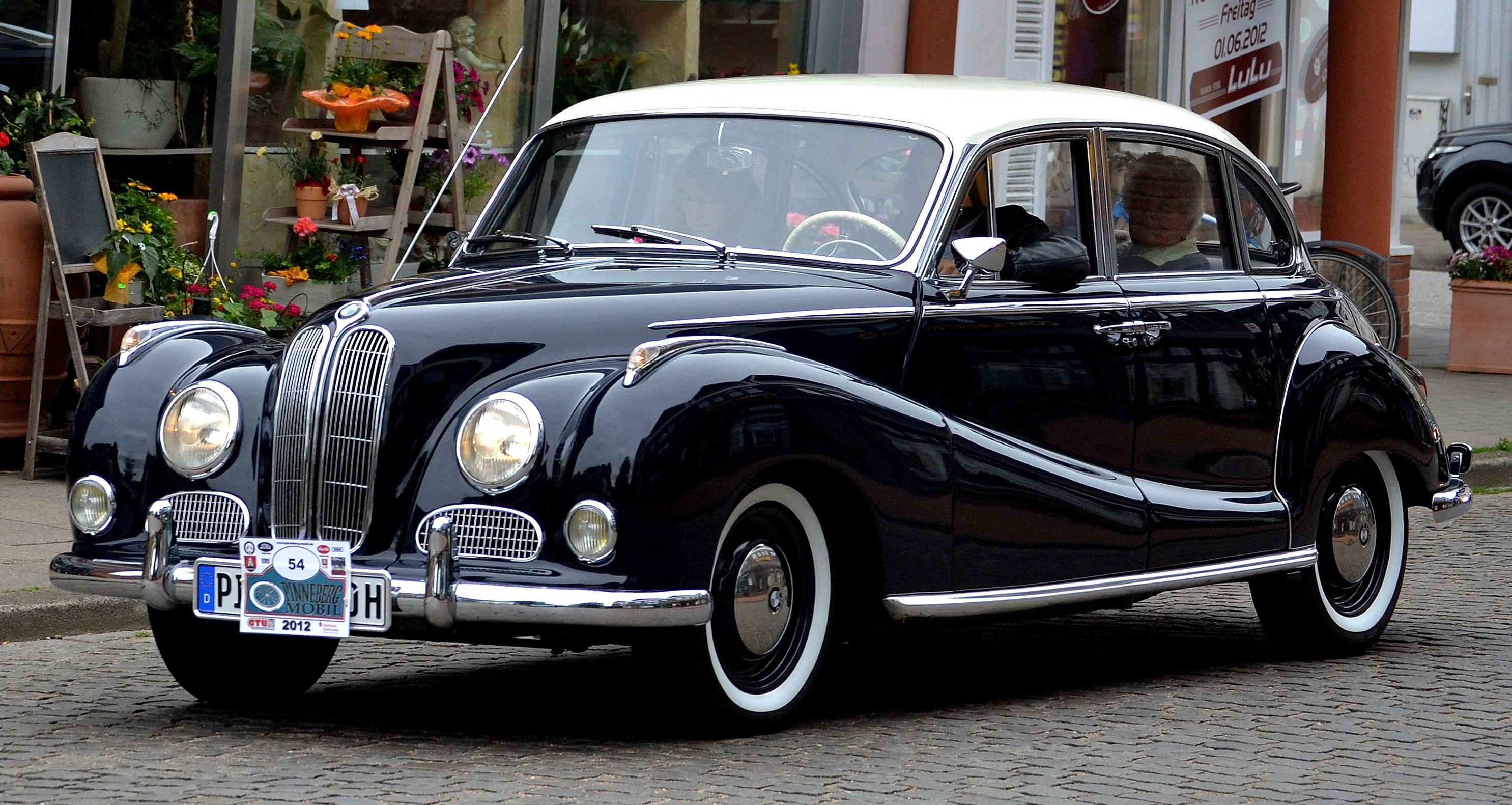
BMW 501/502 (1952–1962)
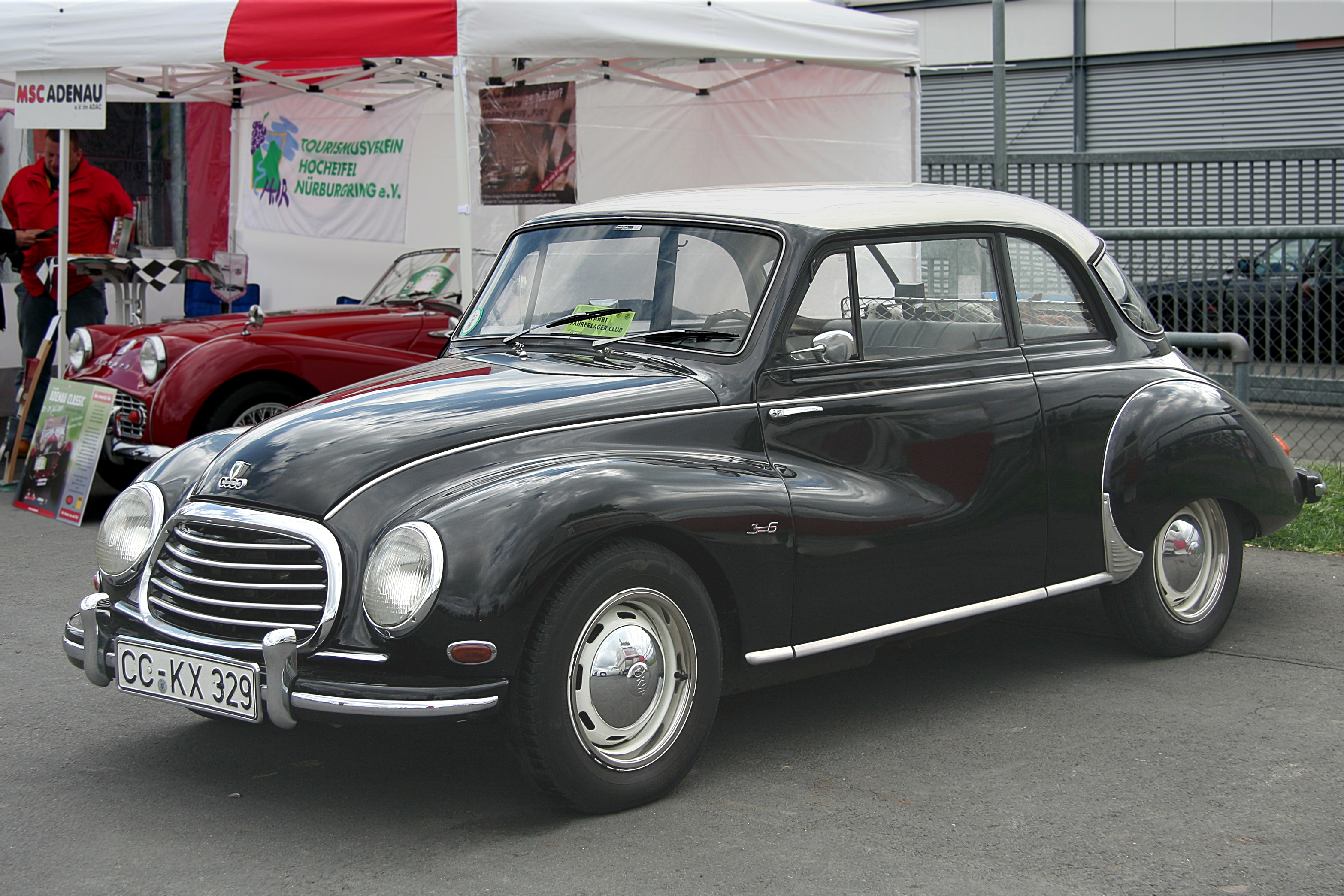

- DKW 3=6 (1953–1959)
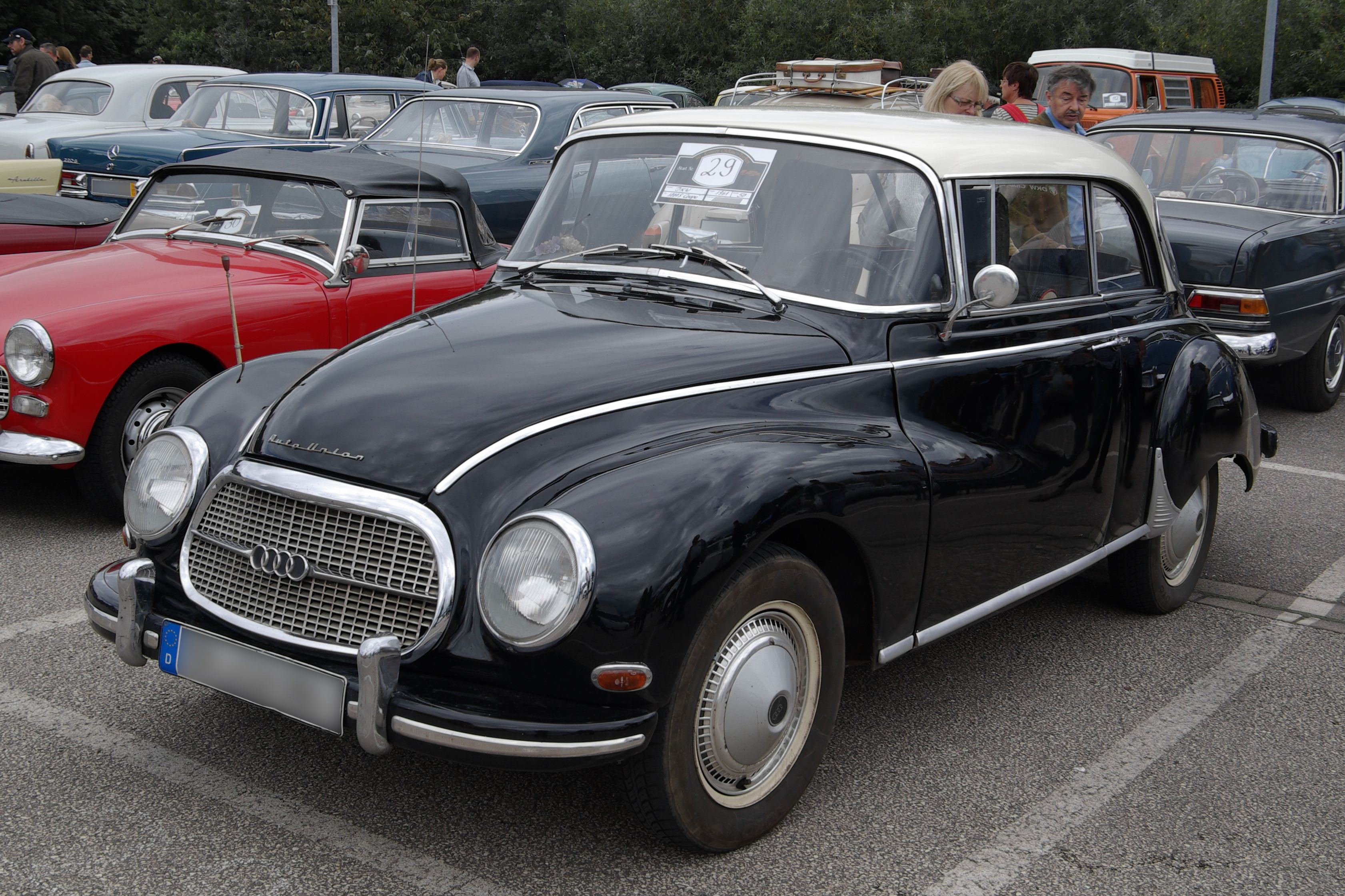
Auto Union 1000 (1959–1963)
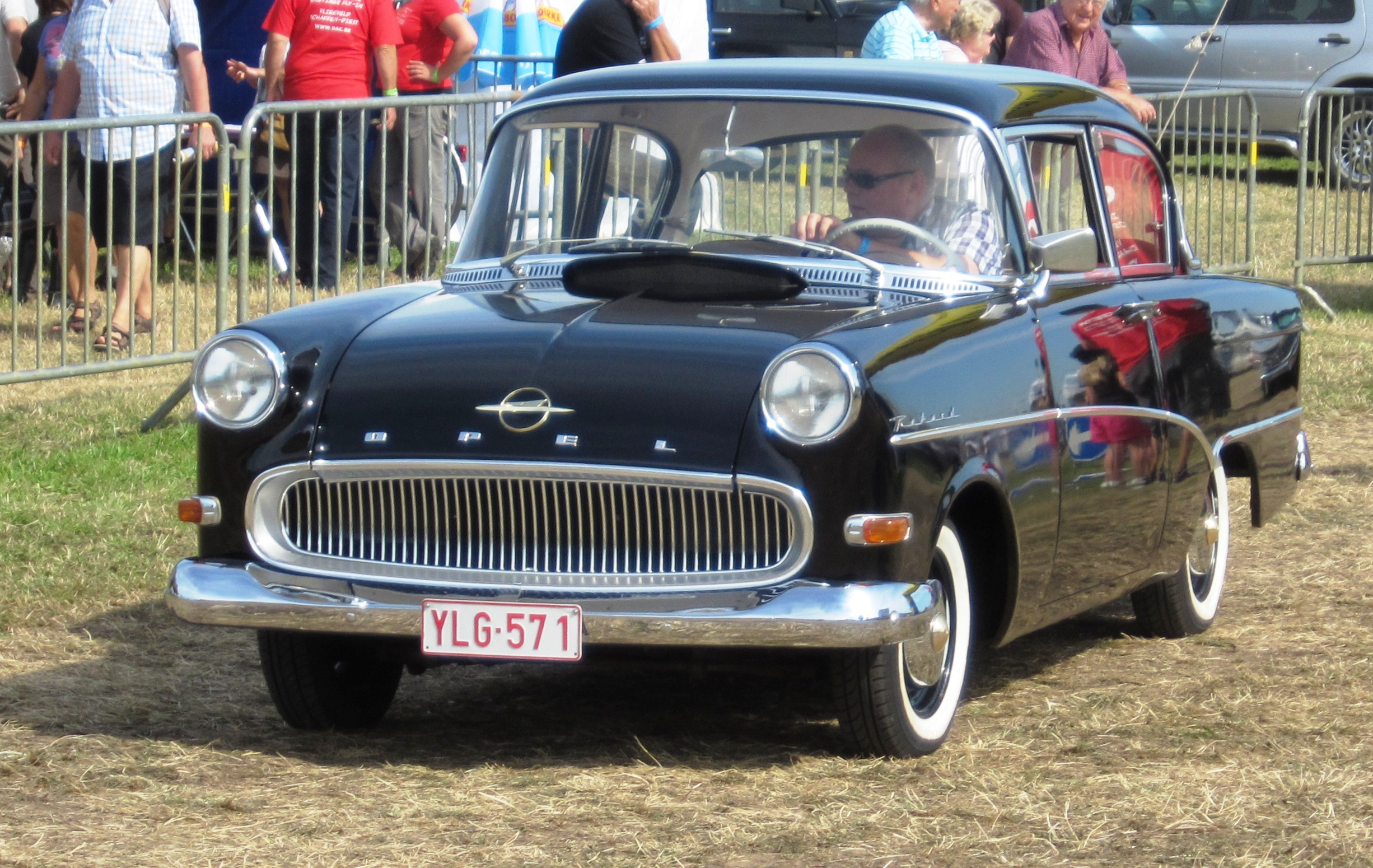
Opel Olympia Rekord P (1957–1960)
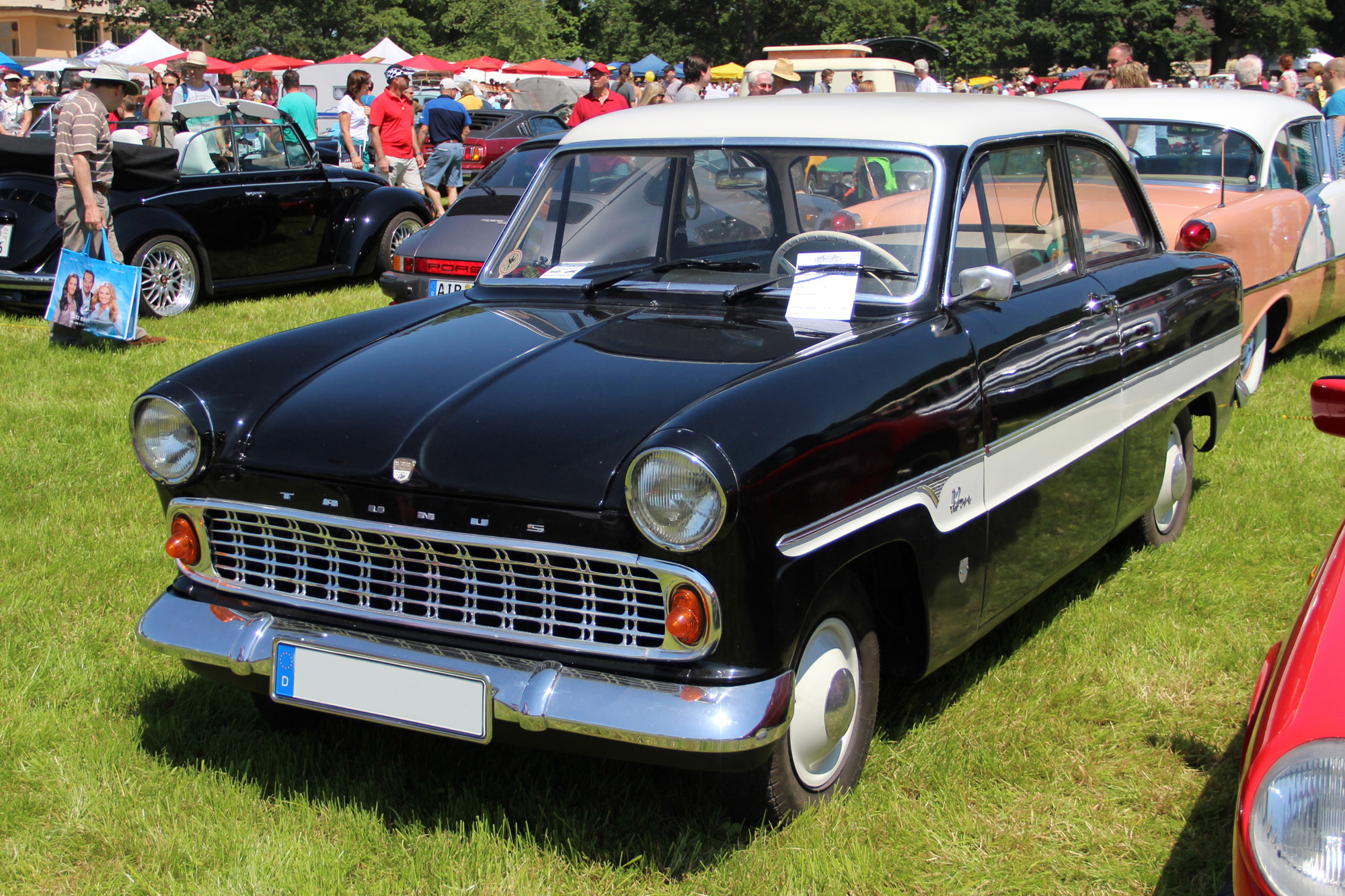
Ford Taunus P1 (1959–1962)

### 1960-ті роки
В кінці 1950-х років, BMW AG переживає фінансові труднощі, і контроль над компанією отримала сім'я Квандт. BMW придбала Glas в 1966 році. В 1958 Auto Union був придбаний компанією Daimler AG, але потім, в свою чергу він був проданий в кілька етапів з 1964 по 1966 роки концерну Volkswagen AG.

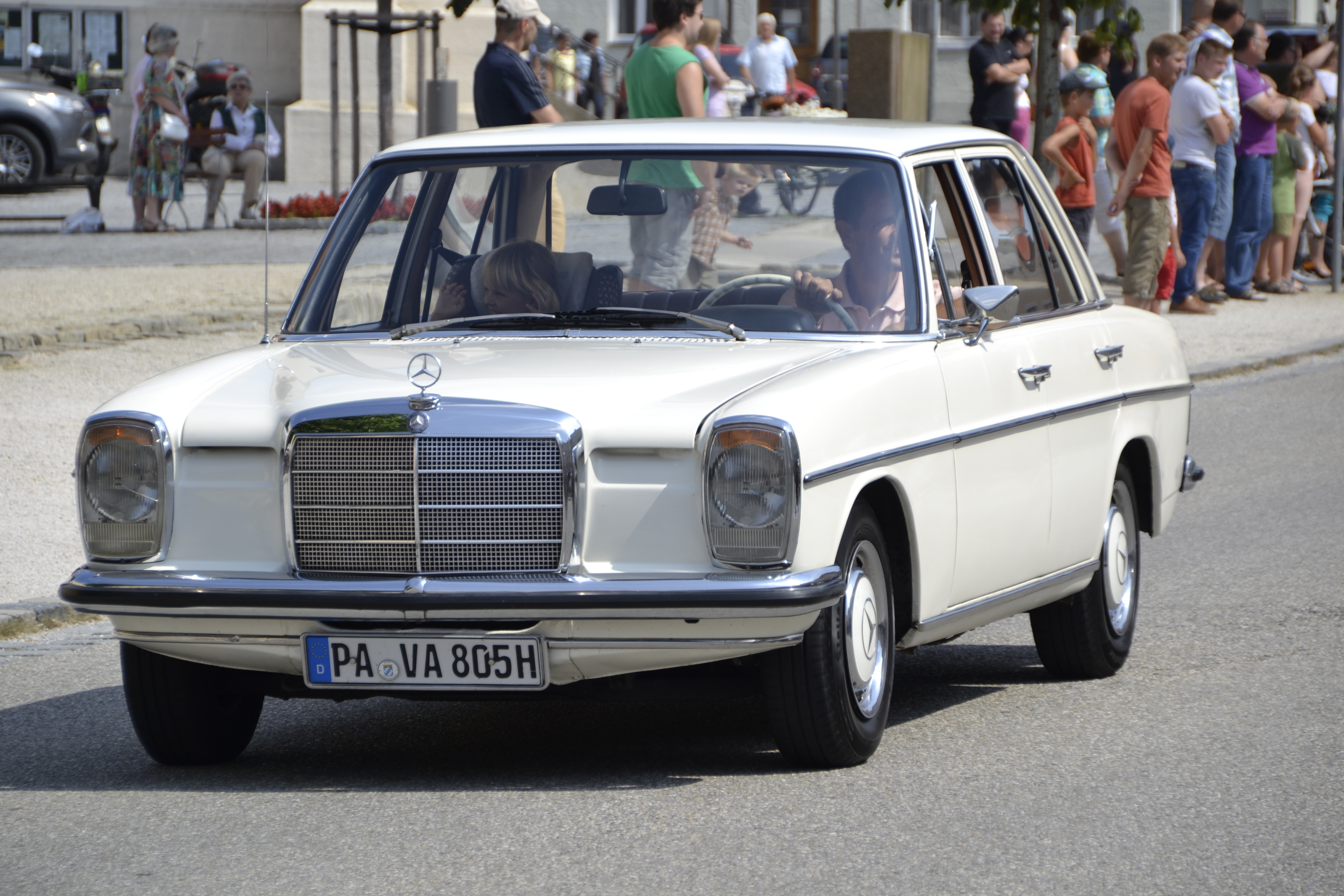
Mercedes-Benz W115 (1968–1978)
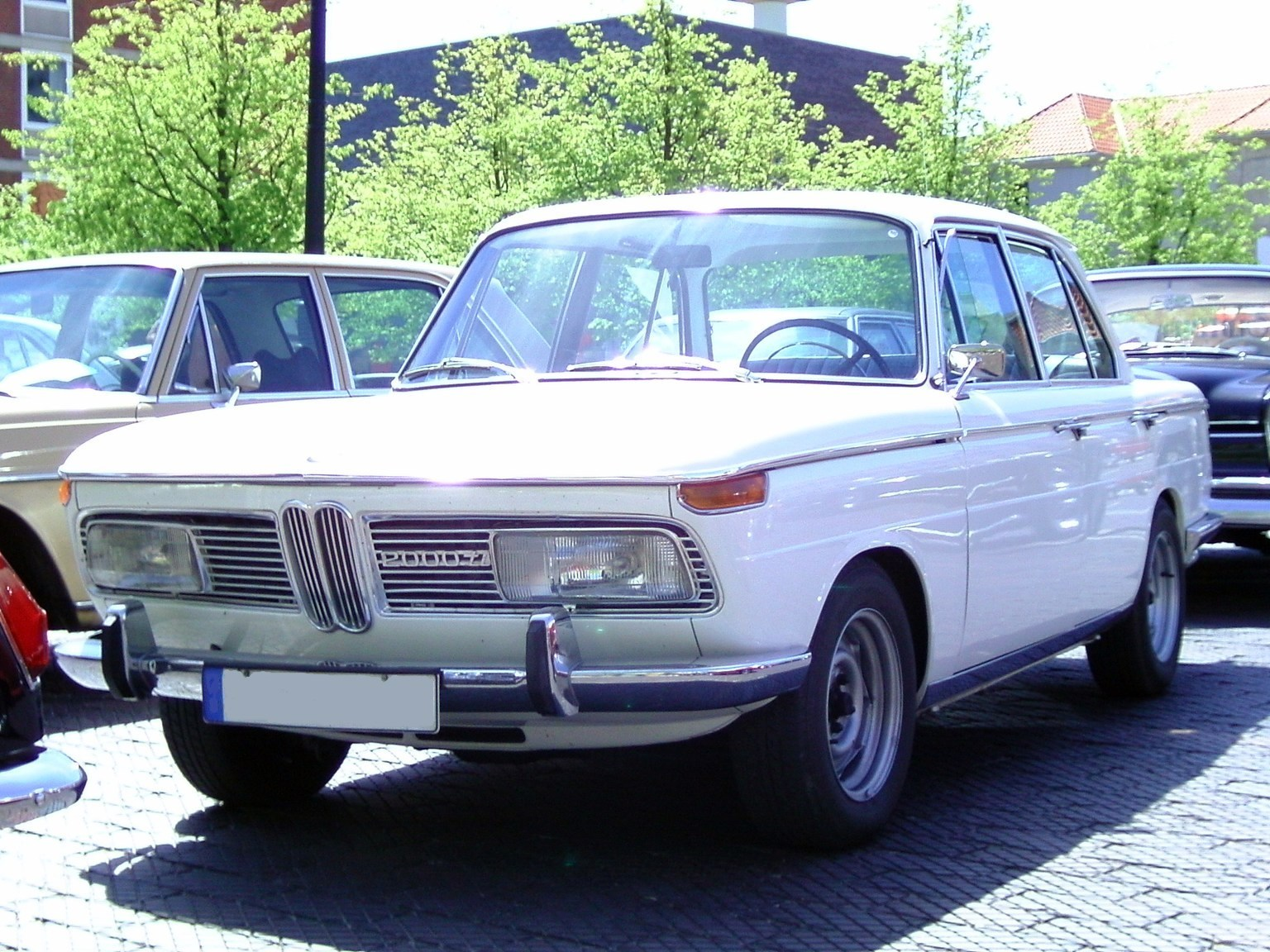
BMW 2000 (1966–1972)
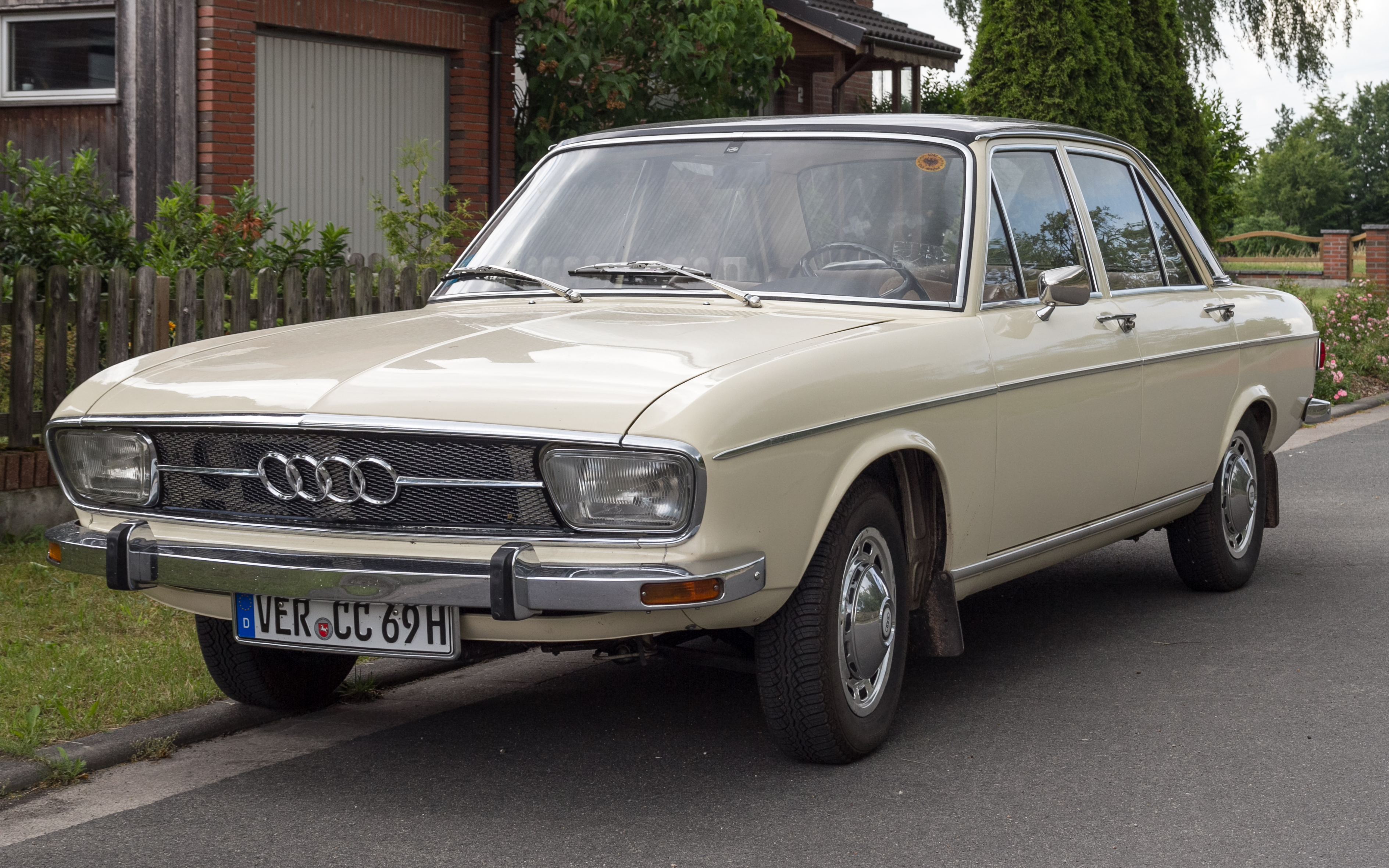
Audi 100 (C1) (1968–1976)
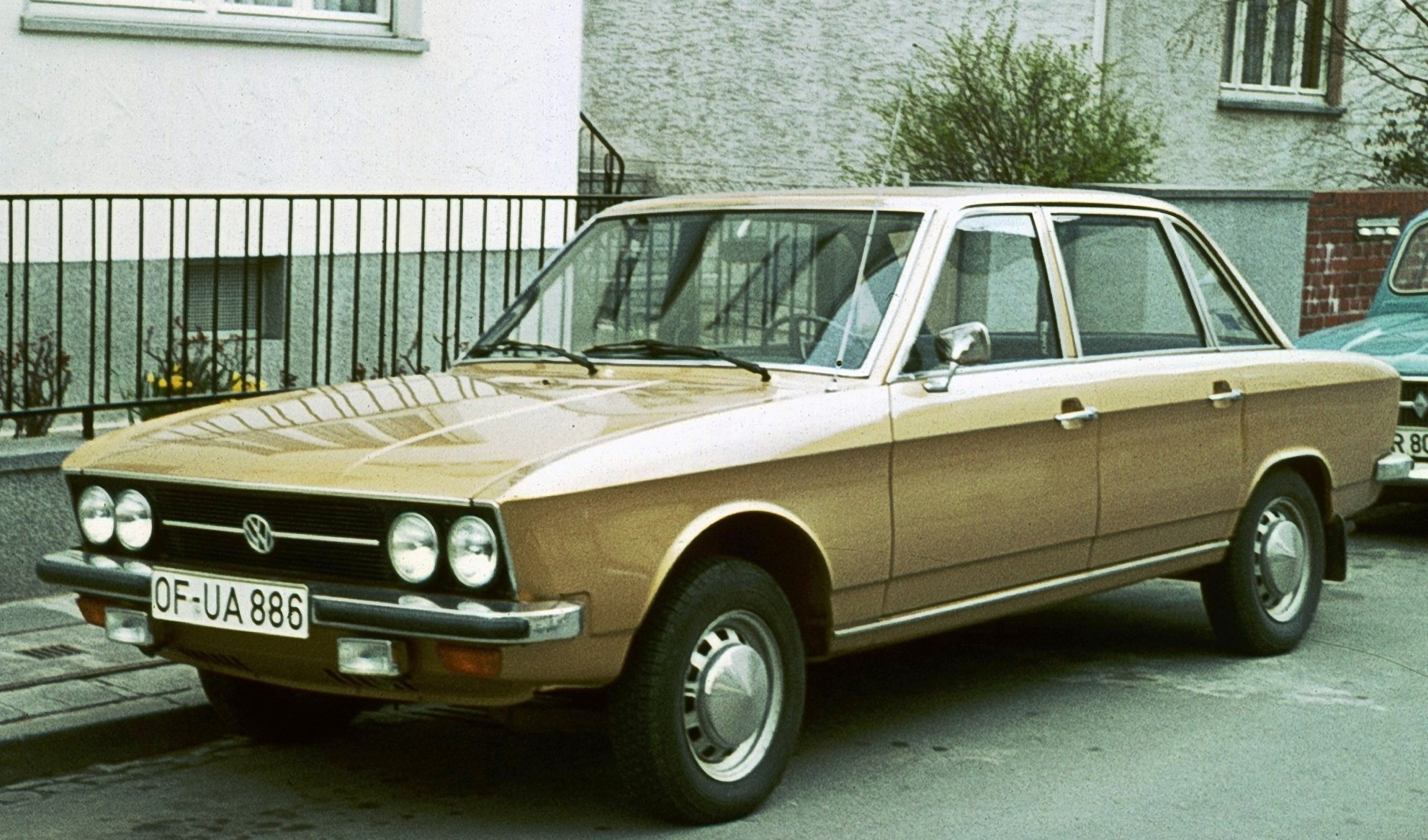
NSU K70/Volkswagen K70 (1969–1974)
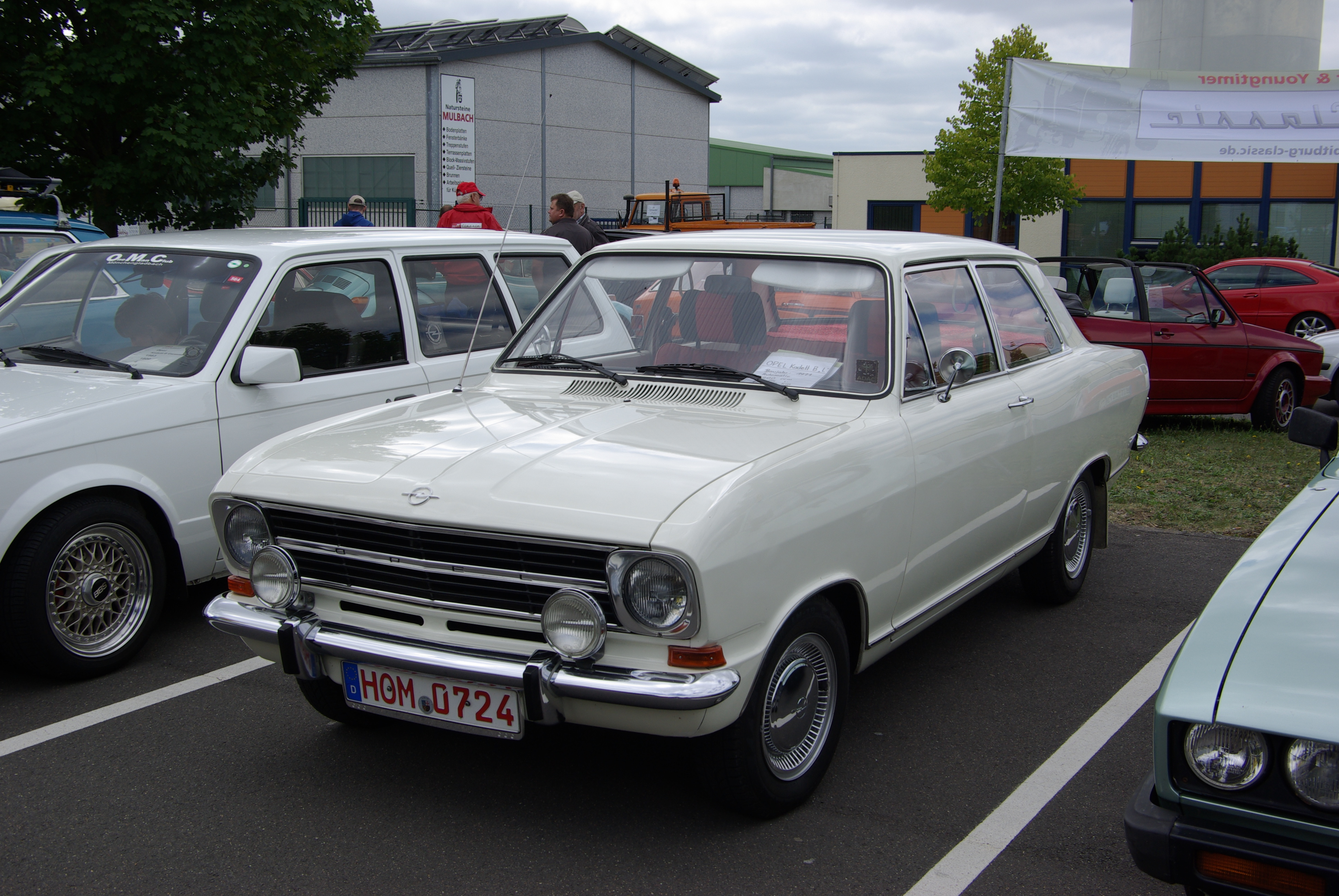
Opel Kadett B (1965–1973)
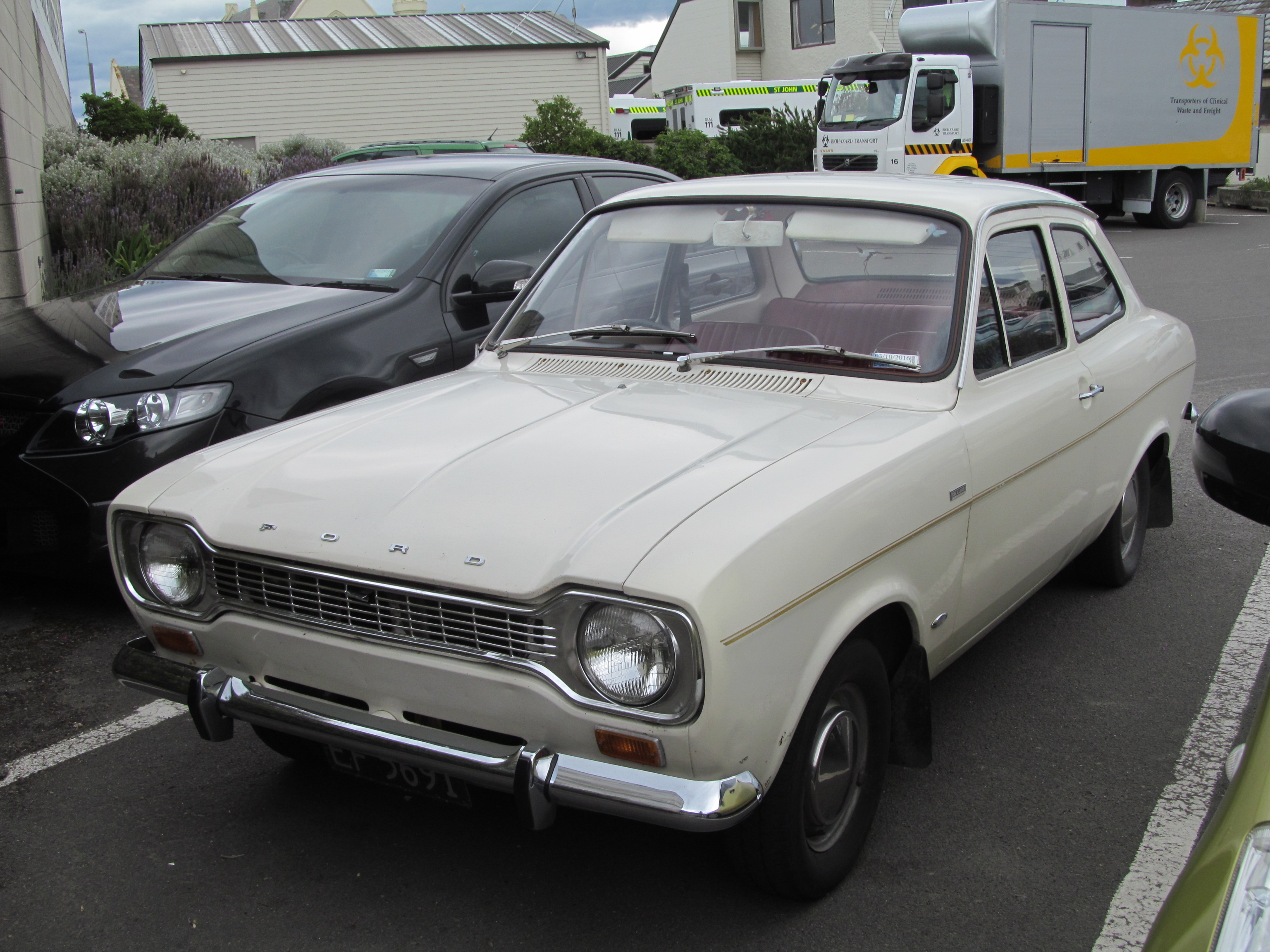
Ford Escort Mark I (1968–1975)

### 1970-ті роки
Протягом 1970-х і на початку 1980-х, General Motors інтегрував Opel з британським брендом Vauxhall таким чином, щоб конструкції були спільним, а різниця була лише в іменах.
Volkswagen і Audi користувались зростаючою популярністю на зарубіжних ринках протягом 1970-х та 1980-х років.

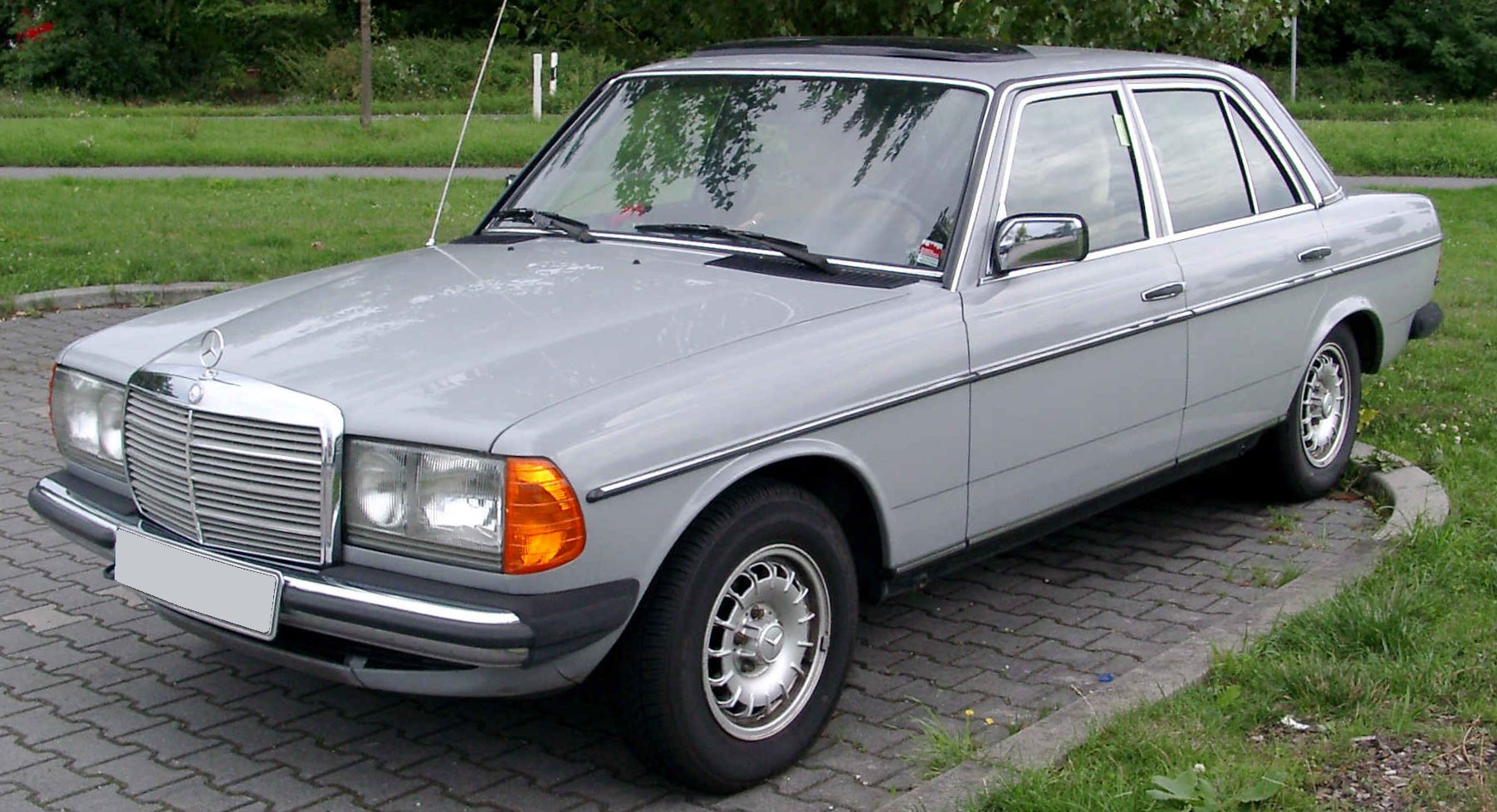
Mercedes-Benz W123 (1976–1986)
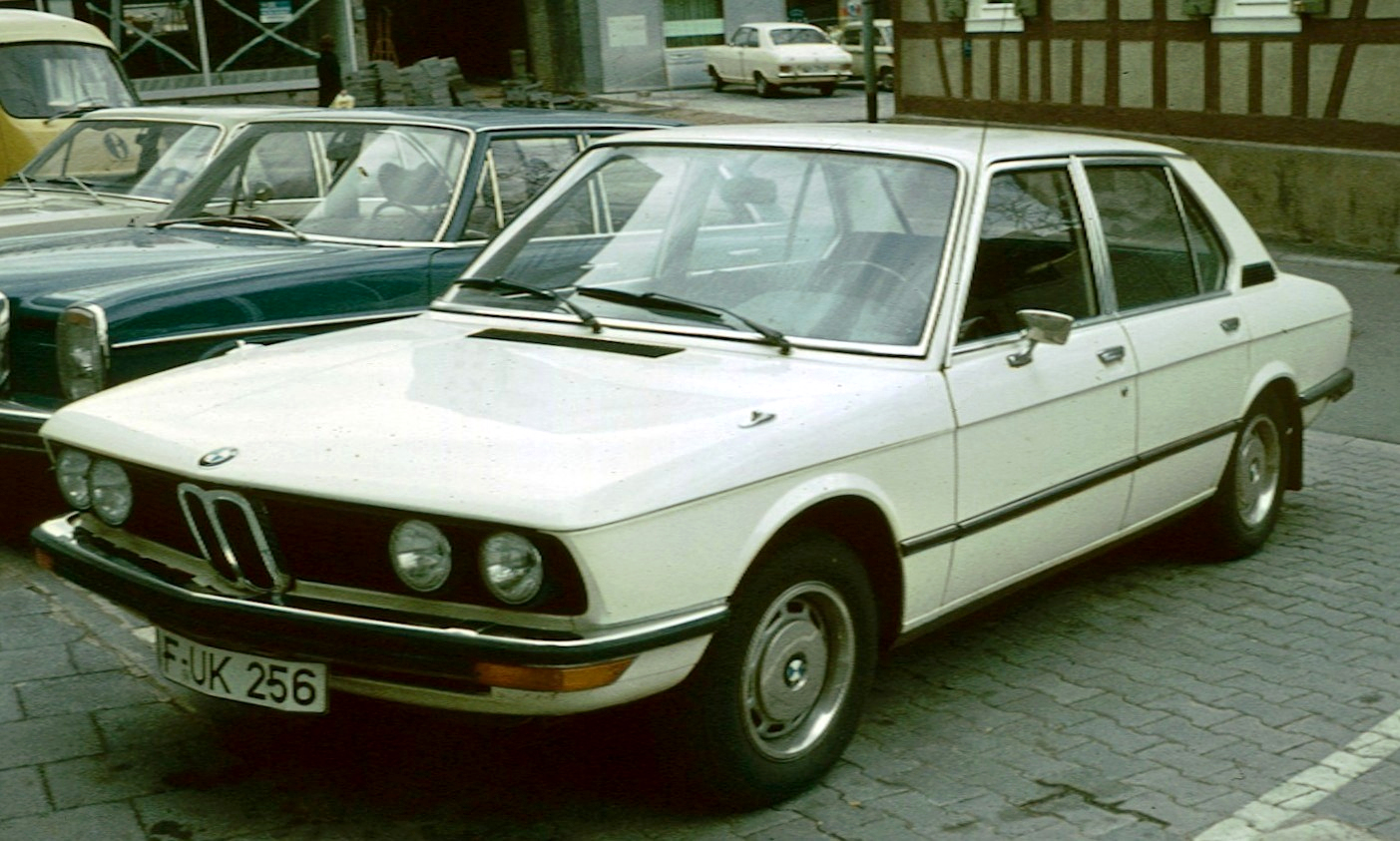
BMW 5 Series (E12) (1972–1981)
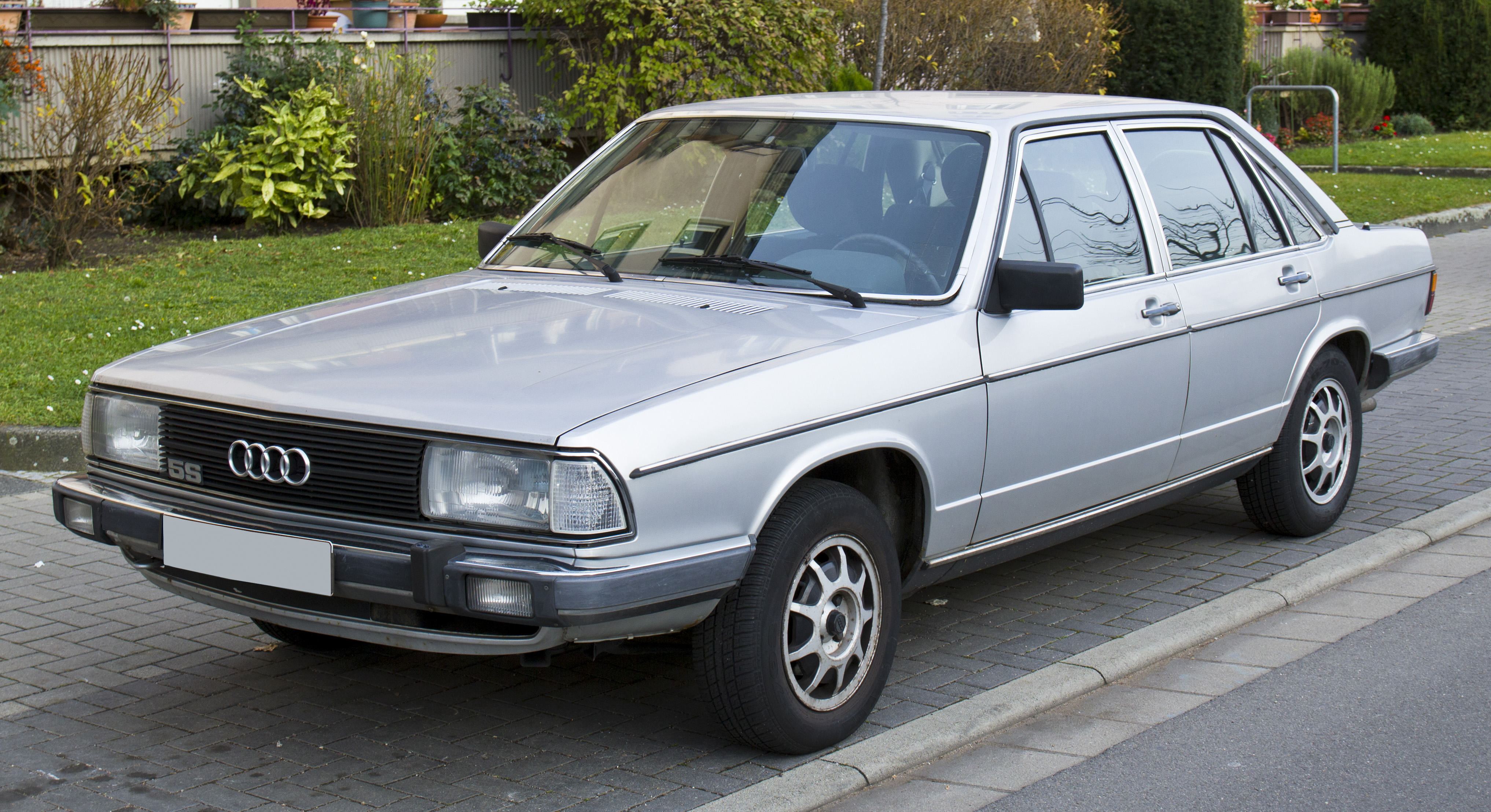
Audi 100 (C2) (1976–1982)
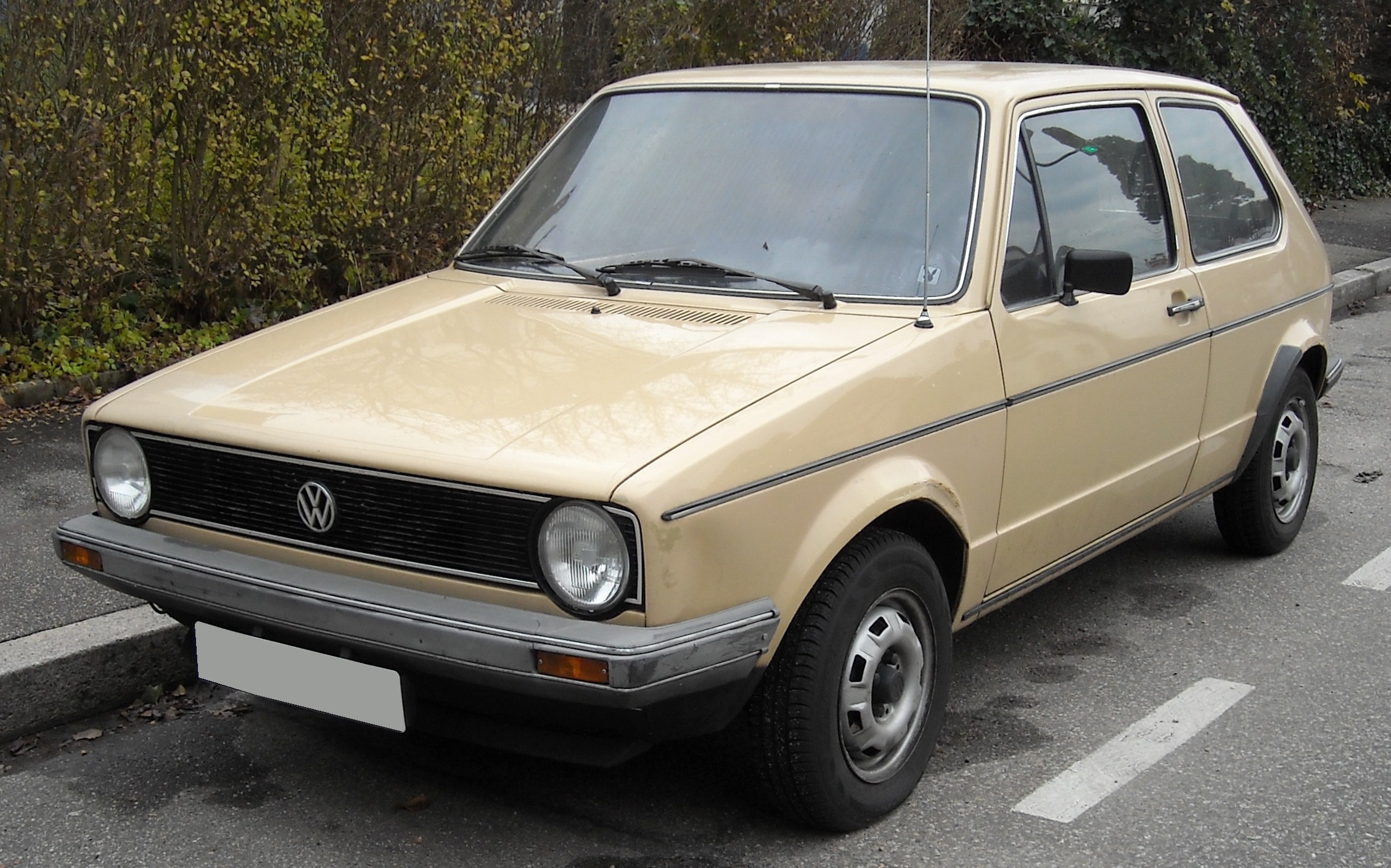
Volkswagen Golf Mk1 (1974–1983)
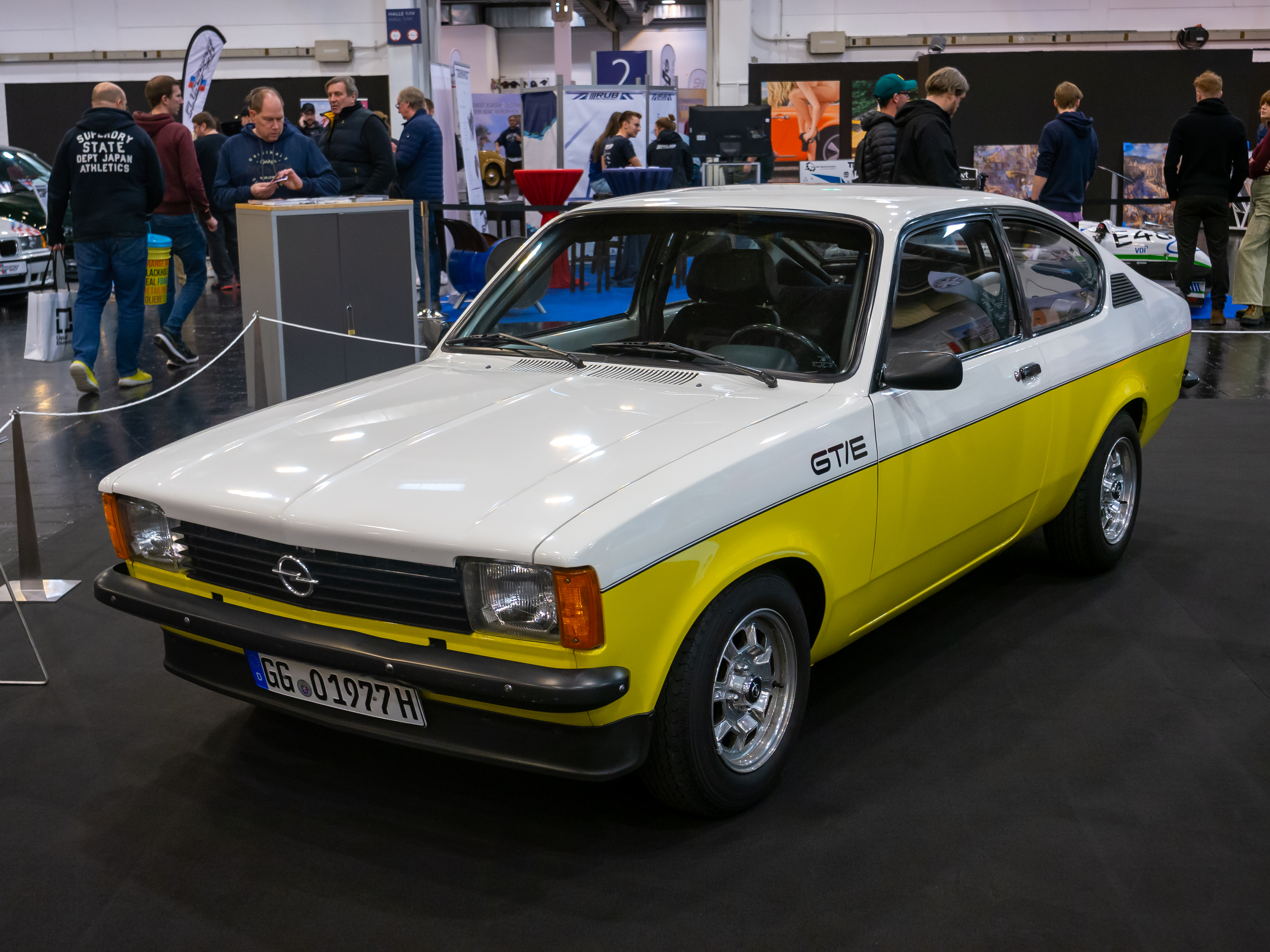
Opel Kadett C (1973–1979)
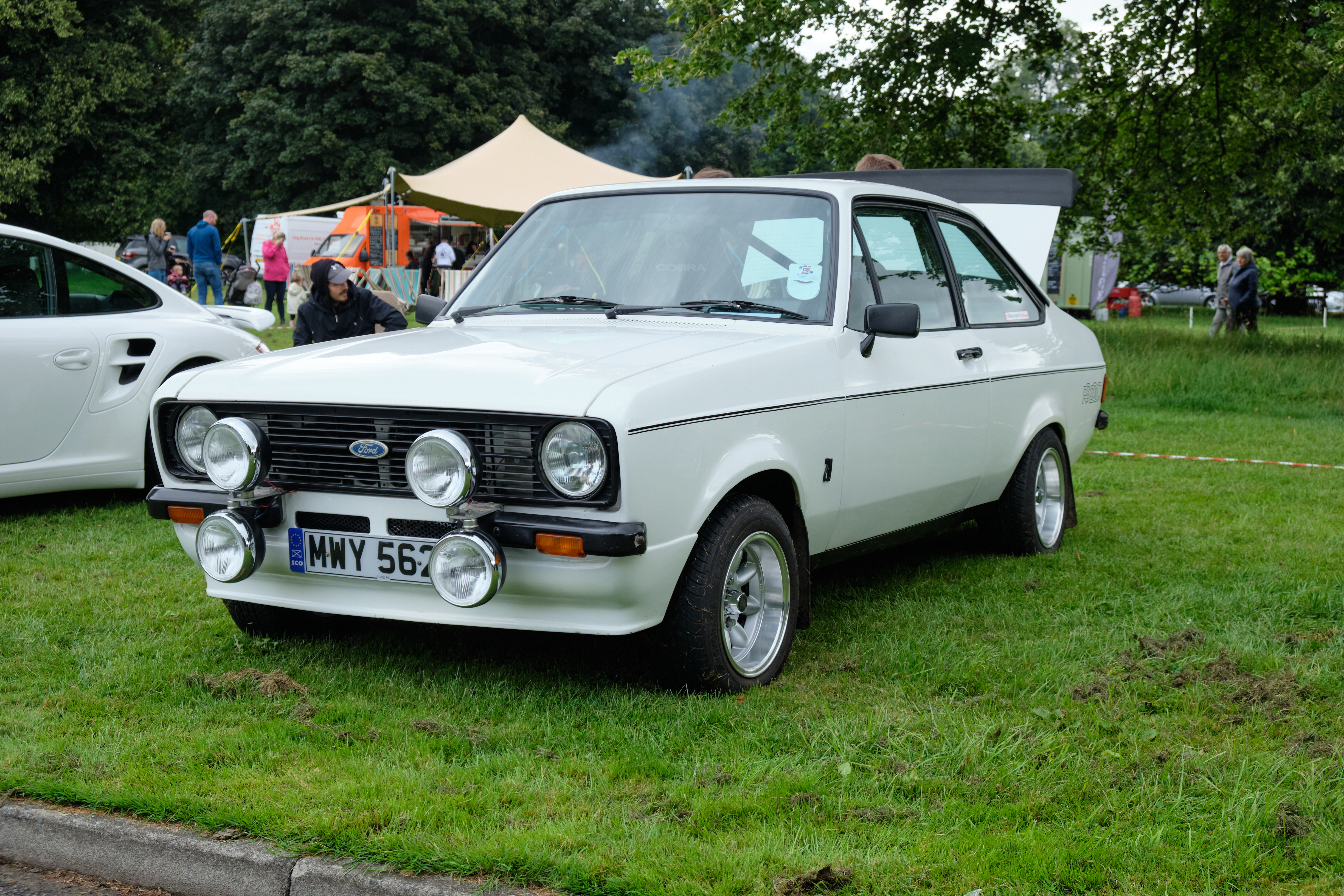
Ford Escort Mark II (1974–1981)

### 1980-ті роки
Після відновлення в 1970-х роках VW модернізував модельні ряди протягом першої половини 1980-х років та продовжував користуватися сильними продажами у Німеччині та на більшості інших європейських ринків.
У 1980-х і 1990-х роках німецька автомобільна промисловість займалася значними придбаннями та міжнародною експансією по всьому світу. Окрім прямого експорту, німецькі виробники знайшли або купували заводи в європейських, азійських, латиноамериканських країнах та навіть у Сполучених Штатах. Автомобільна промисловість Мексики, Бразилії, Китаю, Туреччини та деяких постсоціалістичних країн Східної Європи отримали значну долю німецьких інвестицій.

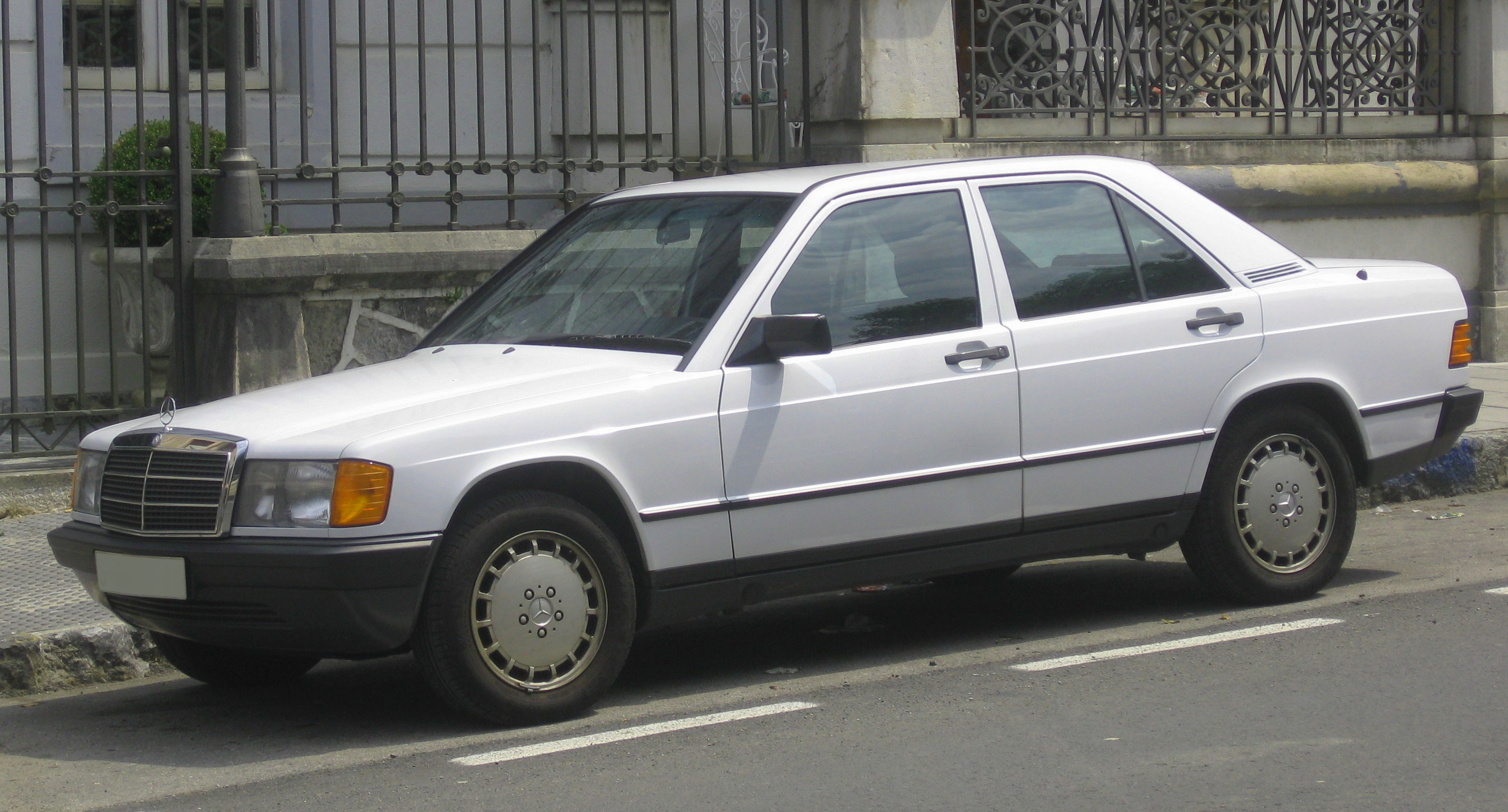
Mercedes-Benz W201 (1982–1993)
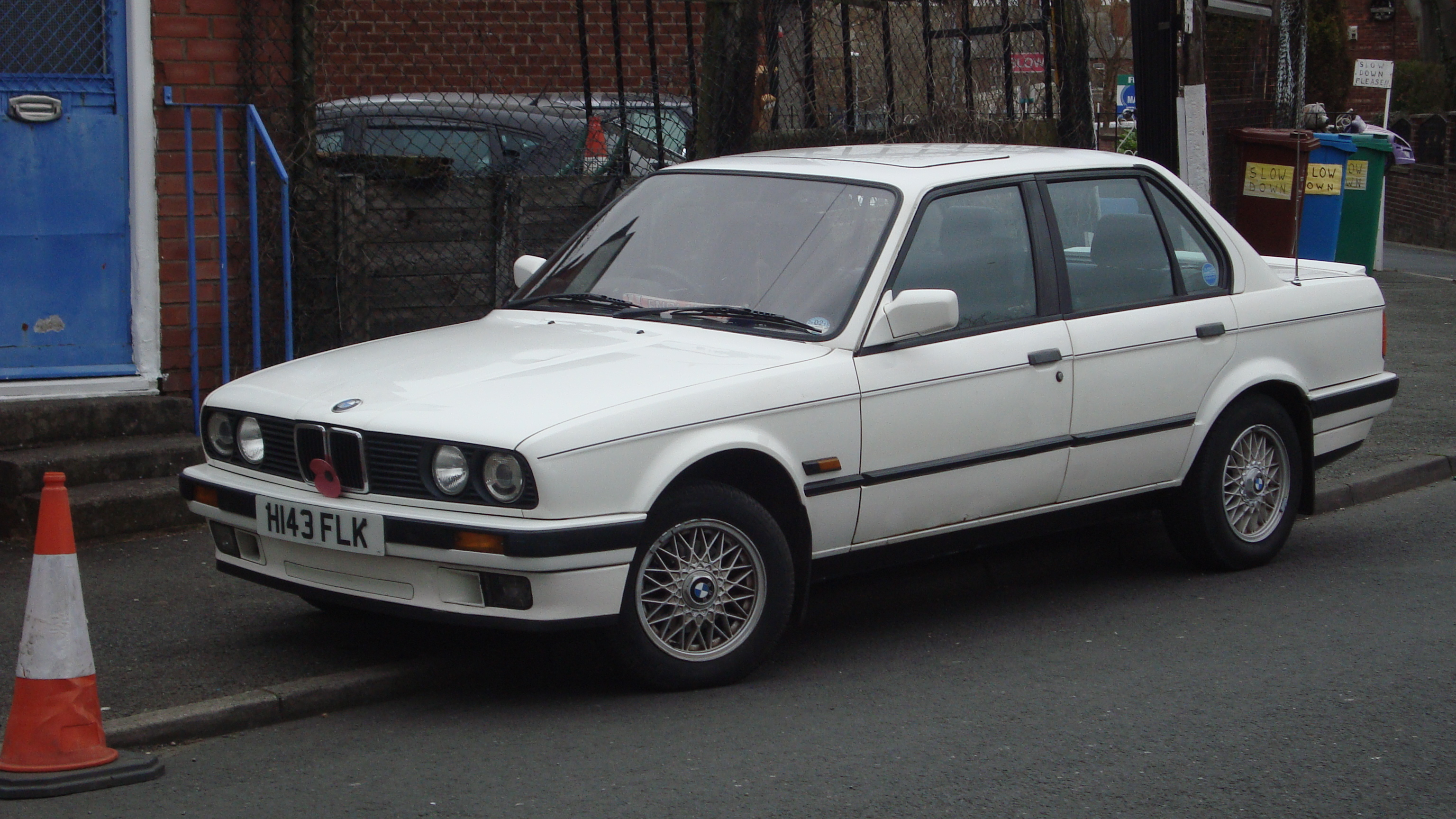
BMW 3 Series (E30) (1982–1993)
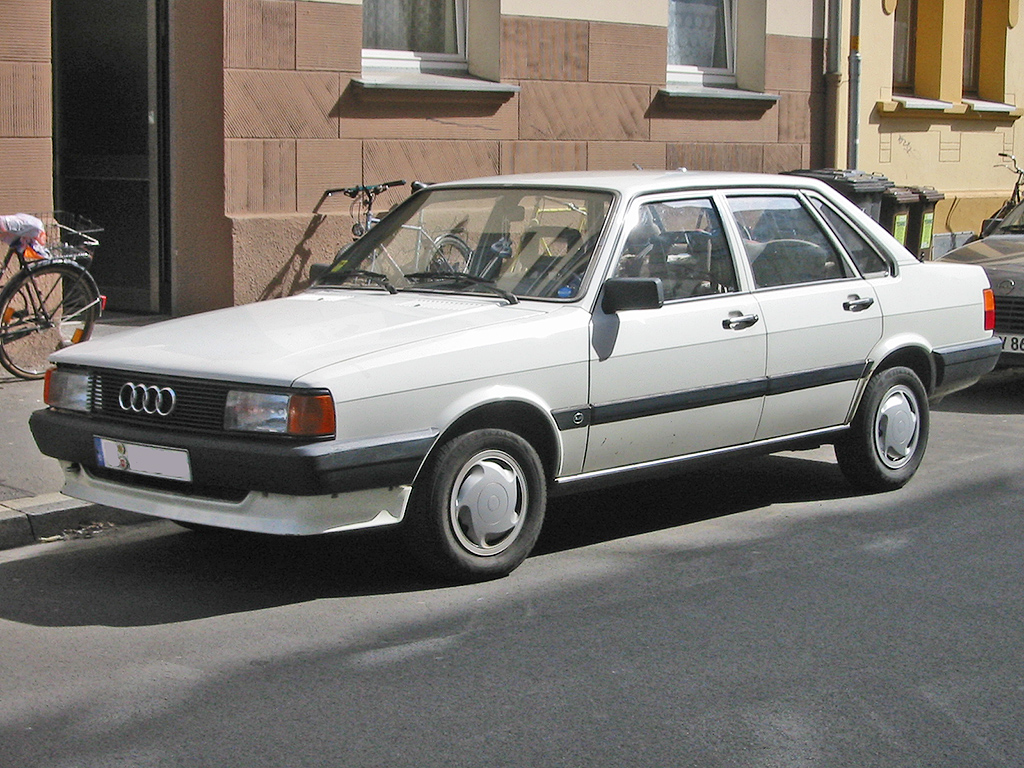
Audi 80 (B2) (1980–1986)
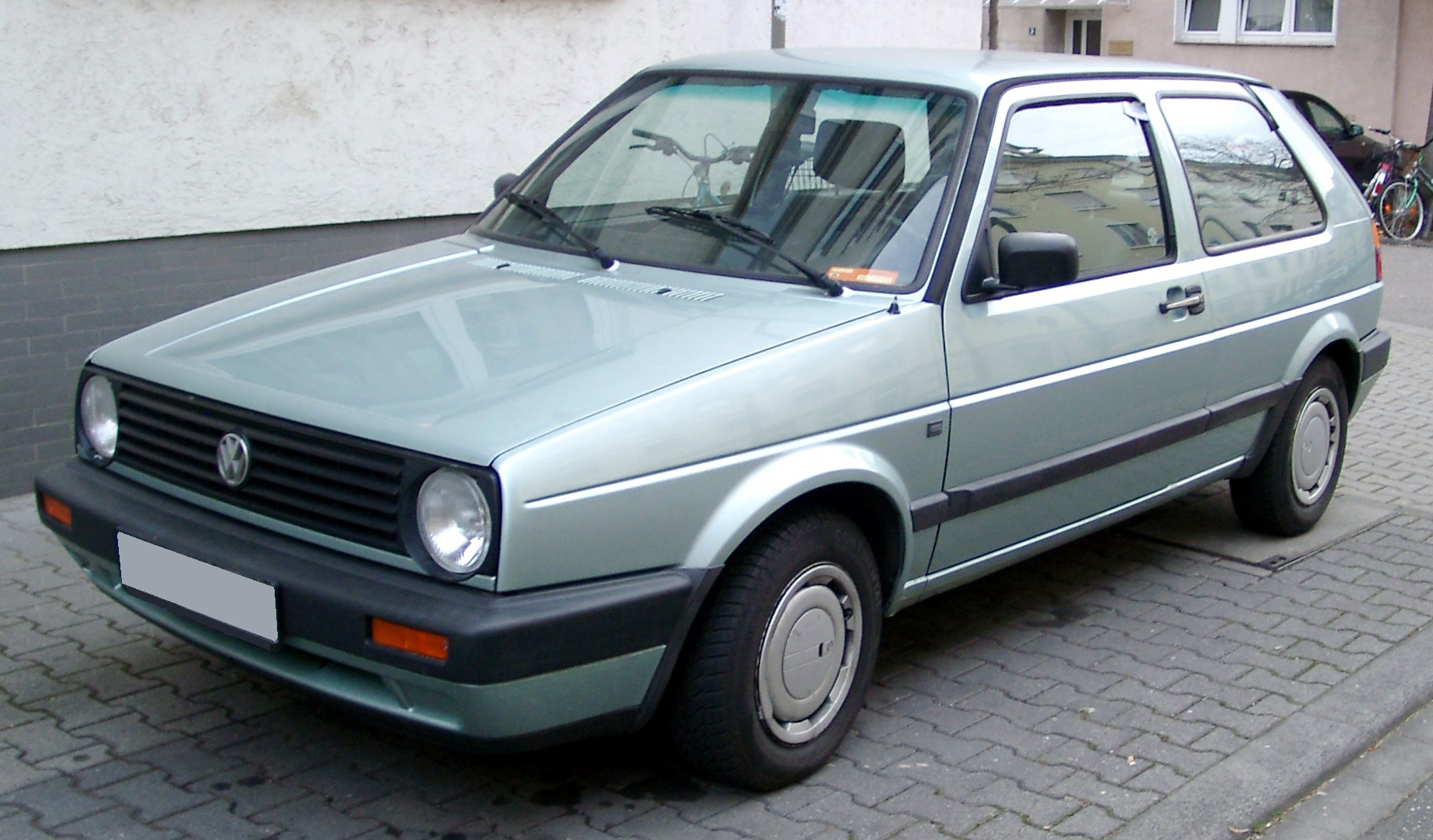
Volkswagen Golf Mk2 (1983–1992)
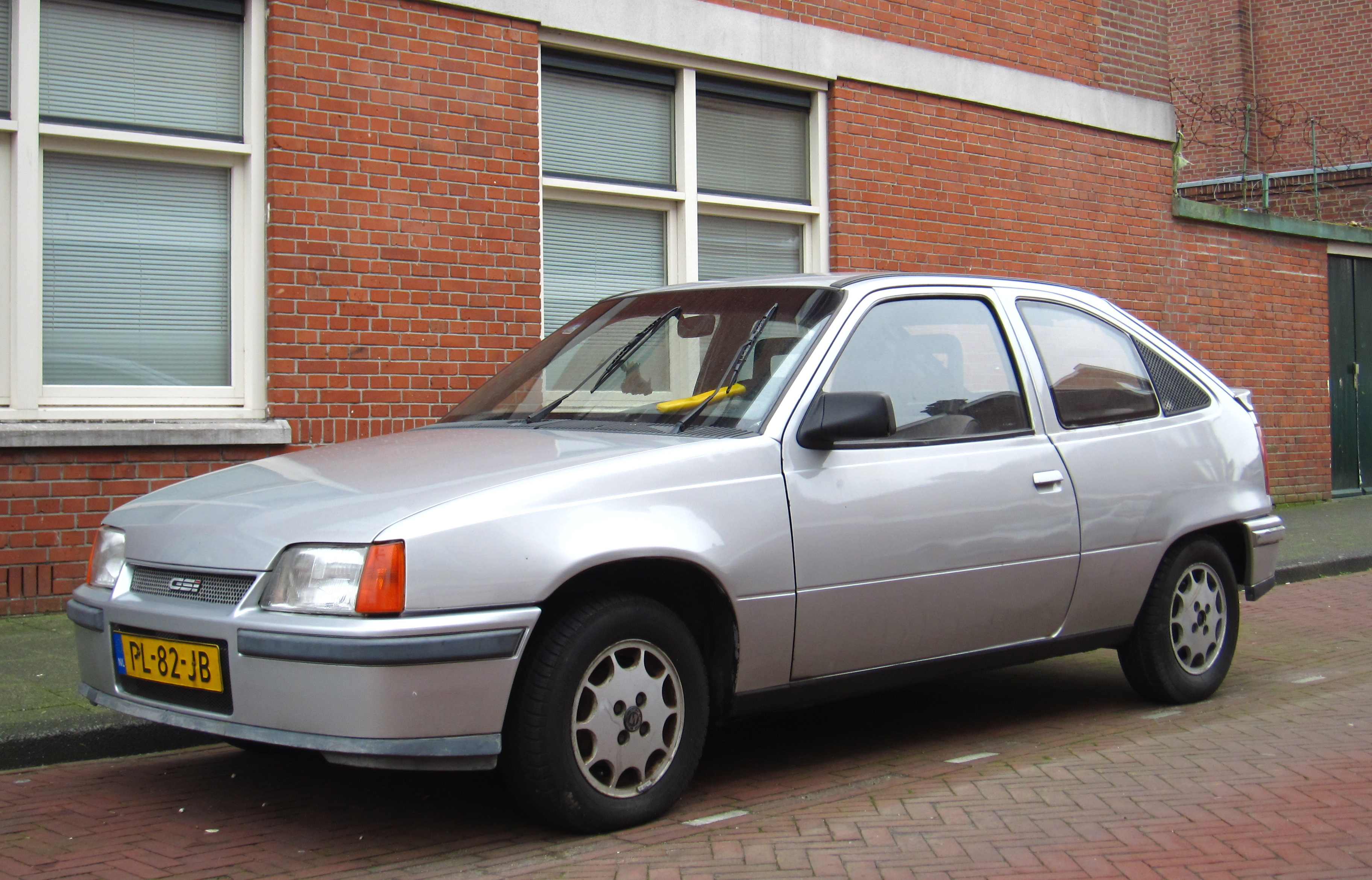
Opel Kadett E (1984–1991)
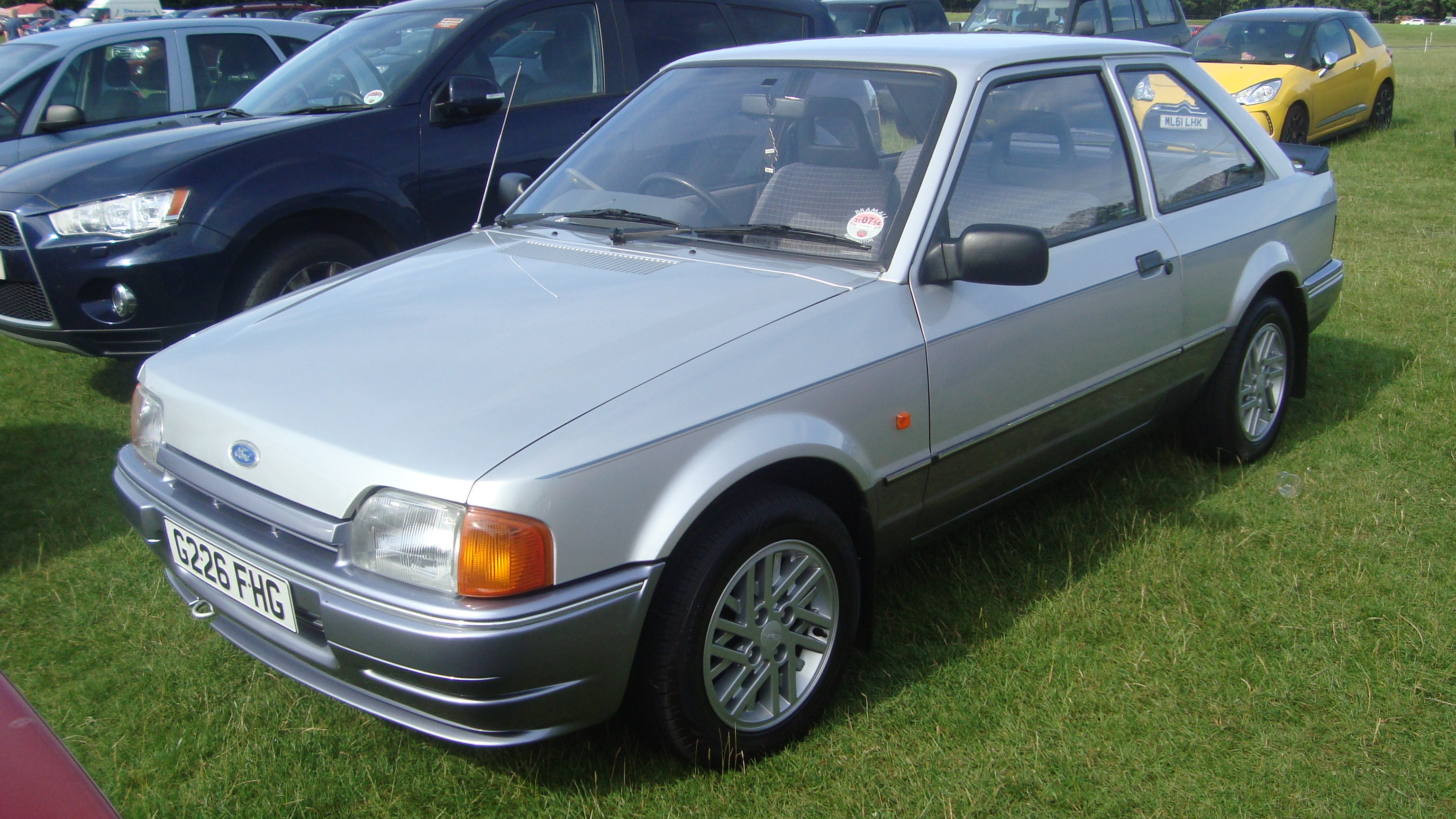
Ford Escort Mark IV (1986–1992)

### 1990-ті роки
У 1998 році Volkswagen AG вийшов на ринок розкішних автомобілів і суперкарів придбавши британську марку Bentley, а також італійські Bugatti і Lamborghini.
Протягом 1990-х років, BMW AG відкрив виробничий майданчик для позашляховиків (SUV) в Спартанберзі, штат Південна Кароліна, а Daimler-Benz AG в Тускалусі, штат Алабама.

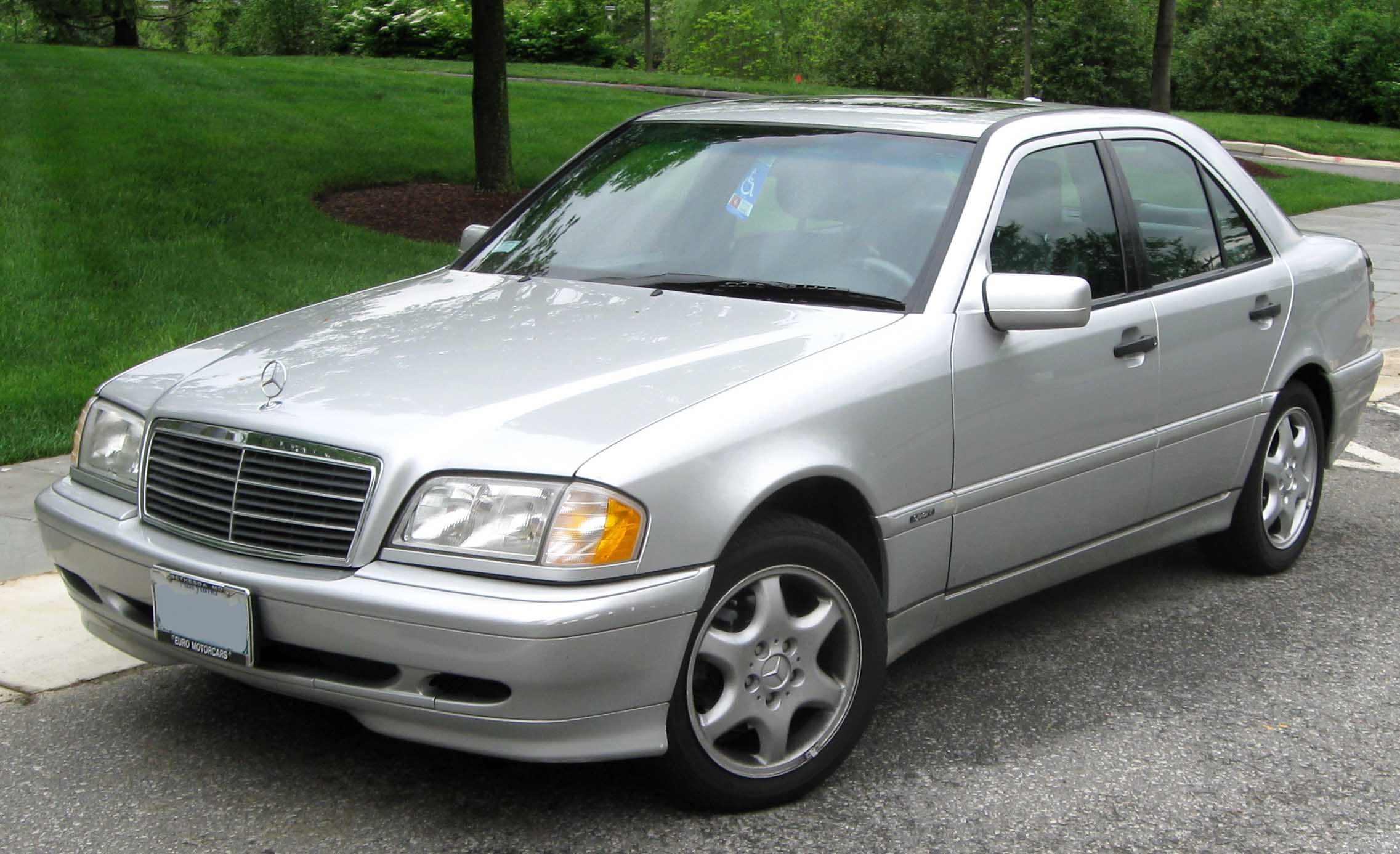
Mercedes-Benz C-Class (W202) (1994–2000)
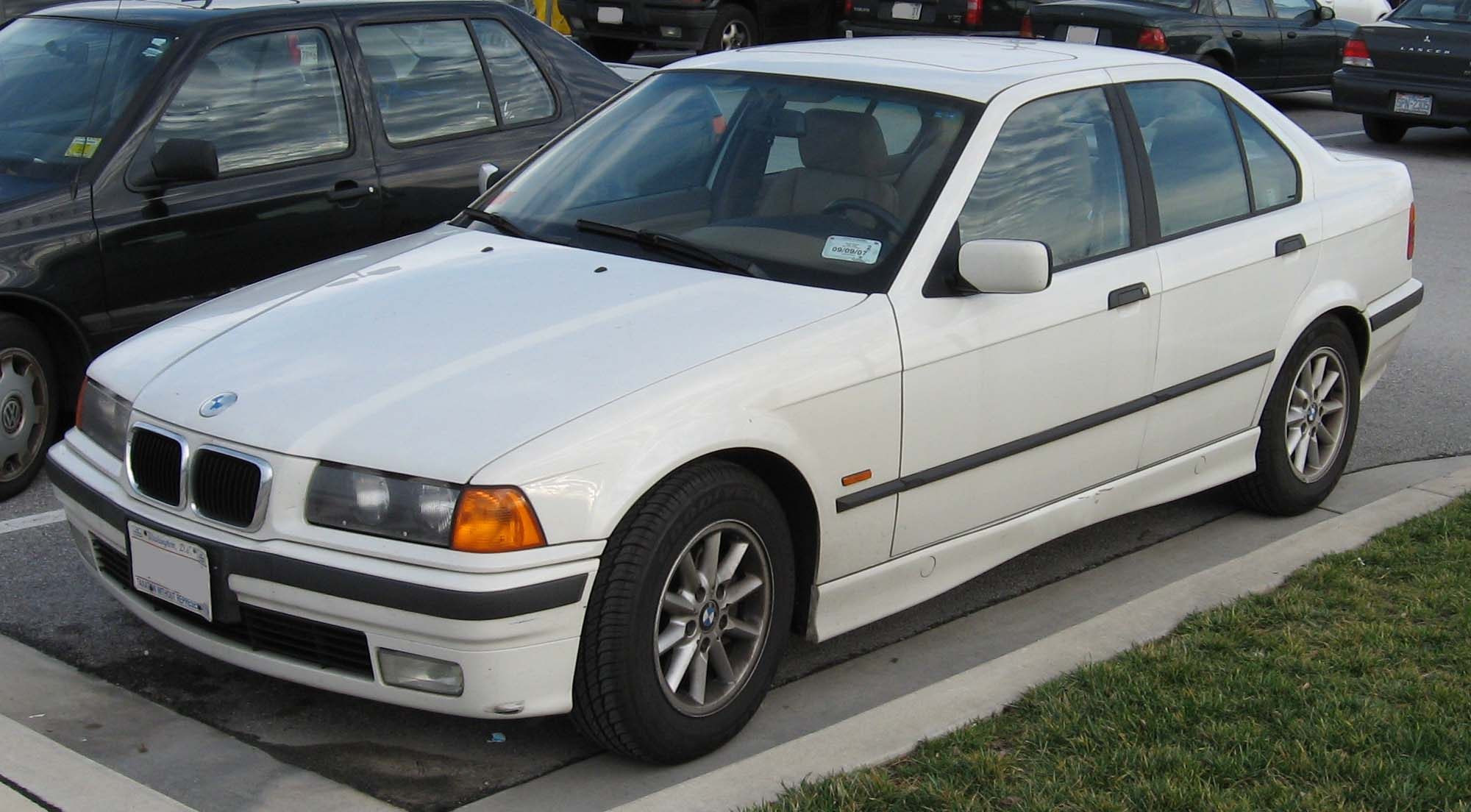
BMW 3 Series (E36) (1992–1999)
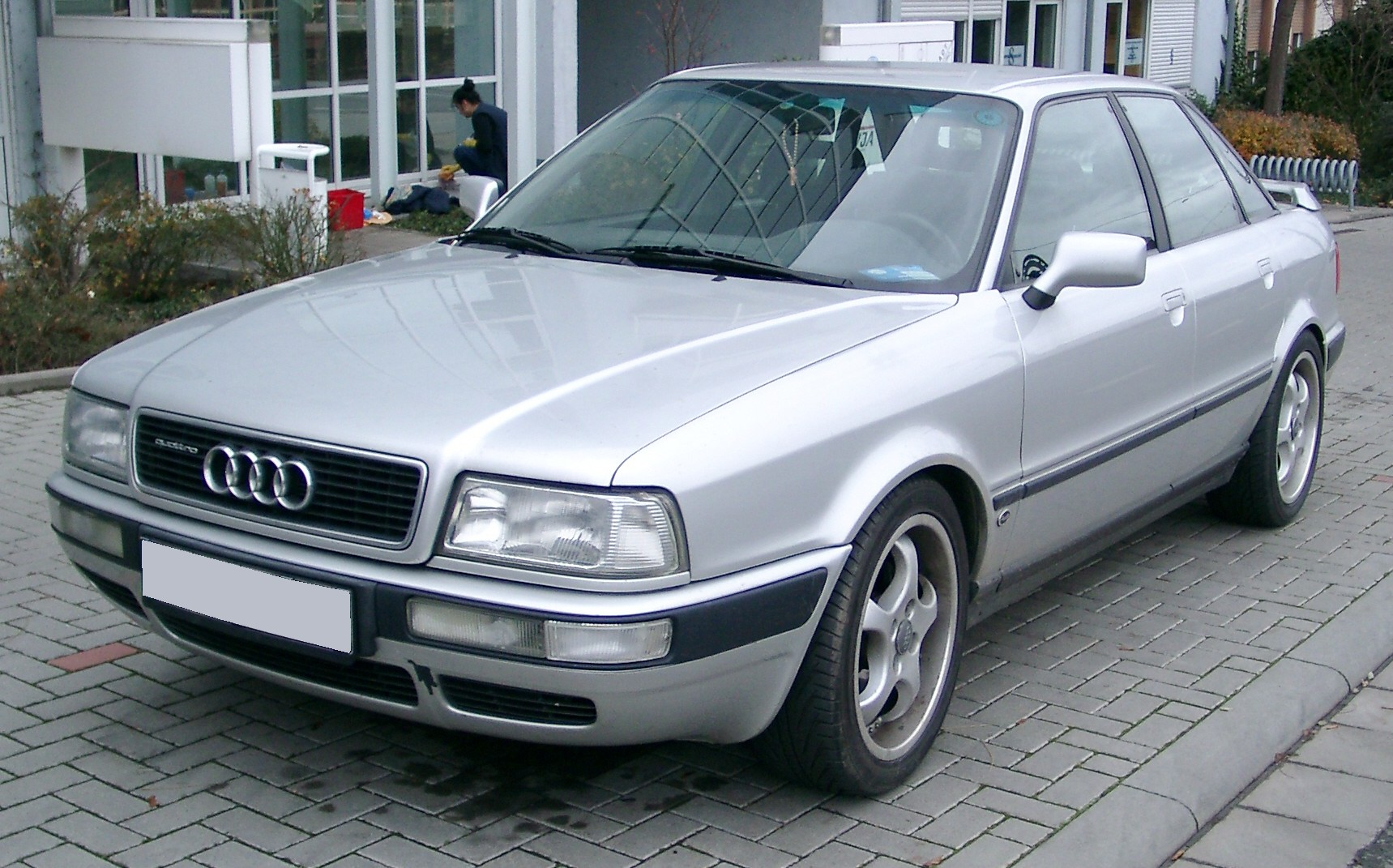
Audi 80 (B4) (1991–1996)
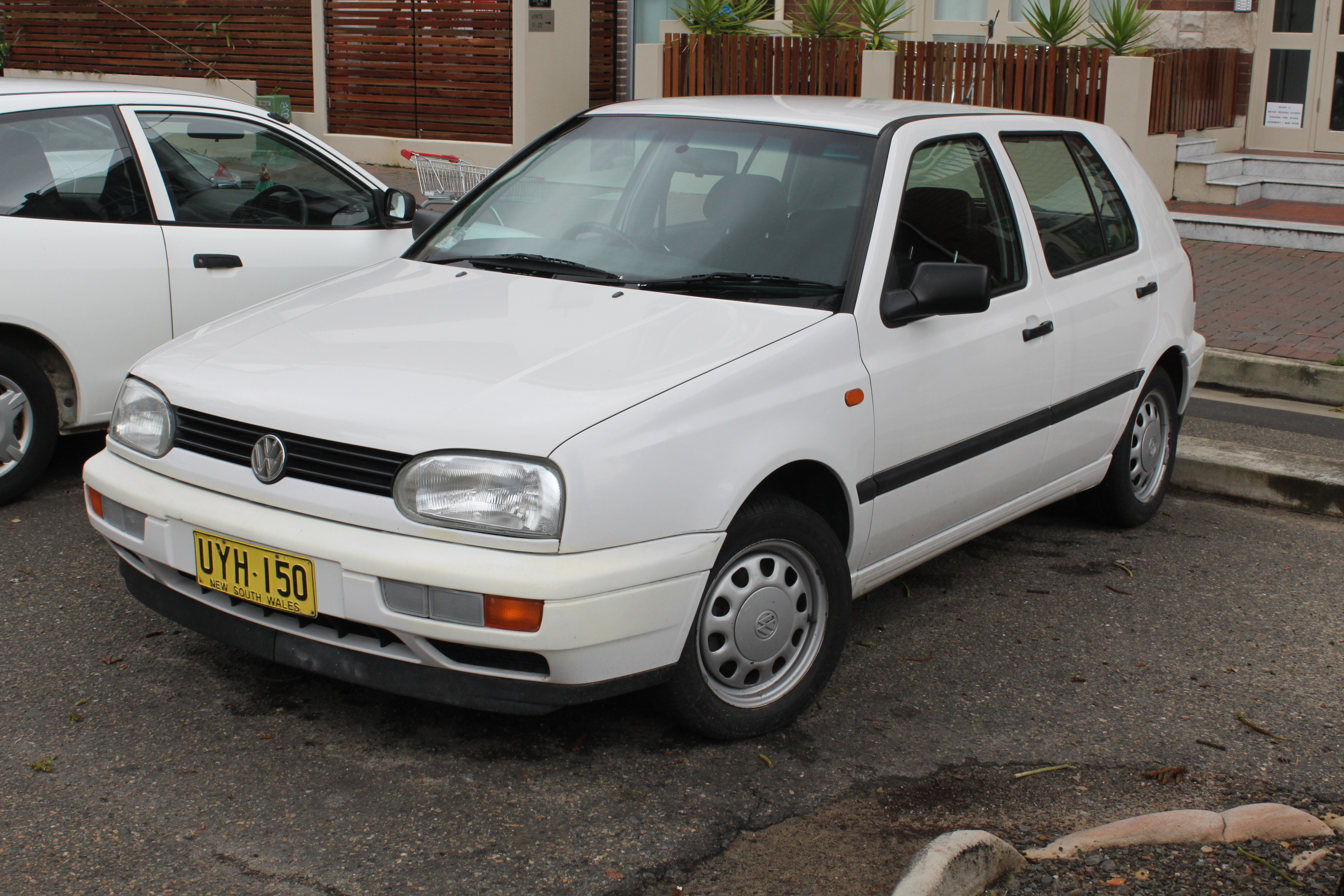
Volkswagen Golf Mk3 (1992–1998)
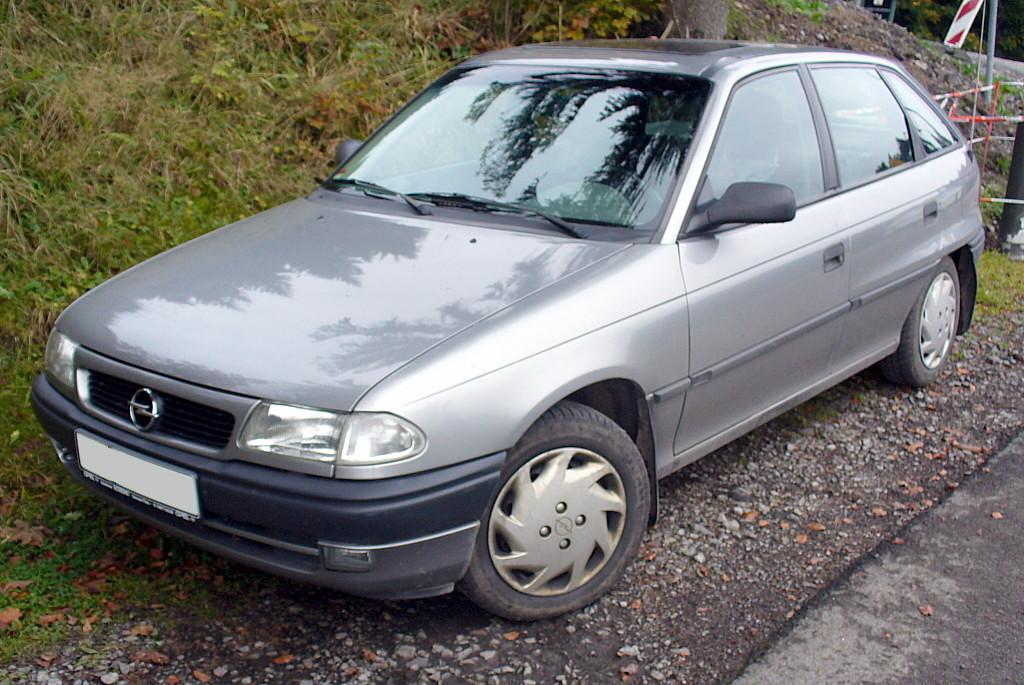
Opel Astra F (1991–1998)
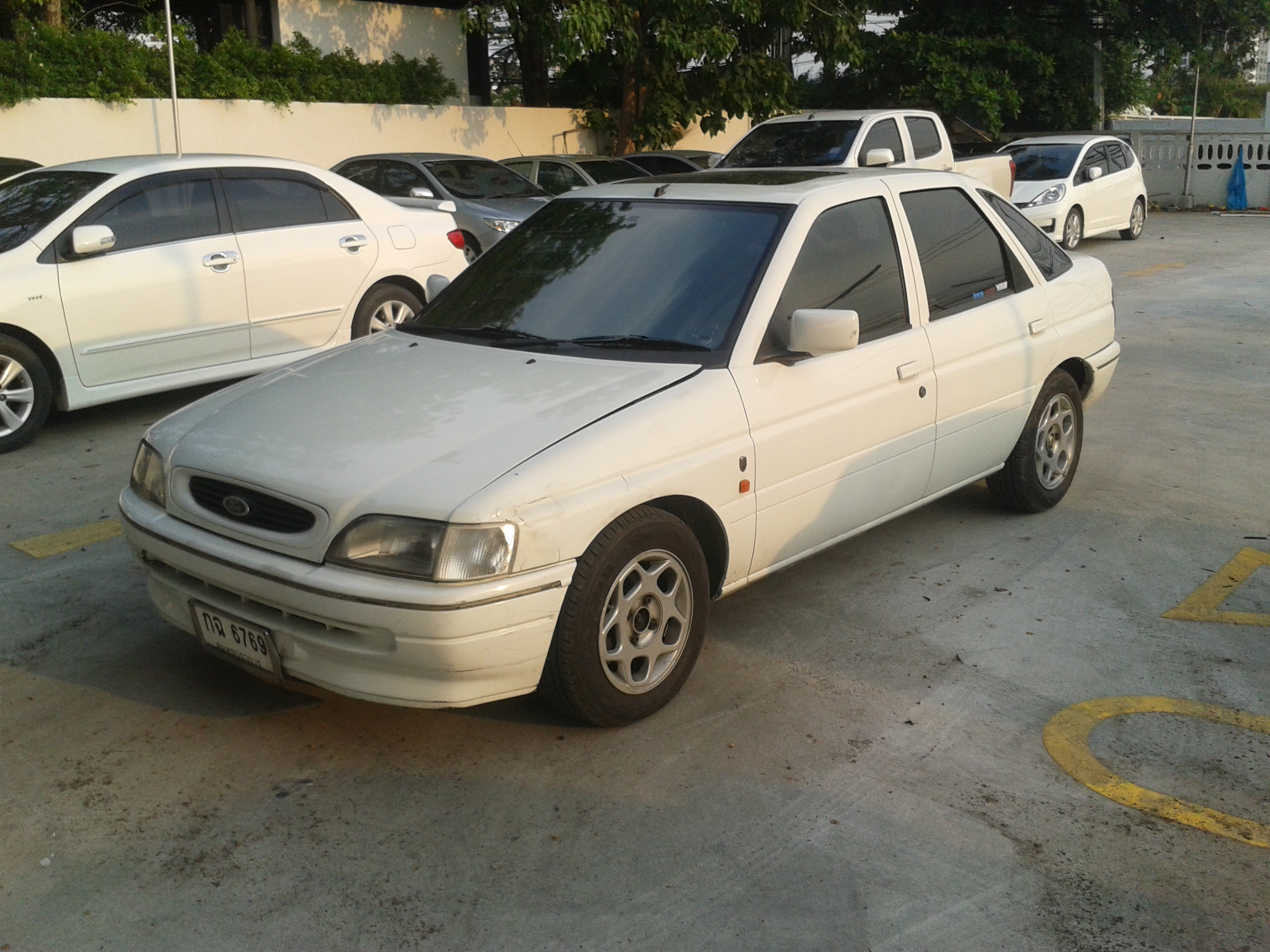
Ford Escort Mark V (1990–1997)

### 2000-ті роки
BMW AG придбав британську Rover Group в 1994 році, але великі втрати призвели до її продажу в 2000 році. Однак, BMW зберіг назву Mini для лінійки нових автомобілів, які випускаються у Великій Британії з 2001 року. BMW AG також придбав Rolls-Royce Motor Cars в 2003 році.
Daimler-Benz AG розпочав процес, який спочатку було названо як "злиття рівних" з Chrysler Corporation в 1998 році. Однак, культурні відмінності і операційні збитки привели до його розпуску в 2007 році. Крім того, компанія запустила Smart в 1998 році і відновила бренд Maybach в 2002 році.

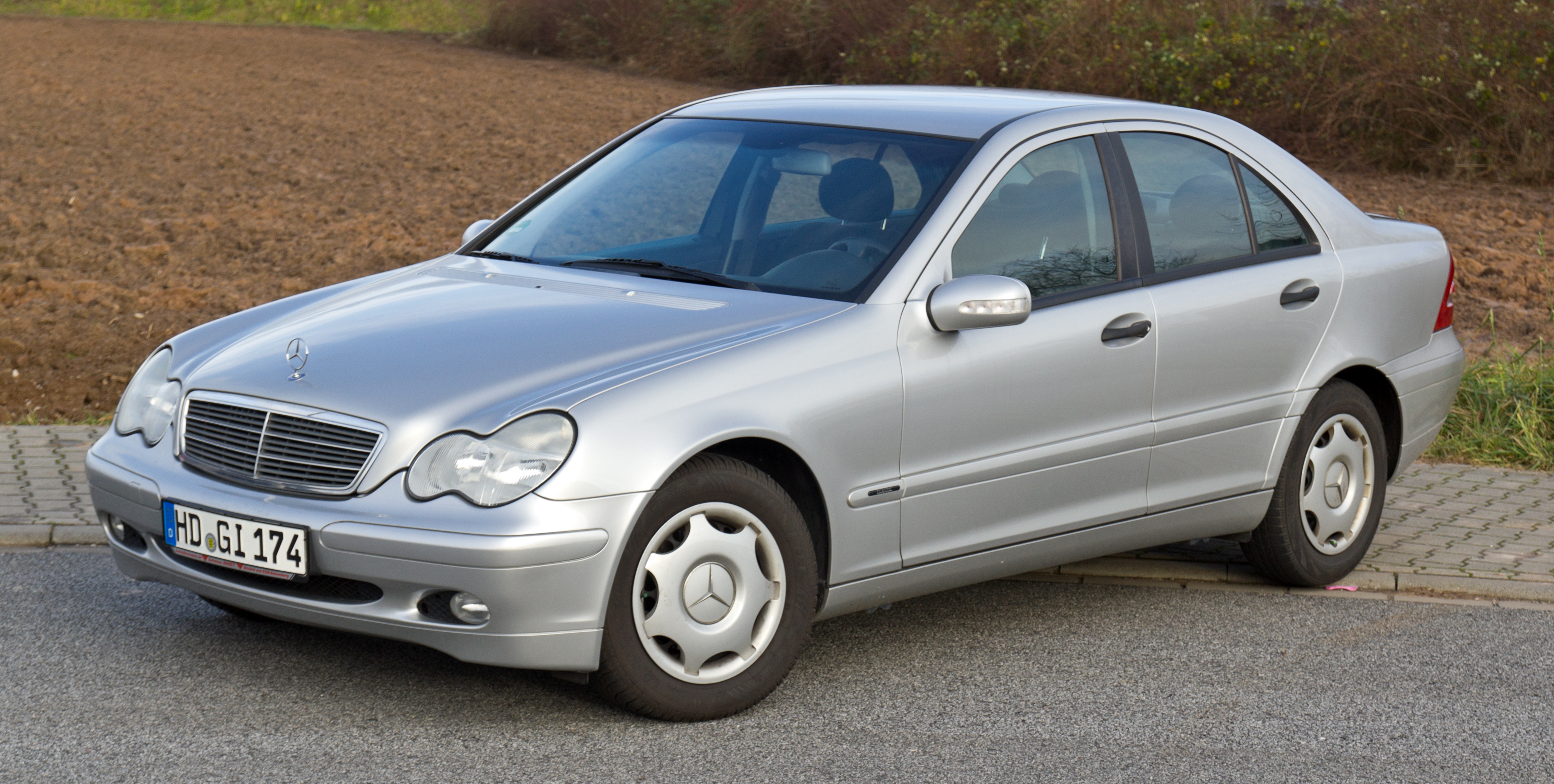
Mercedes-Benz C-Class (W203) (2000–2006)
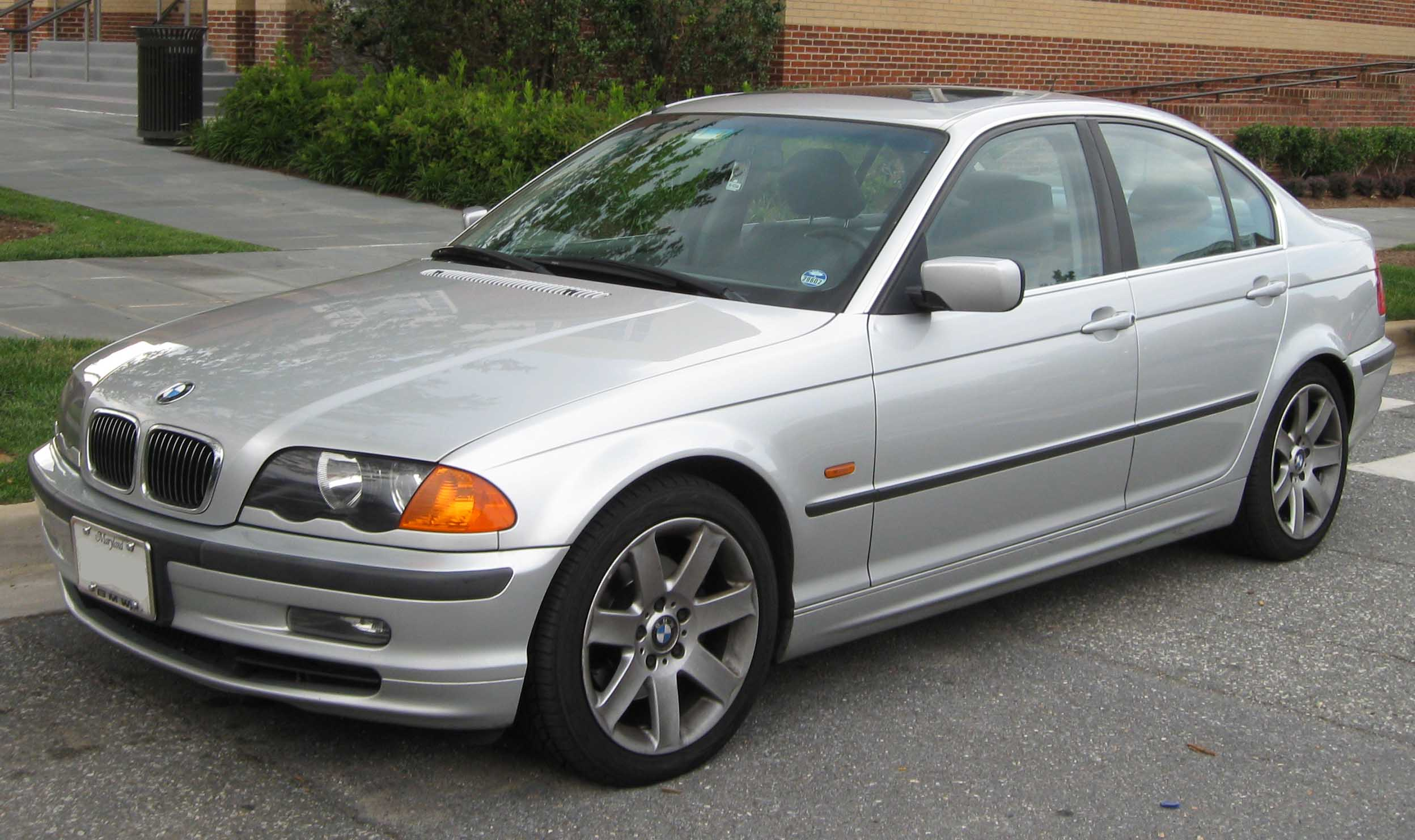
BMW 3 Series (E46) (1998–2005)
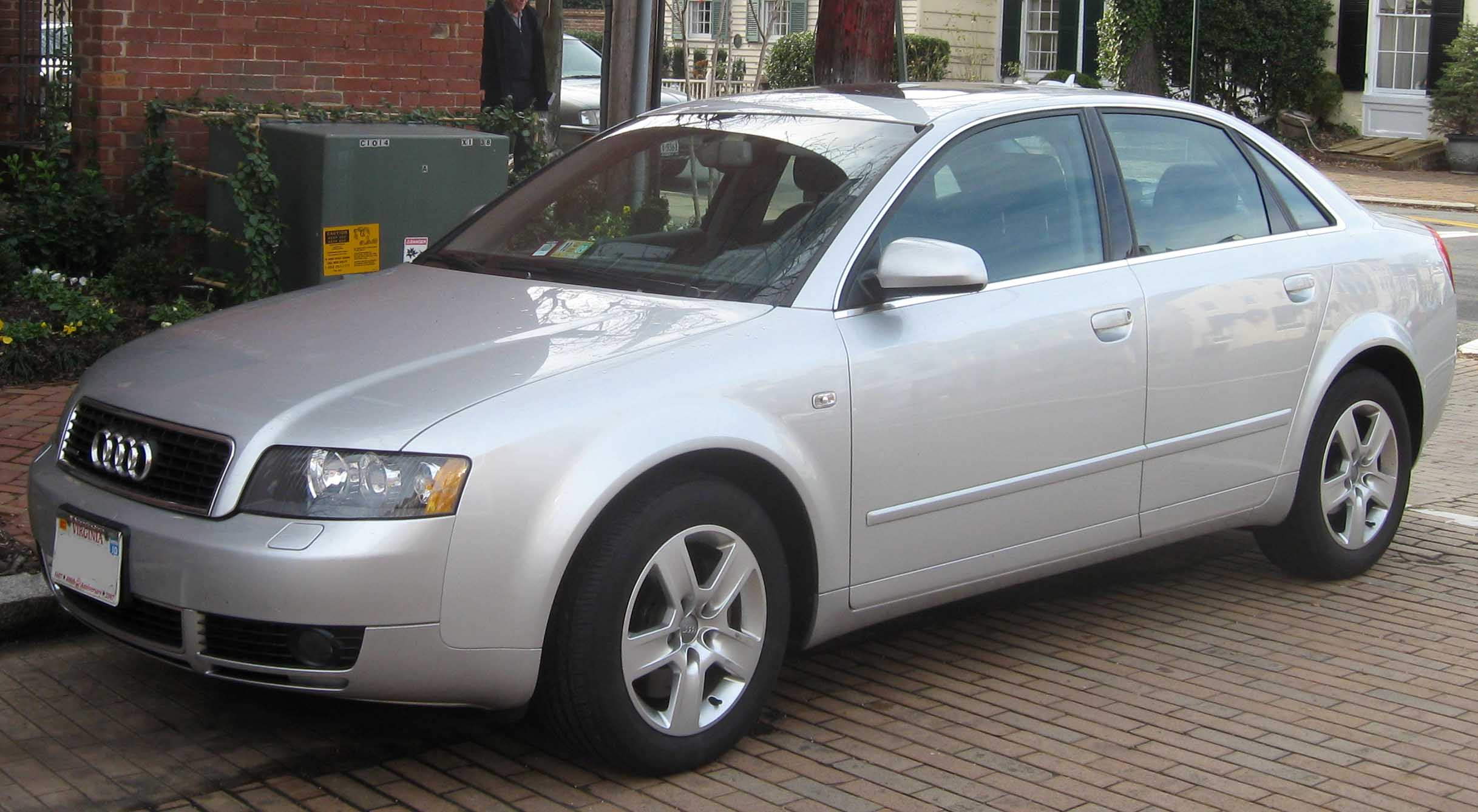
Audi A4 (B6) (2000–2006)
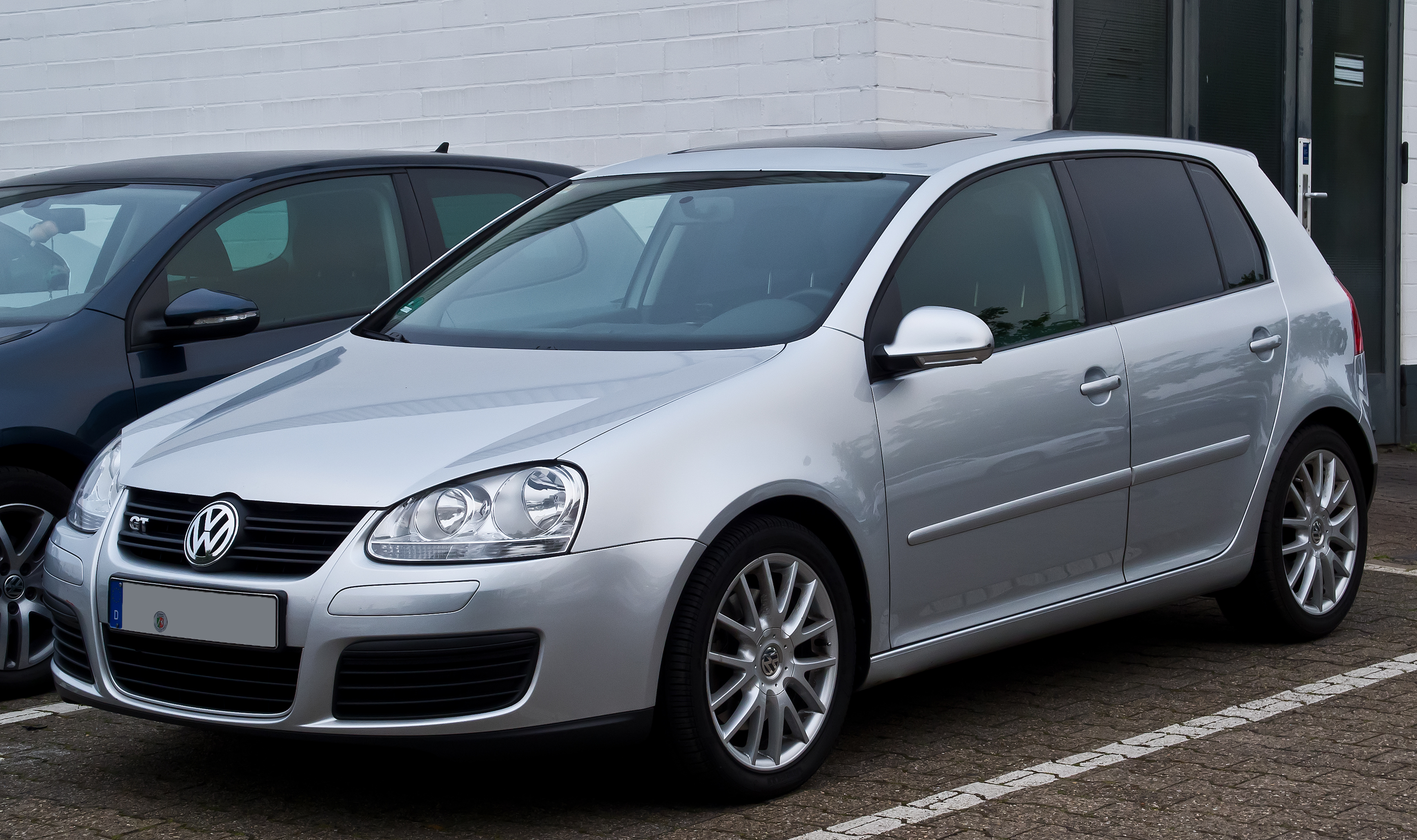
Volkswagen Golf Mk5 (2003–2009)
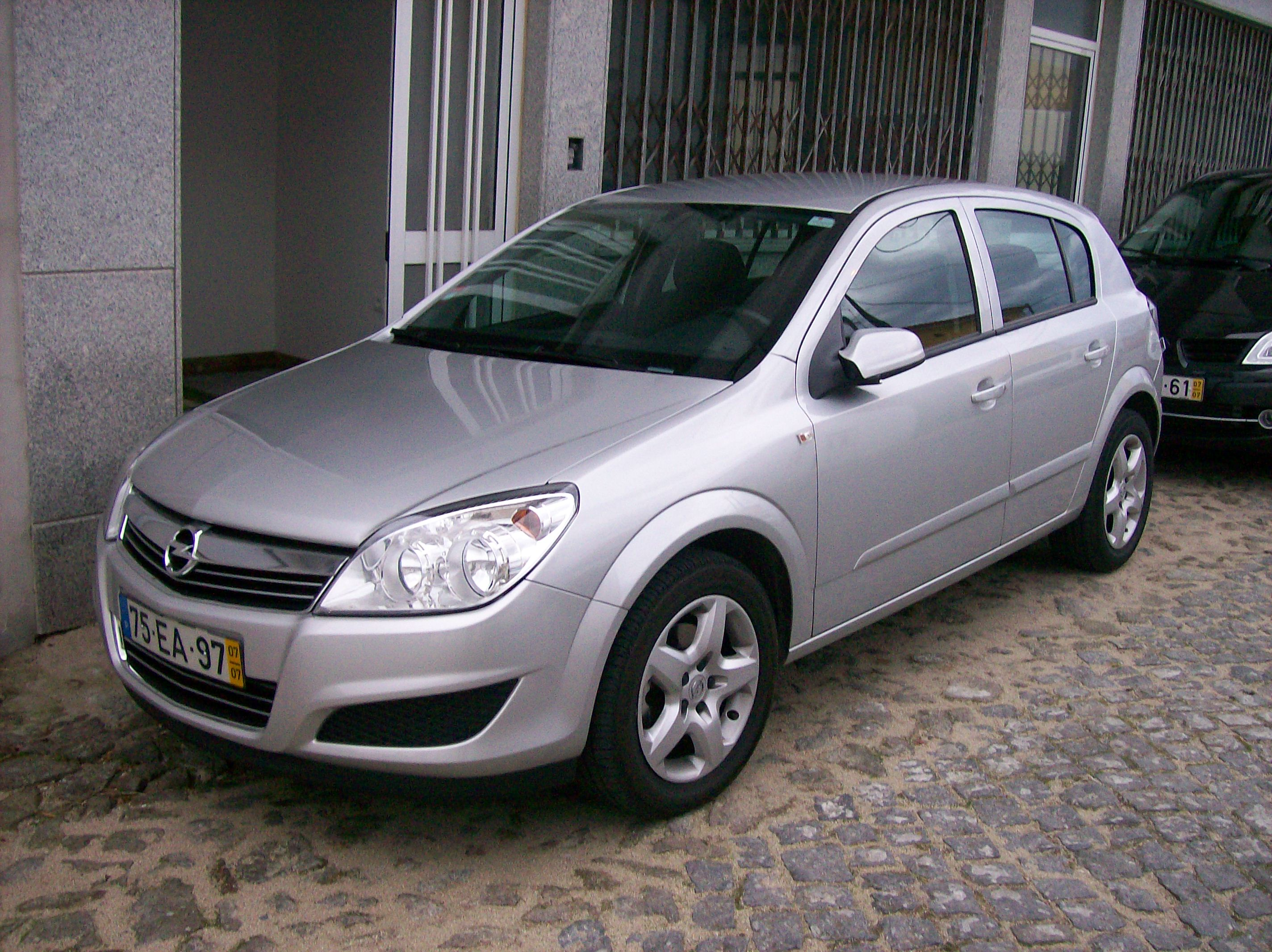
Opel Astra H (2004–2009)
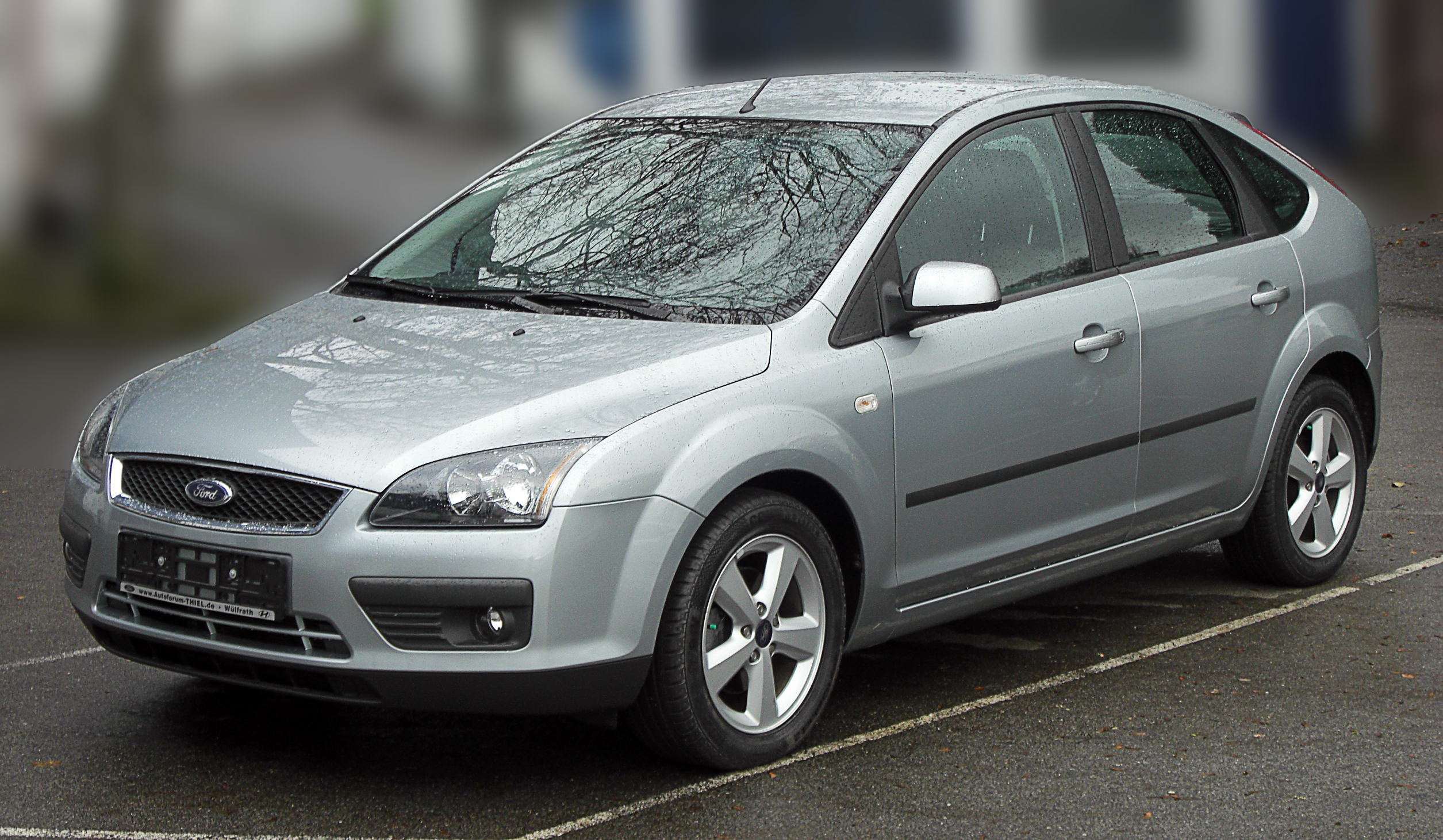
Ford Focus Mk 2 (2004–2010)

### 2010-ті роки
5 липня 2012 року Volkswagen AG оголосив про угоду з Porsche, в результаті якої VW повністю володіє Porsche з 1 серпня 2012 року. Ця угода була класифікована як реструктуризація, а не поглинання через передачу однієї акції в рамках угоди. Volkswagen AG виплатив акціонерам Porsche 5,61 мільярда доларів за решту 50,1%, які йому не належали.

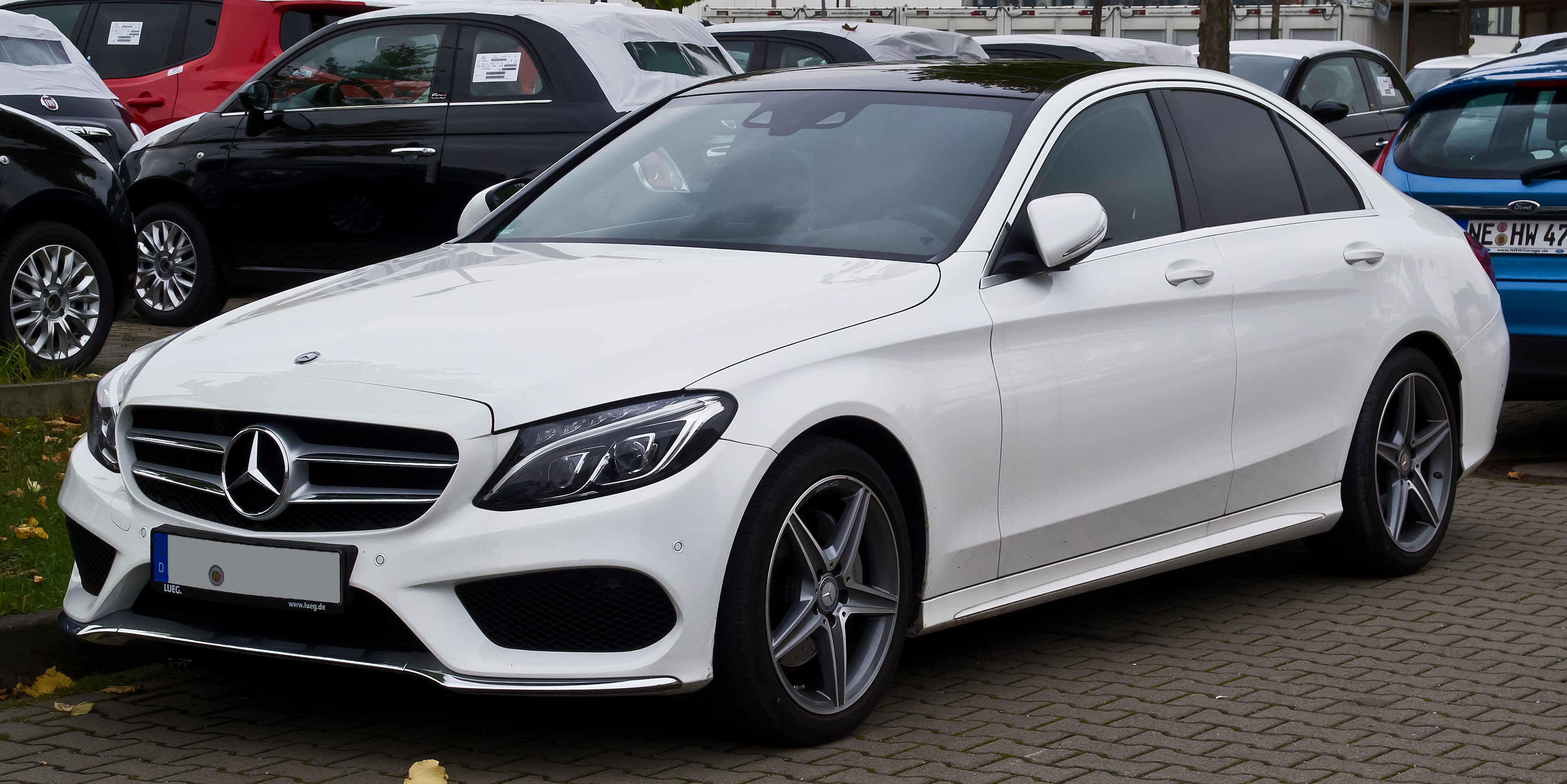
Mercedes-Benz C-Class (W205) (2014–2021)
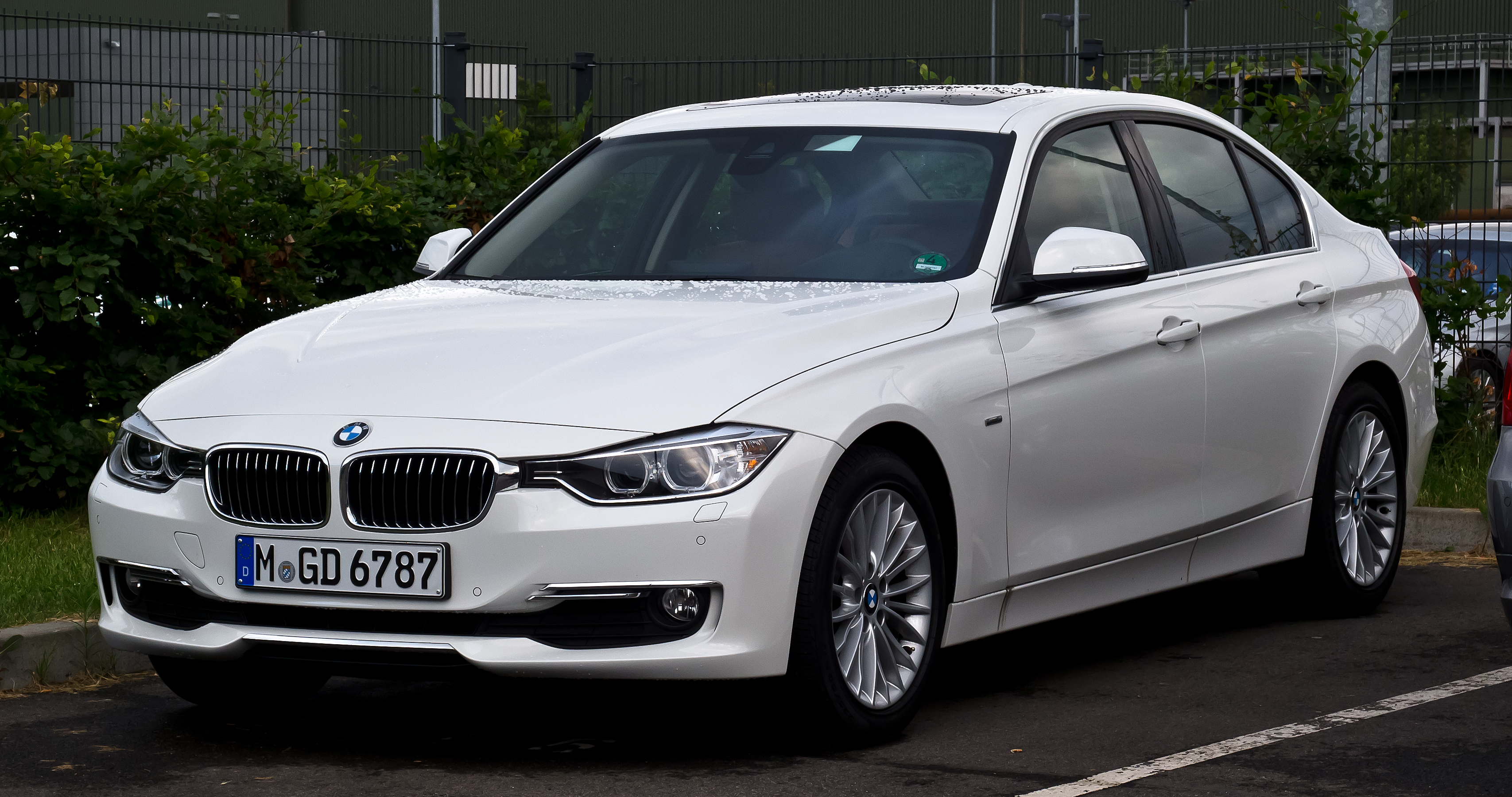
BMW 3 Series (F30) (2011–2019)
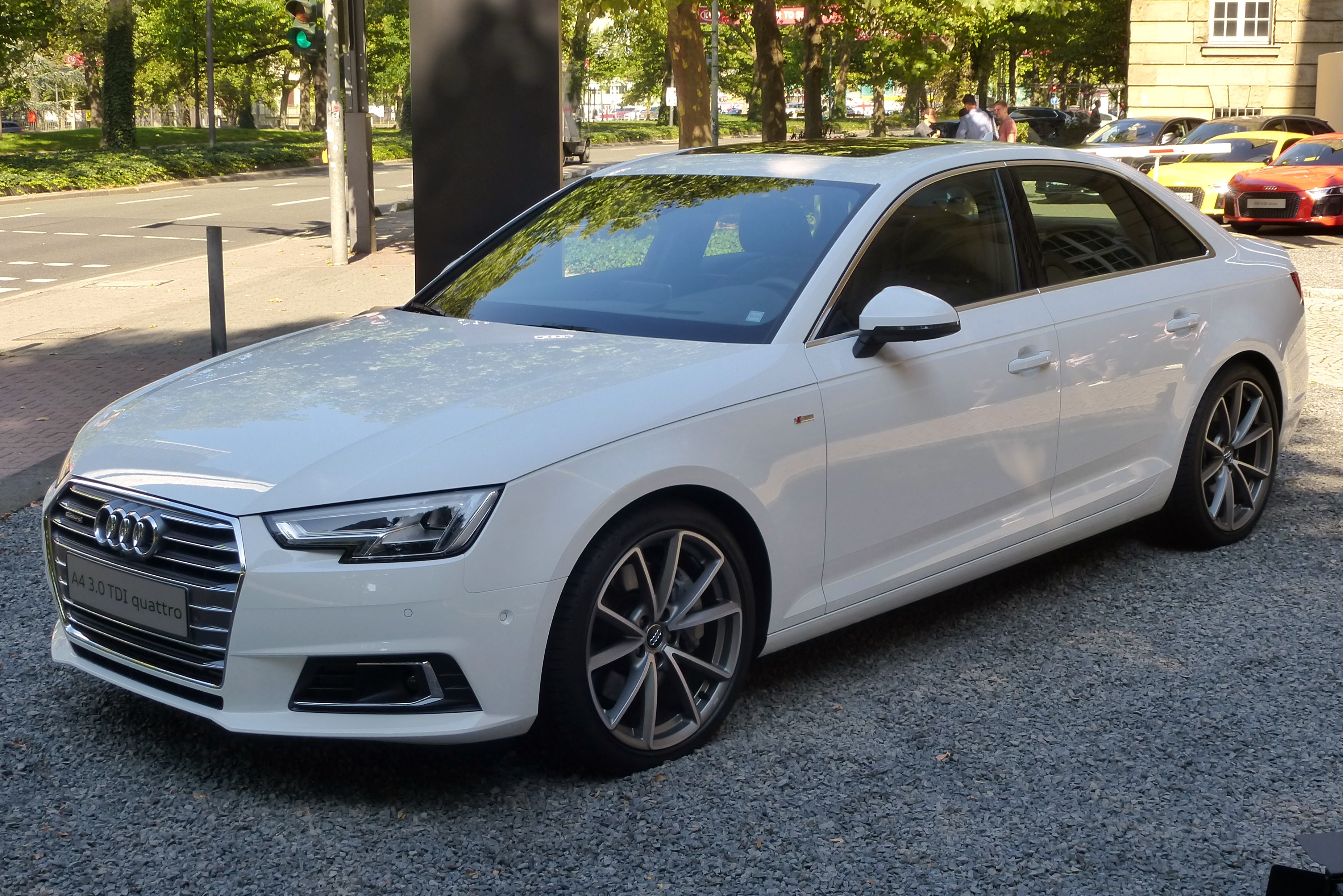
Audi A4 (B9) (2016–2024)
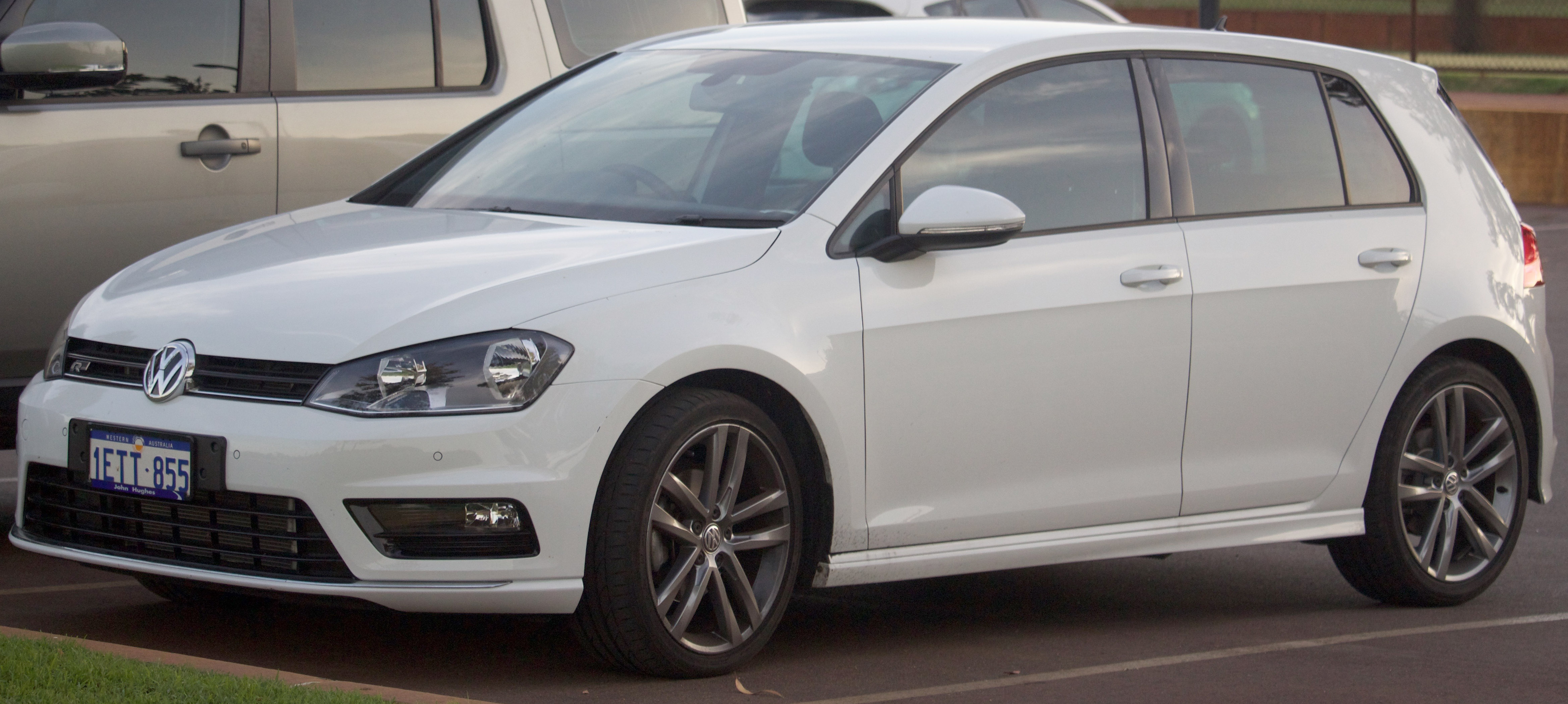
Volkswagen Golf Mk7 (2012–2020)
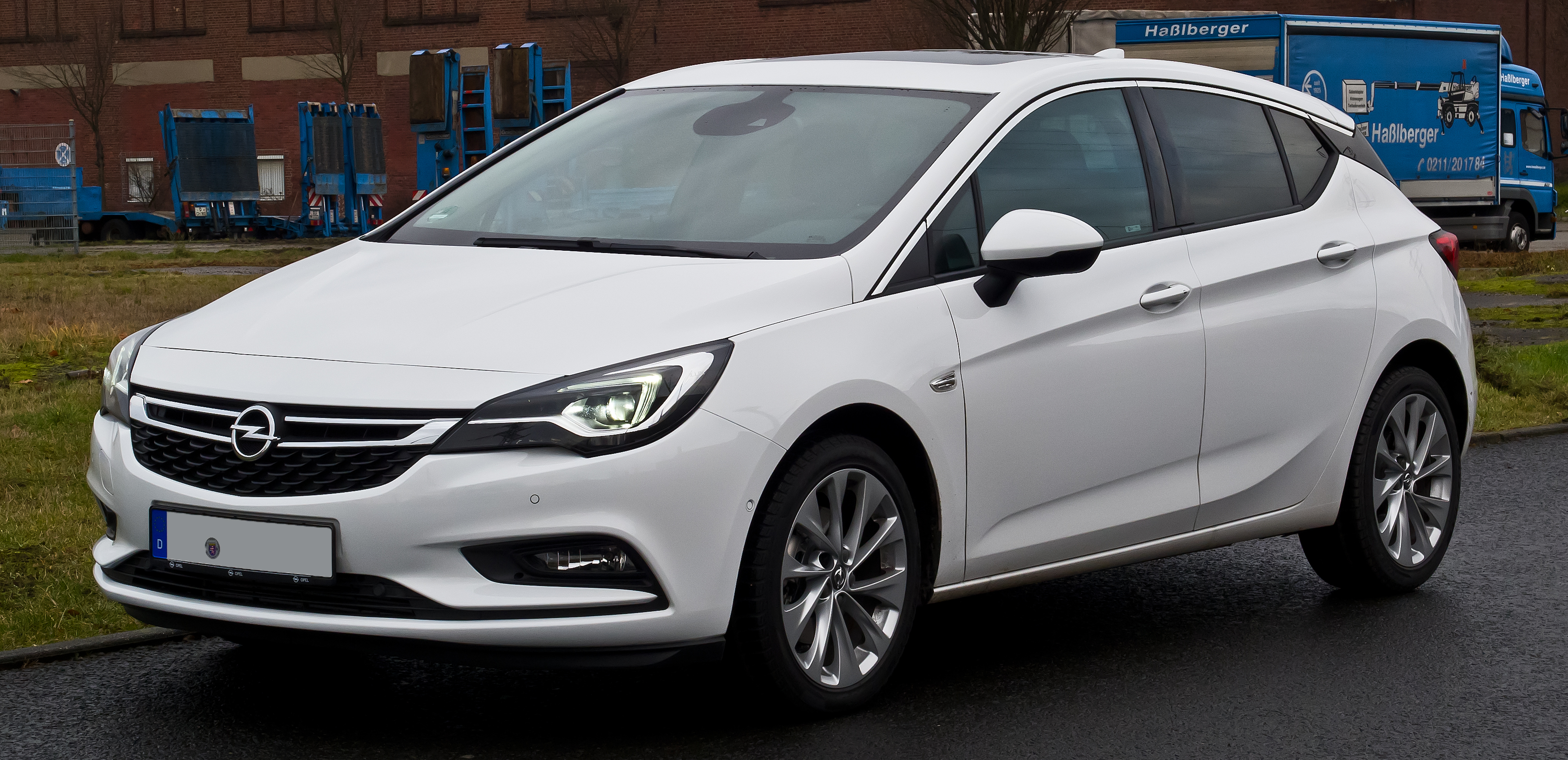
Opel Astra K (2015–2021)
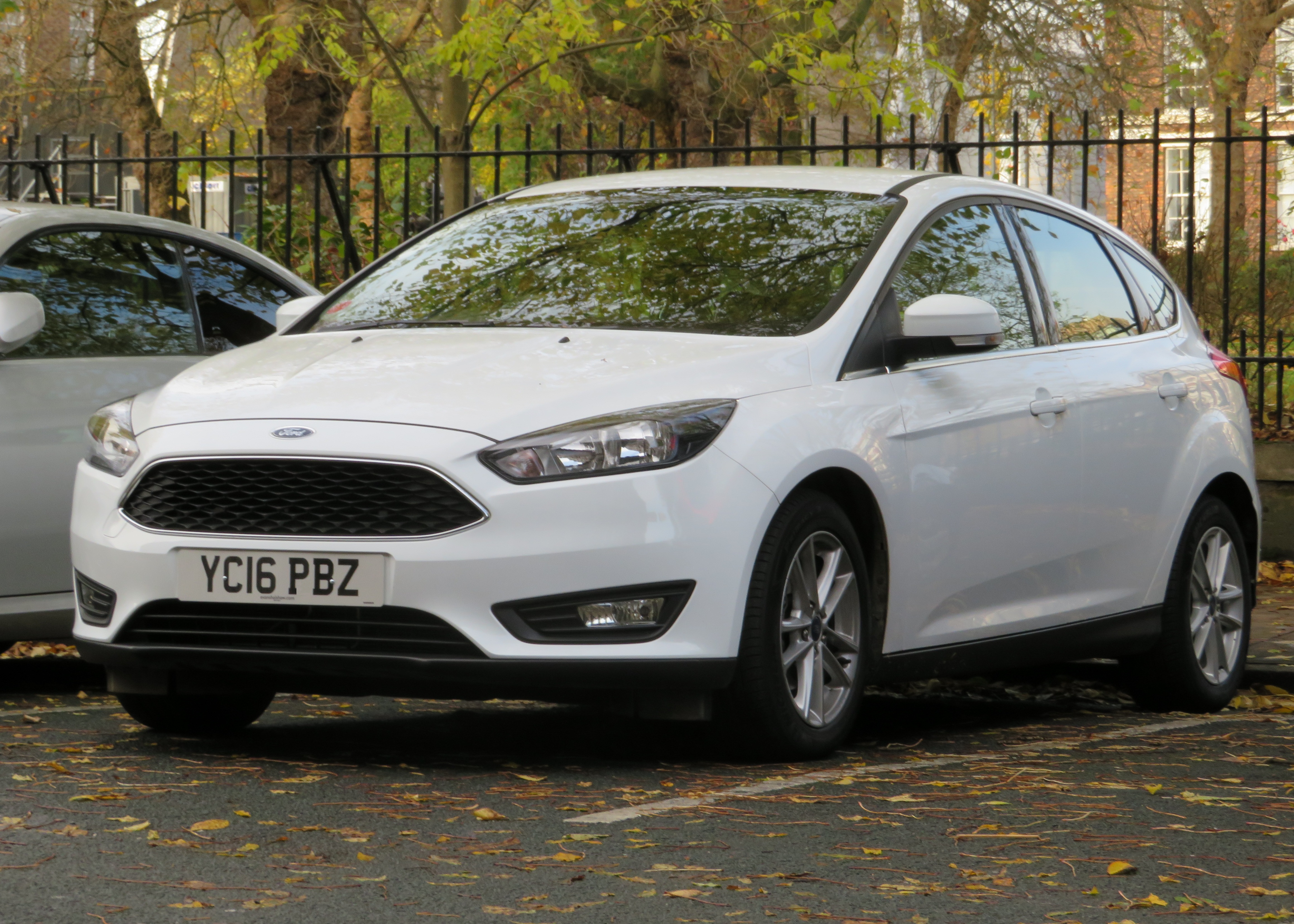
Ford Focus Mk 3 (2010–2018)

## Виробники

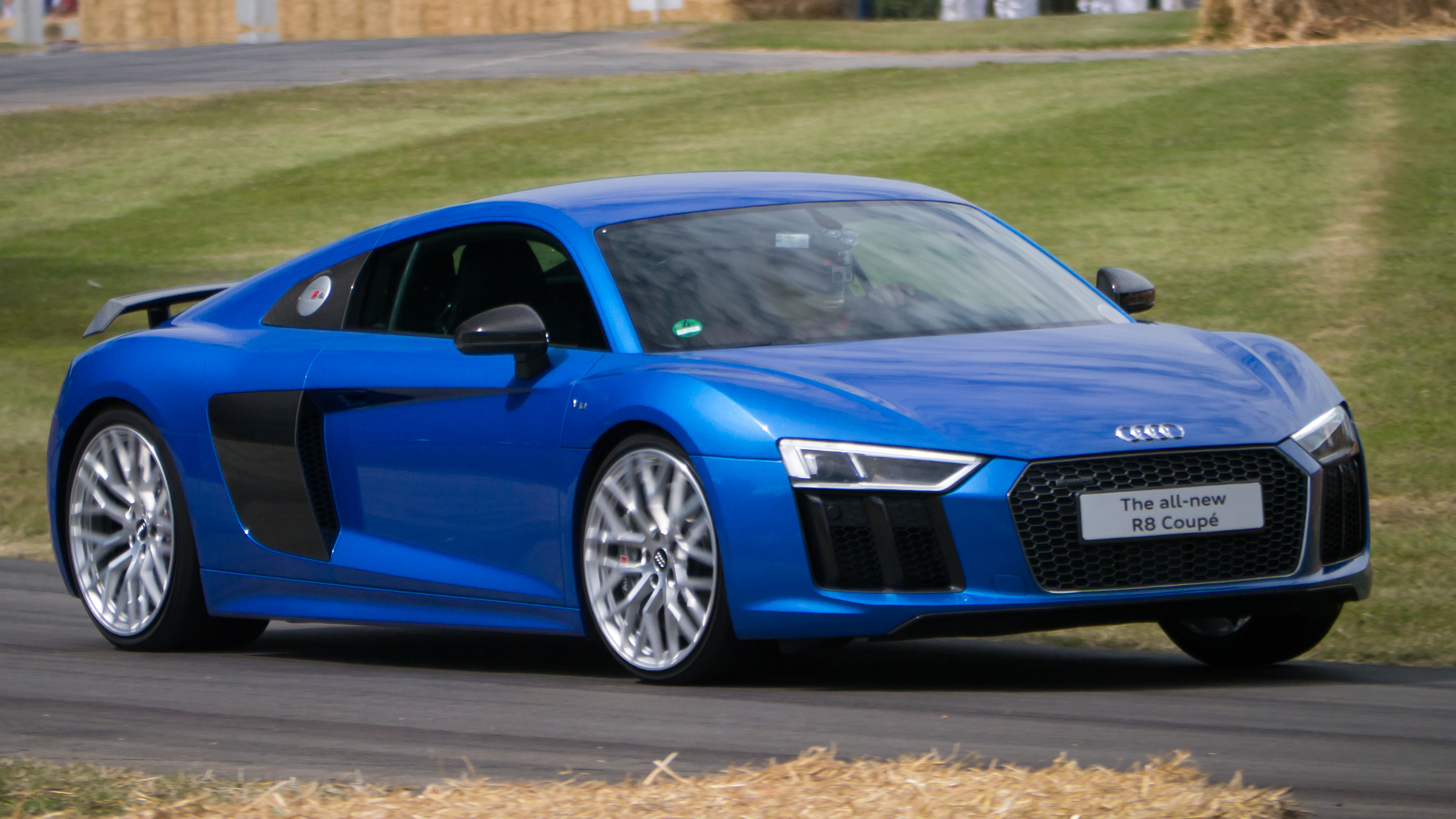
Audi R8

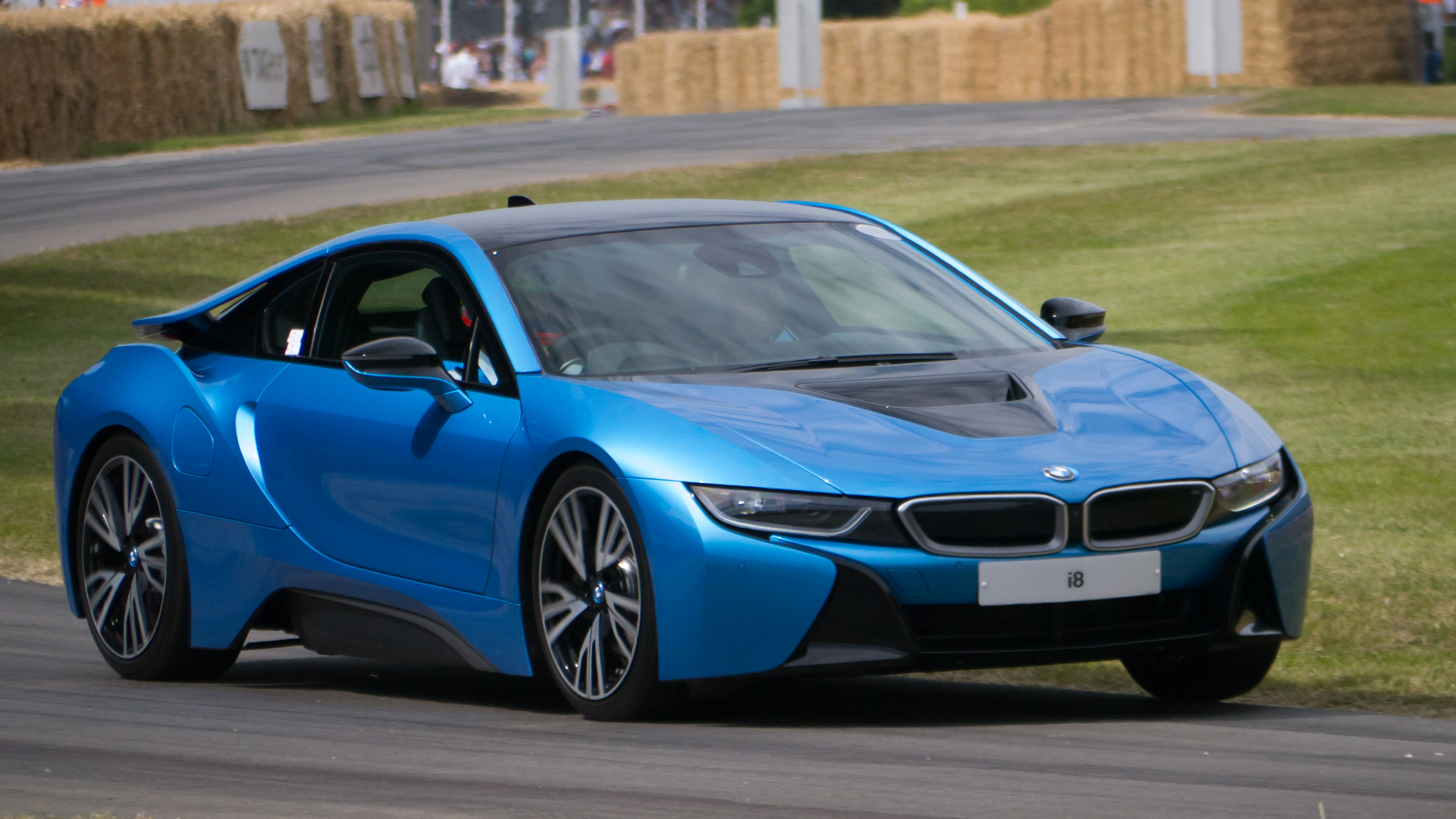
BMW i8

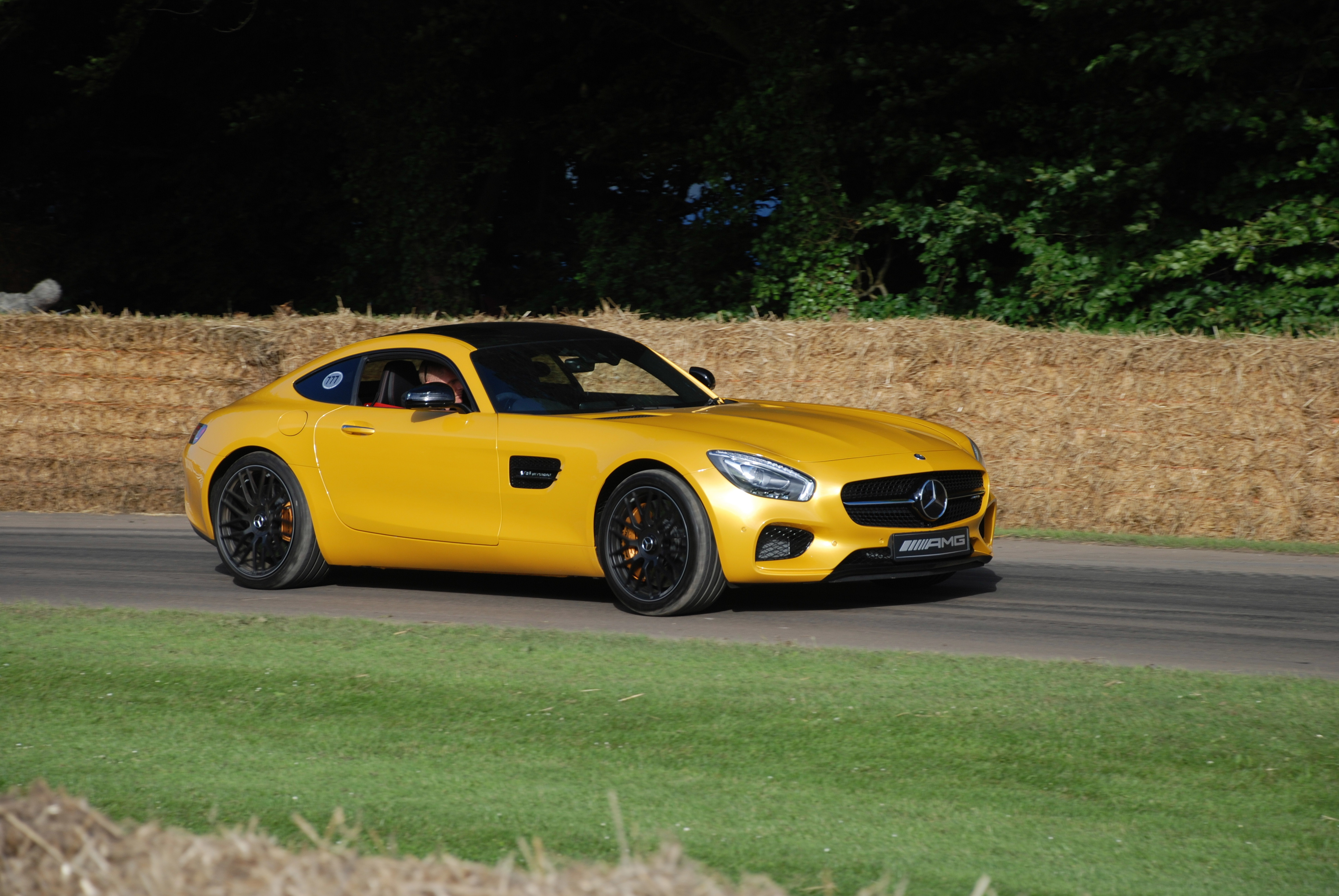
Mercedes-AMG GT

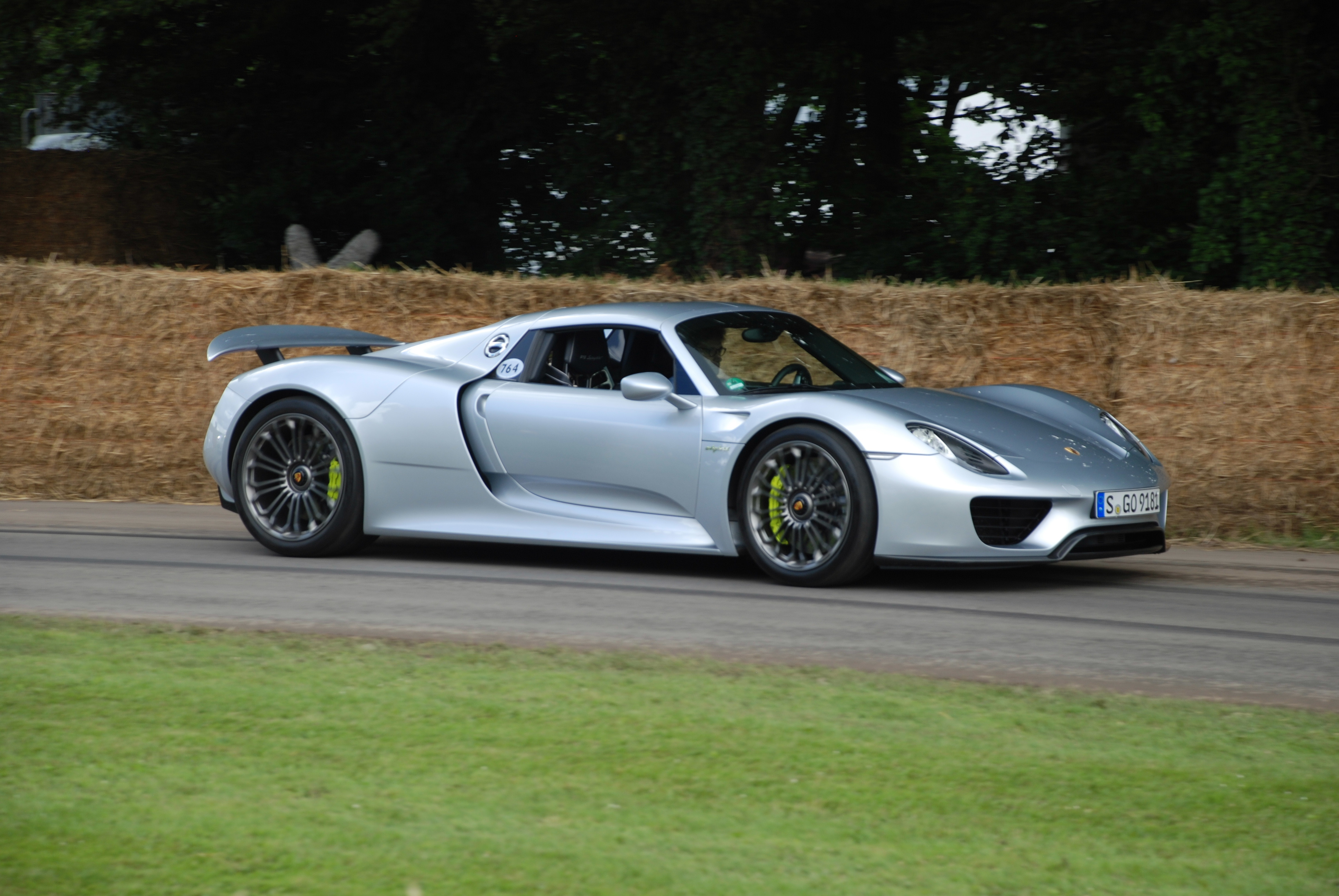
Porsche 918 Spyder

### Великі
- BMW AG
  - BMW i
  - BMW M
  - BMW Motorrad
- Daimler AG
  - Mercedes-AMG
  - Mercedes-Benz
  - Mercedes-Maybach
  - Setra/EvoBus
  - Smart
- Ford-Werke GmbH[4]
- Opel AG
- Volkswagen AG
  - Audi
  - MAN
  - Porsche
  - Volkswagen
  - Volkswagen Commercial Vehicles

### Малі
- Alpina (1965–донині)
- Apal (1999–донині)
- Apollo Automobil (раніше Gumpert) (2004–донині)
- Bitter (1971–донині)
- Borgward (1924—1963; 2008—донині)
- Brabus (1977–донині)
- CityEl (1987–донині)
- Hartge (1985–донині)
- Isdera (1983–донині)
- Jetcar (2000–донині)
- Keinath (1996–донині)
- Lotec (1981–донині)
- Mansory (1989–донині)
- Melkus (1969—1980; 2006—донині)
- Pegasus (1995–донині)
- Ruf Automobile (1982–донині)
- Yes! (1999–донині)

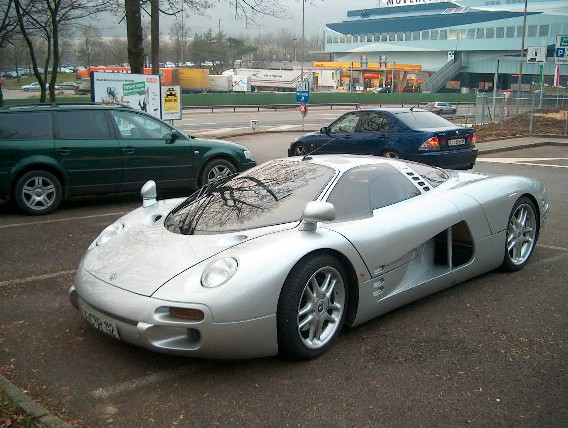
Isdera Commendatore 112i
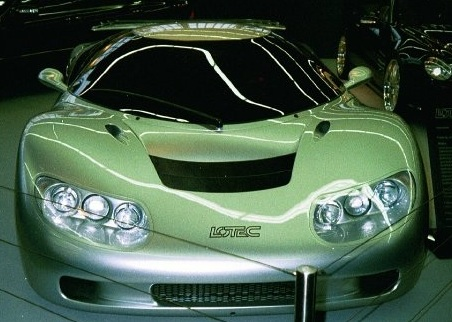
Lotec Sirius
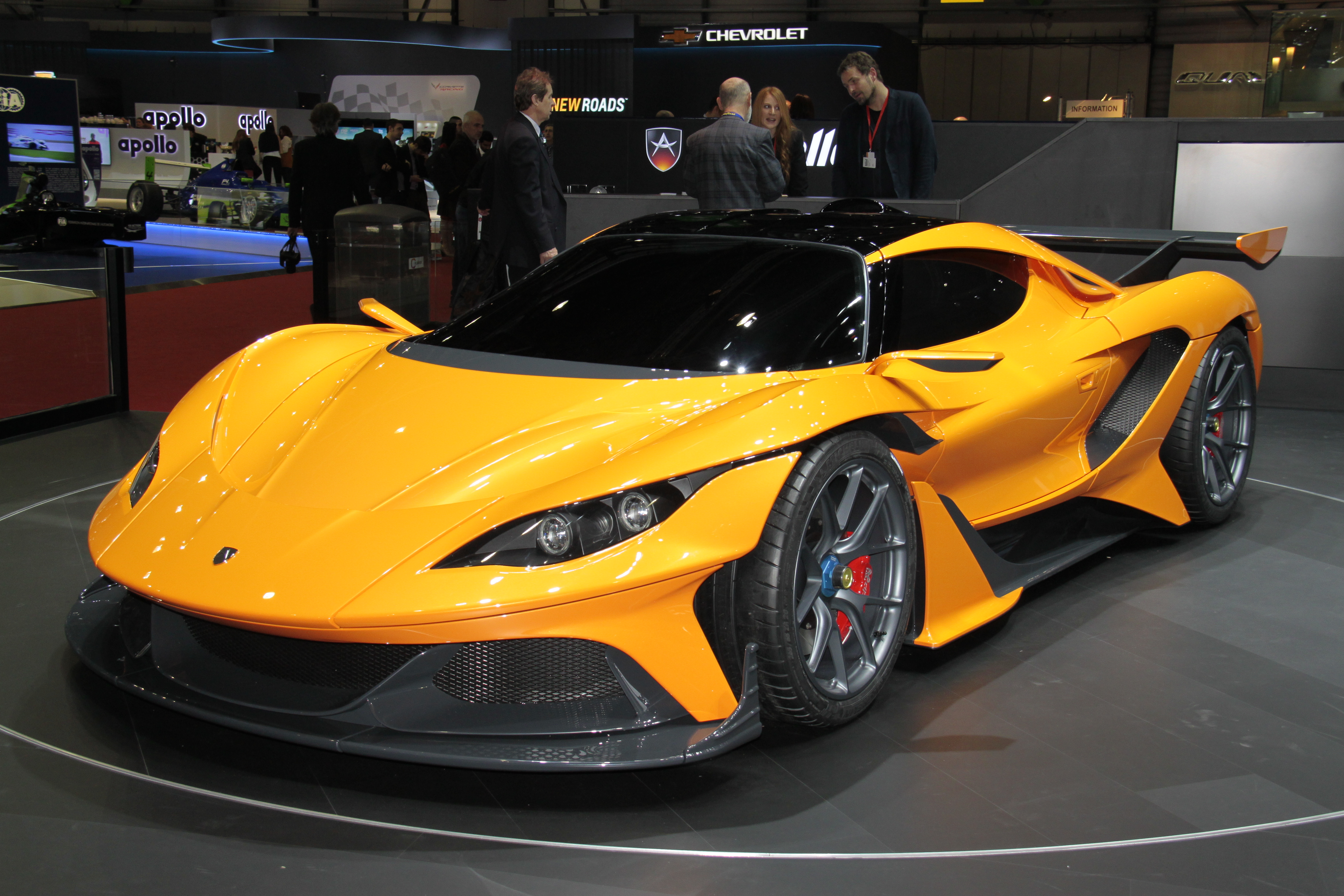
Apollo Arrow
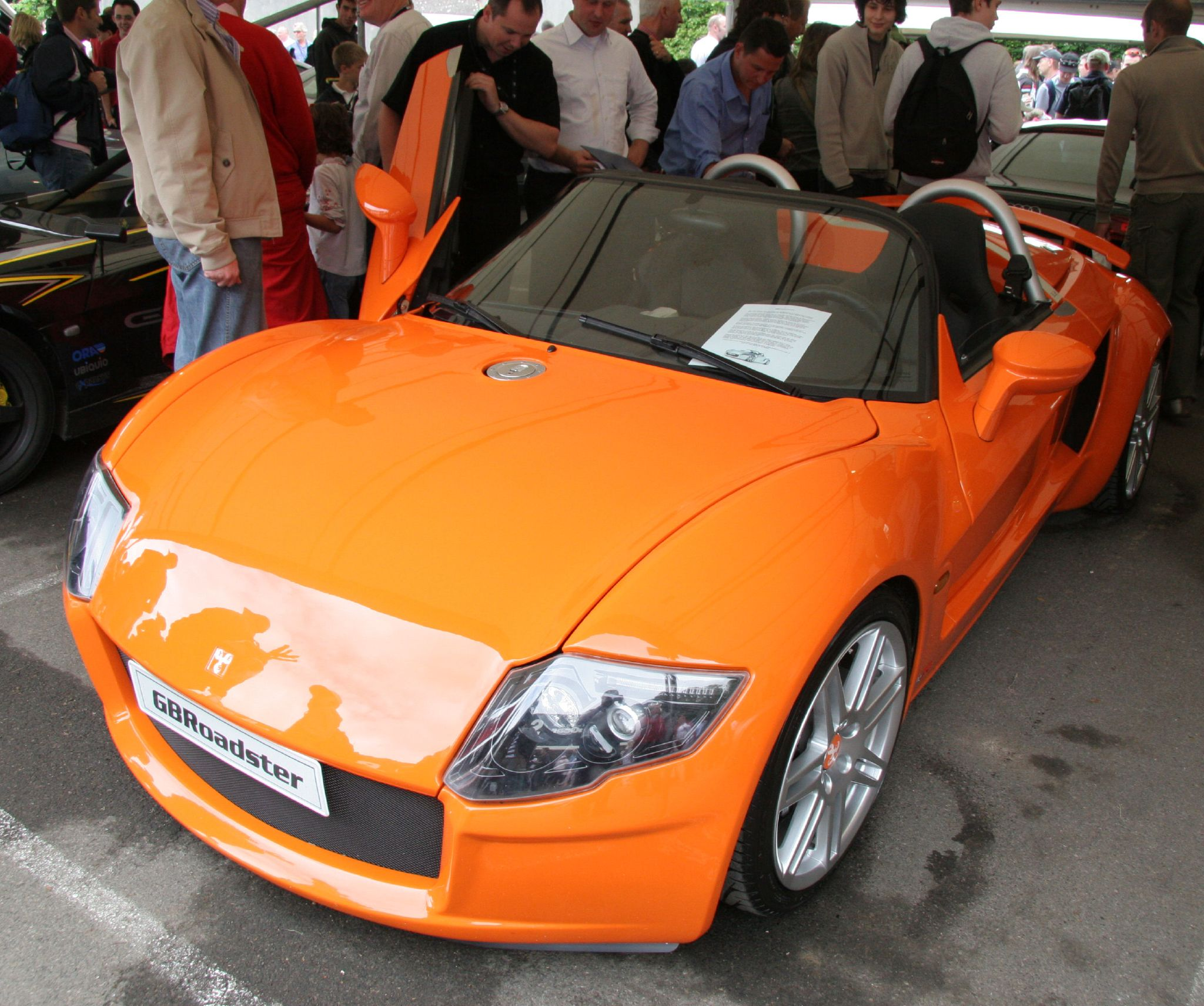
YES GB Roadster

## Обсяг виробництва за роками

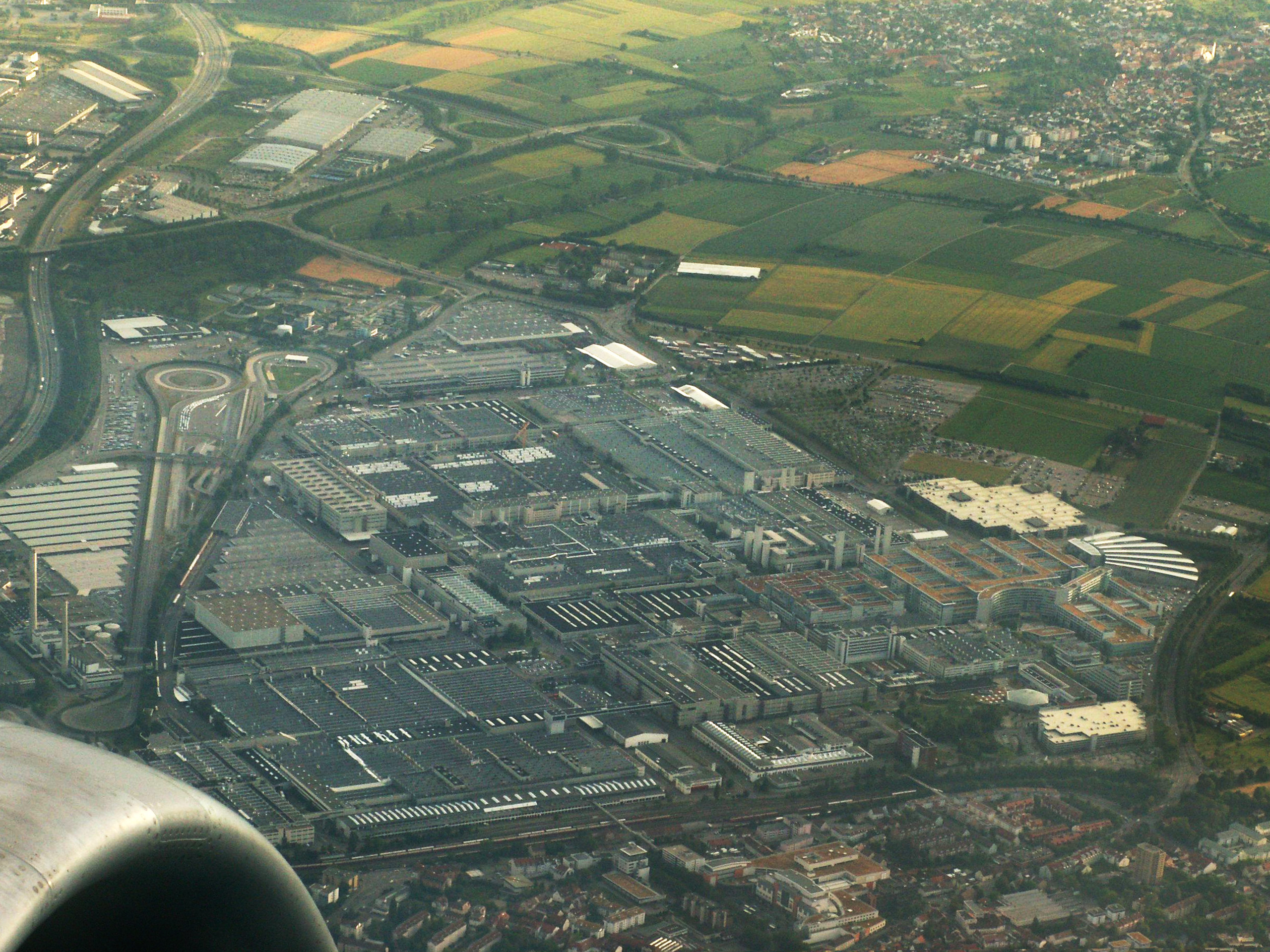
Завод Mercedes-Benz у Зіндельфінгені

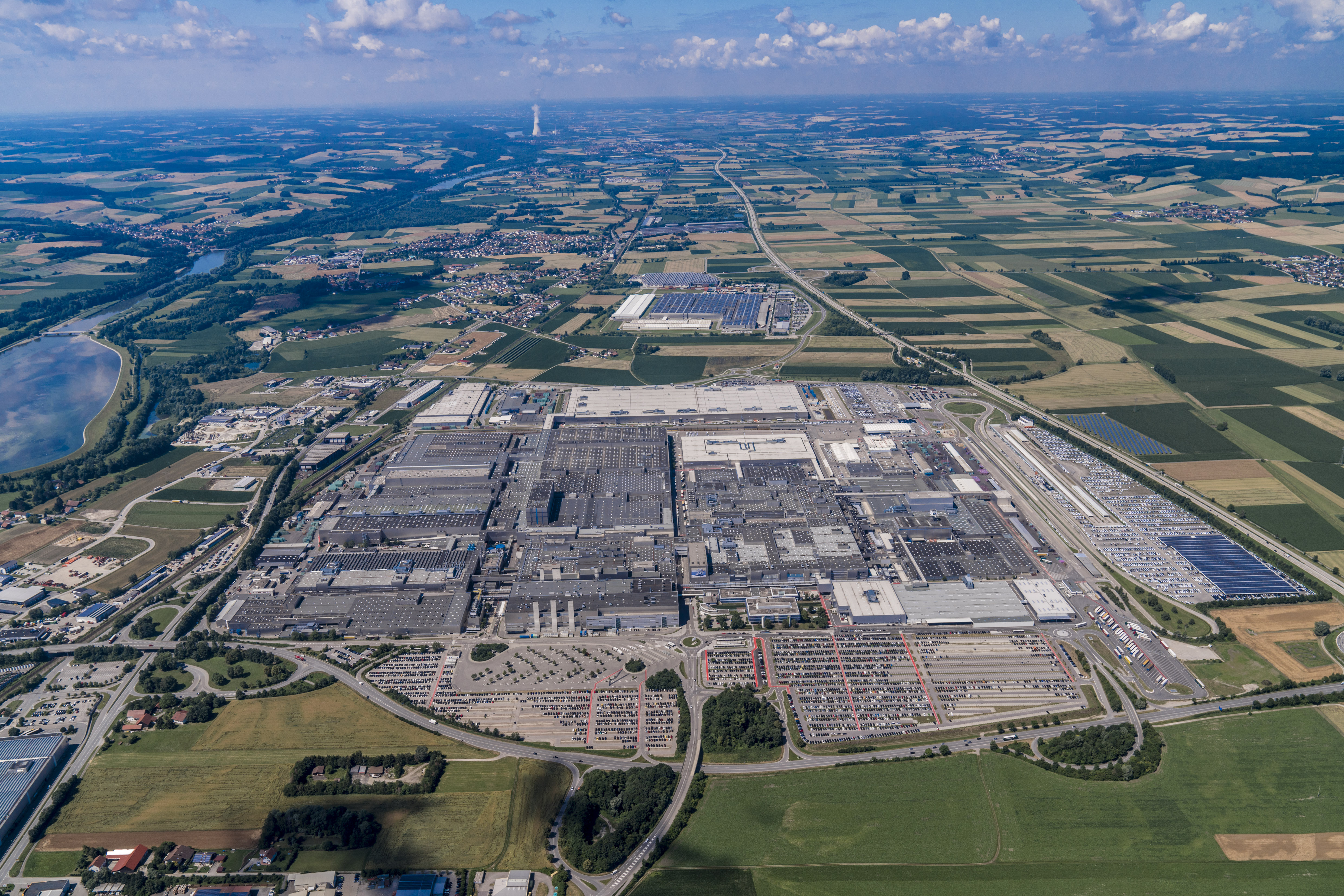
Завод BMW у Дінгольфінгу

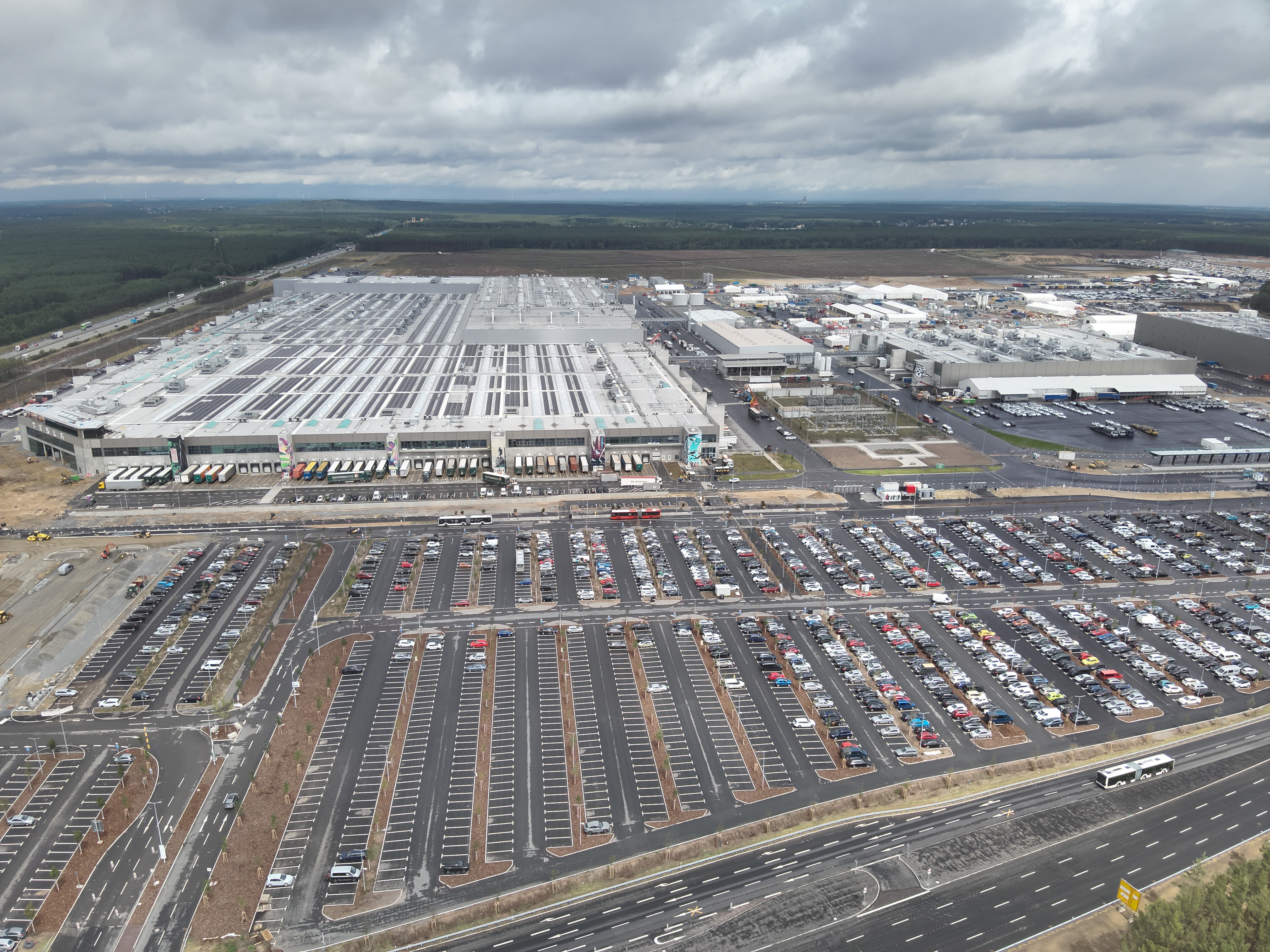
Завод Tesla Gigafactory в Грюнгайде

У 2007 році було вироблено 6,213,460 автомобілів, таким чином він став піковим для автомобільної промисловості у Німеччині.
| Рік  | Обсяг виробництва |
| ---- | ----------------- |
| 1950 | 306,064           |
| 1960 | 2,056,149         |
| 1970 | 3,842,247         |
| 1980 | 3,878,553         |
| 1990 | 4,976,552         |
| 1995 | 4,667,364         |
| 2000 | 5,526,615         |
| 2005 | 5,757,710         |
| 2007 | 6,213,460         |
| 2010 | 5,905,985         |
| 2011 | 6,146,948         |
| 2012 | 5,649,260         |
| 2013 | 5,718,222         |
| 2014 | 5,907,548         |
| 2015 | 6,033,164         |
| 2016 | 5,746,808         |
| 2017 | 5,645,581         |
| 2018 | 5,120,409         |
| 2019 | 4,661,328         |
| 2020 | 3,742,454         |
| 2021 | 3,308,692         |
| 2022 | 3,677,820         |
| 2023 | 4,109,371         |